# محمد السادس بن الحسن
مُحمد السادس بن الحسن الثاني العلوي (مواليد 21 أغسطس 1963) هو ملك المملكة المغربية منذ عام 1999 والملك الثالث والعشرون للمغرب من سلالة العلويين الفيلاليين، تولى الحكم خلفًا لوالده الملك الحسن الثاني بعد وفاته، وبويع ملكًا يوم الجمعة 9 ربيع الثاني سنة 1420 هـ الموافق 23 يوليو 1999 بالقصر الملكي بالرباط.
ولد في الرباط ليكون أكبر الأبناء الذكور للملك الحسن الثاني من زوجته لطيفة حمو، لذا فقد كان وريثًا واضحًا للعرش ووليًّا للعهد منذ ولادته كما ينص الدستور، بدأ تعليمه في سن الرابعة بالكُتَّاب القرآني الملحق بالقصر الملكي بينما أكمله بالخارج إلى أن نال شهادة الدكتوراه في الحقوق مع مرتبة الشرف من جامعة (نيس صوفيا آنتيبوليس) الفرنسية.
الملك محمد السادس هو أحد أفراد السلالة العلوية التي تعود في نسبها إلى الحسن بن علي بن أبي طالب، والتي تحكم المغرب منذ عام 1666 ميلادية ويلقب الحاكم منهم بأمير المؤمنين، وهو بذلك يُعتبر من أقدم الزعماء العرب الأحياء في الحكم، يسبقه في الأقدمية الملك عبدالله الثاني بن الحسين ملك الأردن والملك حمد بن عيسى آل خليفة ملك البحرين. بحسب دراسة نشرت في عام 2009 وأشرف عليها باحثون ومختصون دوليون فإن الملك محمد السادس من بين أكثر خمسين شخصية إسلامية تأثيرًا في العالم. أصدر الملك محمد السادس كتابًا وعدة مقالات حول التعاون الأوروبي المغربي، ويتقن (إلى جانب اللغة العربية) اللغة الفرنسية والإسبانية والإنجليزية.
ومنذ اعتلائه العرش؛ قاد الملك محمد السادس إصلاحات كبرى أحدثت تحولات عميقة وهيكلية شملت مختلف مناحي الحياة الاقتصادية والاجتماعية والدينية والحقوقية وكانت ترمي جميعها في منحى تدعيم الديمقراطية وبناء دولة القانون والحداثة وتعزيز حقوق الإنسان. أعطى الملك محمد السادس إشارات قوية لتحديث الأنظمة الإدارية بالمغرب، حين أمر بالإفراج عن بعض المعتقلين السياسيين، وأطلق خطة المصالحة لتعويض المتضررين مما عُرف باسم (سنوات الرصاص). وخلال السنوات الأولى من حكمه أعطى أهمية كبيرة للتعليم والنهوض بشؤون المرأة وهو ما أُعْلِن عنه رسميًا عندما أقر قانون الأسرة الجديد عام 2004، وهو قانون يعزز دور المرأة داخل الأسرة ويمنحها حقوقا جديدة.
ومن بين السمات التي طبعت فترة حكم محمد السادس، هي طي صفحة الماضي وإنجاح تجربة العدالة الانتقالية، وتحقيق التنمية الشاملة على كل المستويات والأصعدة، وغدا المغرب في عهده يحتل مكانة متميزة على الصعيد الدولي والمغربي، إذ تمكن من إرساء مشروع مجتمعي ديمقراطي حداثي وتحقيق منجزات حقيقية في مختلف الميادين السياسية والاقتصادية والاجتماعية من أجل الوصول إلى مصاف الدول الديمقراطية والمتقدمة.
في عام 2011 انطلقت حملة احتجاجات شعبية في المغرب قادتها حركة 20 فبراير متأثرة بموجة الاحتجاجات العارمة التي اندلعت في الشرق الأوسط وشمال أفريقيا مطلع عام 2011 وبخاصة بالثورة التونسية وثورة 25 يناير المصرية اللّتين أطاحتا بالرئيس التونسي زين العابدين بن علي والرئيس المصري حسني مبارك وطالب المتظاهرون بإصلاحات سياسية واقتصادية واجتماعية، استجاب الملك محمد السادس لمطالب المتظاهرين ووعد فيها بإصلاحات كبيرة بما في ذلك الضمانات الدستورية لحرية التعبير، المساواة الاجتماعية للمرأة، واستقلال القضاء، تبنى المغرب دستورًا جديدًا استجابة للحراك الشعبي، والذي يشكل اليوم الإطار الدستوري الذي يؤطر النموذج الديمقراطي الحداثي التنموي المغربي المتميز، ويشكل تعاقدًا تاريخيًا جديدًا بين العرش والشعب.
أطلق الملك محمد السادس العديد من المشاريع الاقتصادية الكبرى بقيادة وإشراف مباشر منه سواءً مشاريع البنى التحتية (الطرق، الموانئ، المطارات، القطار الفائق السرعة...)، أو برامج النهوض بقطاعات إستراتيجية كالفلاحة والصناعة والطاقات البديلة. كما أطلق الملك محمد السادس مبادرة إصلاح الحقل الديني لتكريس الأسس المذهبية للمغرب مع ترسيخ الهوية الأصيلة للمملكة والتي تتسم بالتوازن والاعتدال والتسامح، وقد جعل منذ السنوات الأولى لتوليه العرش هذا الإصلاح حقلًا أساسيا، بهدف ضمان تدبير حكيم وهادئ للشأن الديني تأخذ بعين الاعتبار تطور المجتمع المغربي مع الوفاء لأسس الهوية الروحية الفريدة للبلاد، ووضعت إستراتيجية متعددة الأبعاد لتجديد الحقل الديني عبر إعادة تنظيم المجلس الأعلى للعلماء وتأهيل الأئمة.
في عام 2002، تزوج الملك محمد السادس من سلمى بناني وأنجبا إبنين: الأمير مولاي الحسن ولي عهد المملكة المغربية والأميرة خديجة. يذكر أنه يمارس عددًا من الرياضات والهوايات مثل رياضة الجيت سكي والعدو والفروسية التي دأب على ممارستها منذ طفولته، إلى جانب ولعه الخاص بالسيارات وسباقات الفورمولا ون. حاز الملك محمد السادس على العديد من الجوائز والميداليات الرفيعة من قبل هيئات برلمانية ومنظمات دولية وغير حكومية أشهرها وسام التميز لأكثر الشخصيات تأثيرًا في العالم من قائمة الملوك والرؤساء وكبار السياسيين ووسام الاستحقاق من الدرجة الأولى من الرئيس الأمريكي السابق دونالد ترامب، بالإضافة إلى قلادة (أبي بكر الصديق) التي مُنحت له من جمعيات الهلال الأحمر والصليب الأحمر العربية التي تعتبر أعلى وسام للمنظمة وذلك تقديرًا منها لدور الملك محمد السادس في العمل الإنساني والخيري وتضامنه مع الفئات المعوزة.

## حياته

### طفولته وتعليمه
ولد محمد بن الحسن الثاني (محمد السادس) في 21 أغسطس عام 1963 في القصر الملكي في الرباط لوالده الملك الحسن الثاني ووالدته الأميرة لطيفة حمو وكان الابن الثاني للعائلة التي أنجبت 5 أبناء وهم بالترتيب: الأميرة مريم، الأمير محمد، الأميرة أسماء، والأميرة حسناء والأمير رشيد. وبصفته الابن الأكبر للملك الحسن الثاني فقد كان الوريث الواضح للعرش وأصبح وليًا للعهد بعد ولادته كما ينص الدستور المغربي.

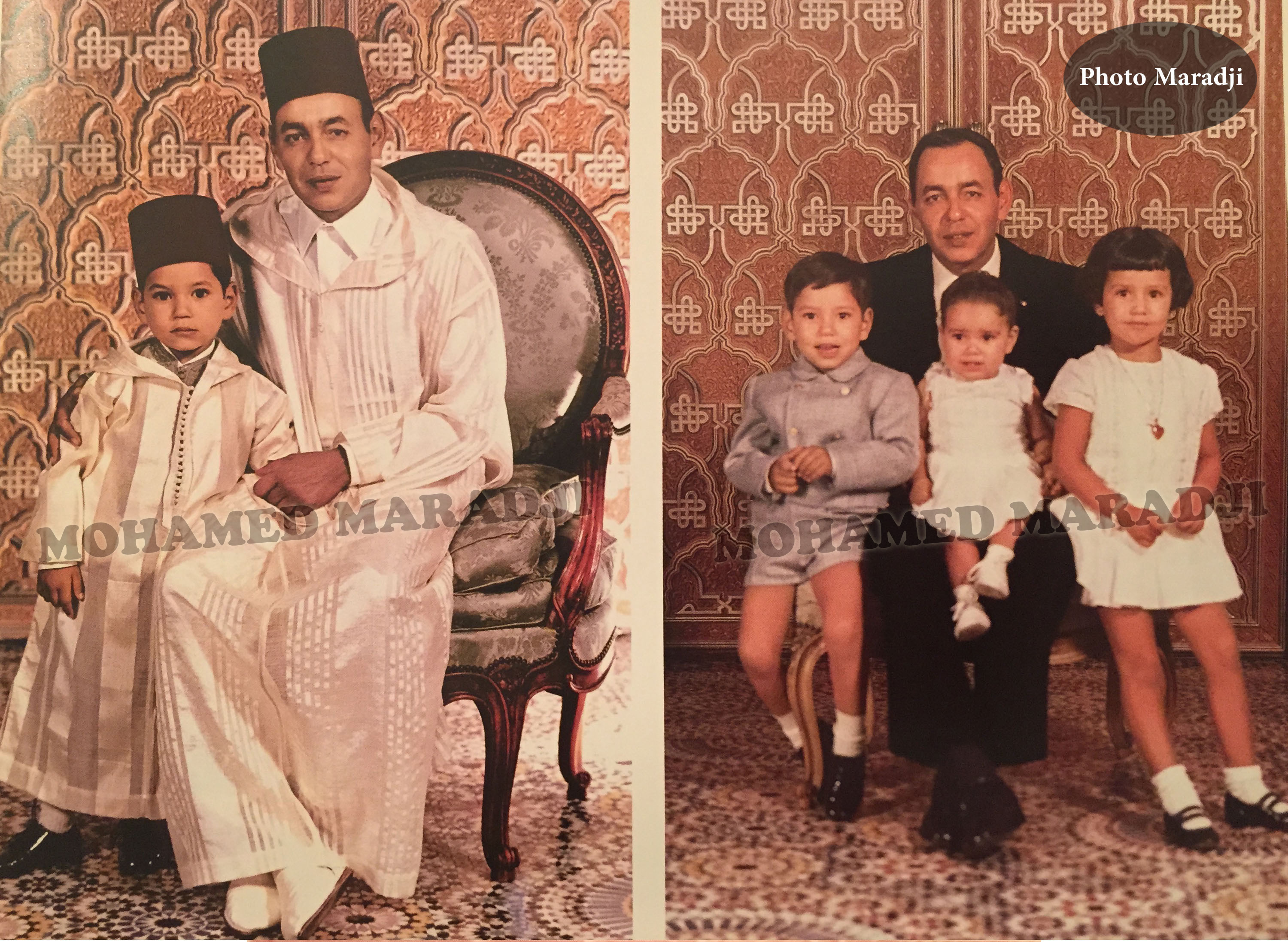
ولي العهد الأمير محمد مع والده الملك الحسن الثاني وشقيقاته الأميرة للا أسماء والأميرة للا مريم.

التحق في سن الرابعة بالكتاب القرآني الملحق بالقصر الملكي بالرباط، وحصل على شهادة الدراسات الابتدائية في 28 يونيو 1973، ثم تابع دراسته الثانوية بالمعهد المولوي وأنهى متطلبات الثانوية العامة في شهر يونيو 1981. أكمل الأمير محمد بن الحسن الدراسات العليا في الحقوق بكلية العلوم القانونية والاقتصادية والاجتماعية بجامعة محمد الخامس بالرباط، ونال في سنة 1985 الإجازة في موضوع (الاتحاد العربي الإفريقي وإستراتيجية المملكة في مجال العلاقات الدولية)، وفي سنة 1987 أحرز بامتياز على الشهادة الأولى للدارسات العليا في العلوم السياسية، وفي يونيو 1988 نال بامتياز دبلوم الدراسات العليا لدكتوراه القانون العام.
ومن أجل استكمال تعليمه والاحتكاك بتطبيق مبادئ وقواعد القانون التي تلقاها في الكلية بشكل عملي، أجرى تدريبًا لبضعة أشهر خلال سنة 1988 ببروكسل بديوان (جاك ديلور) رئيس لجنة المجموعات الأوروبية  بالاتحاد الأوروبي آنذاك. وفي 29 أكتوبر 1993 نال شهادة الدكتوراه في الحقوق بميزة (مشرف جدًا) من جامعة نيس صوفيا انتبوليس الفرنسية إثر مناقشة أطروحة في موضوع (التعاون بين السوق الأوروبية المشتركة واتحاد المغرب العربي)، كما منحته جامعة جورج واشنطن درجة الدكتوراه الفخرية في 22 يونيو سنة 2000.

### ولاية العهد
تولى محمد السادس منذ ريعان شبابه مسؤوليات جسيمة بصفته وليًا للعهد، اذ كلفه والده الملك الراحل الحسن الثاني بمهام عديدة على الصعيد الوطني والعربي والإسلامي والأفريقي والدولي لدى رؤساء دول شقيقة وصديقة، وهكذا شارك في العديد من المؤتمرات الدولية والعربية والإقليمية في سن مبكر. ففي عام 1967 رافق الأمير محمد السادس والده في زيارة رسمية إلى الولايات المتحدة الأمريكية وكان يبلغ من العمر آنذاك 4 أعوام فقط، أما أول مهمة رسمية له خارج الوطن فكانت في 6 أبريل 1974 حين مثَّل والده الملك الحسن الثاني في القداس الديني الذي احتضنته كاتدرائية نوتردام دو باري تخليدًا لذكرى رحيل الرئيس الفرنسي جورج بومبيدو. تولى الأمير محمد السادس عدة مناصب ففي 22 ديسمبر عام 1979 عُين رئيسا شرفيًا للجمعية الاجتماعية والثقافية لحوض البحر الأبيض المتوسط، وفي 18 مارس 1982 عينه الملك الحسن الثاني رئيسًا للجنة المنظمة للدورة التاسعة لألعاب البحر الابيض المتوسط التي جرت بالدار البيضاء، ورئيسا للجنة المكلفة بتنظيم الدورة السادسة للألعاب العربية. كما عينه الملك الحسن الثاني في 11 أبريل 1985 منسقًا عامًا لمكاتب ومصالح الاركان العامة للقوات المسلحة الملكية، ورقي في 12 يوليو 1994 إلى رتبة جنرال دوديفيزيون (فريق).

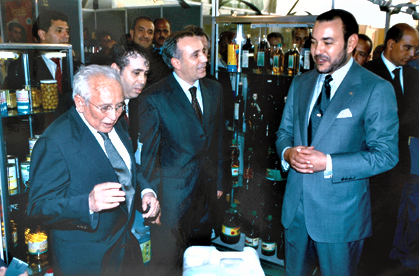
الملك محمد السادس مع رجل الأعمال المغربي مولاي مسعود اكوزال.

زار الأمير محمد السادس عندما كان وليا للعهد العديد من الدول الأفريقية من 23-30 يوليو عام 1980 حيث التقى برئيس السنغال ليوبولد سنغور، ورئيس غينيا أحمد سيكو توري وبرئيس جمهورية ساحل العاج فيليكس أوفوي بوانيي وبرئيس الكاميرون أحمدو أهيجو ورئيس نيجيريا شيخو شاجاري وسلمهم رسائل شخصية من والده الملك الحسن الثاني. كما قام الأمير محمد السادس بزيارة رسمية للمملكة العربية السعودية من 11-18 مارس 1986 وبزيارة إلى اليابان من 7-21 مارس 1987، ومثل والده في تشييع جنازة إمبراطور اليابان هيروهيتو عام 1989.
ترأس الأمير محمد السادس الوفود المغربية المشاركة في المؤتمرات الدولية كمؤتمر القمة السابعة لدول عدم الانحياز الذي عُقد في نيودلهي يوم 10 مارس 1983، واجتماع لجنة المتابعة المنبثقة عن منظمة الوحدة الأفريقية الخاصة بالصحراء في أديس أبابا الذي عقد في 21 سبتمبر عام 1983، والقمة الفرنسية - الإفريقية العاشرة التي عُقدت في فيتال في 3 أكتوبر 1983، واجتماع الفريق الاستشاري المكلف بإعداد الإحتفال بالذكرى الخمسين لتأسيس منظمة الأمم المتحدة الذي عُقد في 4 مايو عام 1994 في جنيف، والدورة الإستثنائية للجمعية العامة لمنظمة الأمم المتحدة التي عُقدت في 21-27 يونيو 1997 في البرازيل حول البيئة والتي أطلق عليها اسم (قمة الأرض).
شارك الأمير محمد السادس في افتتاح أشغال المؤتمر الوزاري (للكات) الذي عقد في مراكش في 12 أبريل عام 1994، وشارك في الجلسة الختامية للندوة الدولية المنعقدة في باريس في 9 أبريل عام 1996 حول (العلاقات المغربية - الأوروبية)، وشارك في افتتاح مكتب المجلس المغربي الأمريكي للتجارة والاستثمارات في نيويورك في 10 ديسمبر عام 1996، ويتولى منذ عام 1996 رئاسة الجمعية الملكية المغربية للحصان الركوب والرئاسة الشرفية لجمعية تافيلالت للصيد الرياضي وحماية البيئة، كما يترأس منذ 1999 نادي الأوداية لرياضة ركوب الامواج.

### التتويج واعتلاء العرش
| من خطاب العرش للملك محمد السادس بعد توليه الحكم: ....ونجدد التزامنا بإكمال وحدتنا الترابية التي تشكل فيها قضية أقاليمنا الصحراوية القضية الوطنية المركزية، ونحن نتطلع إلى إتمام الاستفتاء التأكيدي الذي ترعاه وتقوم على إجرائه منظمة الأمم المتحدة، وهو الاستفتاء الذي لم يفتأ خصوم وحدتنا الترابية يعملون على إفشاله، ويضعون العراقيل دون تحقيقه. شعبي العزيز. تشغل قضية التعليم حيزاً كبيراً من اهتماماتنا الآنية والمستقبلية لما تكتسبه من أهمية قصوى، ولما لها من أثر في تكوين الأجيال، وإعدادها لخوض غمار الحياة والمساهمة في بناء الوطن، وبكفاءة واعتناء من والدنا المكرم بهذه القضية، فقد كان عين لجنة وطنية خاصة عملت تحت رعايته السامية مستنيرة بالتوجيهات التي تضمنتها رسالته الملكية في هذا الصدد. وقد توجت اللجنة جهودها الحميدة بوضع مشروع ميثاق وطني للتربية والتكوين، كانت تتأهب لعرضه على أنظار والدنا المقدس لولا أن الأجل وافاه، وسنولي هذا المشروع ما هو جدير به، من عناية تتناسب وما نعلق عليه من آمال في هذا المجال الحيوي، وفي التغلب على البطالة ومحو آثارها وفتح أبواب الشغل مشرعة أمام شبابنا الناهض، وحثهم على الاجتهاد والابتكار وأخذ المبادرة في غير توان أو تواكل. وسنولي عنايتنا، كذلك، مشكلة الفقر الذي يعانيه بعض أفراد شعبنا، وسنعمل بمعونة الله وتوفيقه على التخفيف من حدته وثقله. |
| —مجلة دعوة الحق الصادرة عن وزارة الأوقاف والشؤون الإسلامية في المغرب |

في 23 يوليو من عام 1999 توفي الملك الحسن الثاني عن عمر يناهز سبعين عامًا إثر نوبة قلبية مفاجئة داهمته أثناء وجوده في القصر الملكي، حيث كان قبلها قد دخل المستشفى إثر اصابته بالتهاب رئوي حاد، وعقدت الحكومة المغربية اجتماعًا طارئًا لوضع ترتيبات التشييع وسط مظاهر الصدمة والحزن التي سيطرت على الشارع المغربي، وفي يوم تشييع جنازته خرج آلاف من المغاربة إلى الشوارع لإلقاء النظرة الأخيرة على نعش الملك الذي غُطي بقطعة قماش سوداء مطرزة بآيات من القرآن، ورافق تشييع جنازة الحسن الثاني آنذاك العديد من رؤساء دول العالم، بمن فيهم الرئيس الأمريكي السابق بيل كلينتون ورئيس الوزراء الإسرائيلي الأسبق إيهود باراك والزعيم الفلسطيني الراحل ياسر عرفات.
نعى ولي العهد الأمير محمد في خطاب مقتضب نقله التلفزيون المغربي والده الملك الحسن الثاني حيث قال:
| محمد السادس بن الحسن | بسم الله الرحمن الرحيم، يقول الله تبارك وتعالى : (يا أيتها النفس المطمئنة ارجعي إلى ربك راضية مرضية فادخلي في عبادي وادخلي جنتي). بقلب مؤمن بقضاء الله وقدره أنعي إلى الشعب المغربي الأبي، وإلى الأمة العربية والإسلامية، وإلى العالم أجمع، وفاة قائد عظيم، ورجل من رجالات العالم الأعلام، وملك من ملوك المغرب العظام، صاحب الجلالة والمهابة المغفور له الحسن الثاني- قدس الله روحه- يومه الجمعة على الساعة الرابعة والنصف، إثر نوبة قلبية نتجت عن مضاعفات لم ينفع معها علاج. وإنني بهذه المناسبة الأليمة، أتوجه بخالص العزاء إلى الشعب المغربي الوفي، الذي عبر دائما عن حبه وولائه وإخلاصه لهذا الملك الهمام. كما أدعوه إلى التحلي بالصبر والثبات، مصداقا لقوله تعالى: (وبشر الصابرين الذين إذا أصابتهم مصيبة قالوا إنا لله وإنا إليه راجعون). رحم الله فقيدنا العزيز، وأسكنه جناته، وجعله في مقام صدق عنده، مع الذين أنعم عليهم من النبيين والصديقين والشهداء والصالحين، وحسن أولئك رفيقا. وإنا لله وإنا إليه راجعون، ولا حول ولا قوة إلا بالله العلي العظيم. | محمد السادس بن الحسن |

تولى ولي العهد الأمير محمد مقاليد الحكم مباشرة بعد إعلان نبأ وفاة الملك الحسن الثاني الذي حكم المملكة لمدة 38 عامًا، وأصبح يلقب بـ (أمير المؤمنين الملك محمد بن الحسن بن محمد)، ونقل التلفزيون مراسيم التوقيع على (وثيقة البيعة) التي جرت في قاعة العرش بالقصر الملكي بالرباط في نفس اليوم الذي توفي فيه والده، ووقع الوثيقة النجل الثاني للملك الراحل الأمير رشيد وإبنا شقيقه عبد الله الأميران هشام وإسماعيل ورئيس الحكومة وكل من رئيس مجلس النواب ومجلس المستشارين والوزراء ومستشاري الملك الراحل ورؤساء المجالس العلمية ورئيس المجلس الأعلى للقضاء والوكيل العام للملك ورئيس المجلس الدستوري وكبار ضباط الجيش والقوات المسلحة والمدير العام للامن ورؤساء الأحزاب السياسية والحاجب الملكي ومدير الامانة الخاصة الملكية ومدير التشريفات الملكية.

الملك محمد السادس في يوم البيعة محاطَا بالحشود

عرض التلفزيون المغربي لقطات للعاهل الجديد وفي أول ظهور علني له منذ وفاة والده أمام مئات من الأشخاص الذين تجمعوا أمام سور القصر الملكي في الرباط للتعبير عن حزنهم. وظهر الملك محمد في المشاهد يقوم بجولة صغيرة أمام النساء والرجال الباكين قبل أنْ يصعد إلى سيارته، وذكر التلفزيون المغربي أنَّ الملك أراد عبر هذه البادرة شكر الحشود المغربية.
وفي يومِ الجمعة 16 ربيع الآخر سنة 1420 هـ الموافق 30 يوليو 1999م أدى الملك محمد السادس رسميًا صلاة الجمعة في جامع فاس الكبير وألقى أول خطاب للعرش، وقد اعتمد هذا التاريخ رسميًا للاحتفال بعيد العرش. بدأ الملك محمد السادس خطابه بعبارة (شعبي العزيز) ثم تابع كلامه مستذكرًا والده، وعدد بعضًا من مناقبه وإنجازاته وما حققه من مكاسب جليلة للشعب المغربي، ركَّز الملك محمد في خطابه على السياسة الداخلية ووصفها بأنها بارزة المعالم واضحة السمات، وأنَّ المطلوب هو ترسيخها ودعمها، كما أكَّد تشبته بنظام الملكية الدستورية والتعددية الحزبية والليبرالية الاقتصادية، وسياسة الجهوية واللامركزية، وإقامة دولة الحق والقانون، وصيانة حقوق الإنسان والحريات الفردية والجماعية، وصون الأمن، وترسيخ الاستقرار للجميع وحل مشكلتي البطالة والفقر.

## السياسة الداخلية

### الإنجازات والإصلاحات
كان الملك محمد السادس يبلغ من العمر 36 عامًا عندما تولى حكم المملكة المغربية، استهل حكمه مدعومًا برصيد شعبي هائل حيث يلقبه المغاربة بأمير الفقراء نظرًا لتخليه عن المظاهر البرتوكولية وحرصه على الاختلاط بأبناء الشعب، كما اتسم بالفصاحة التي أدهشت القادة العرب خلال مشاركاته في مناسبات عديدة.

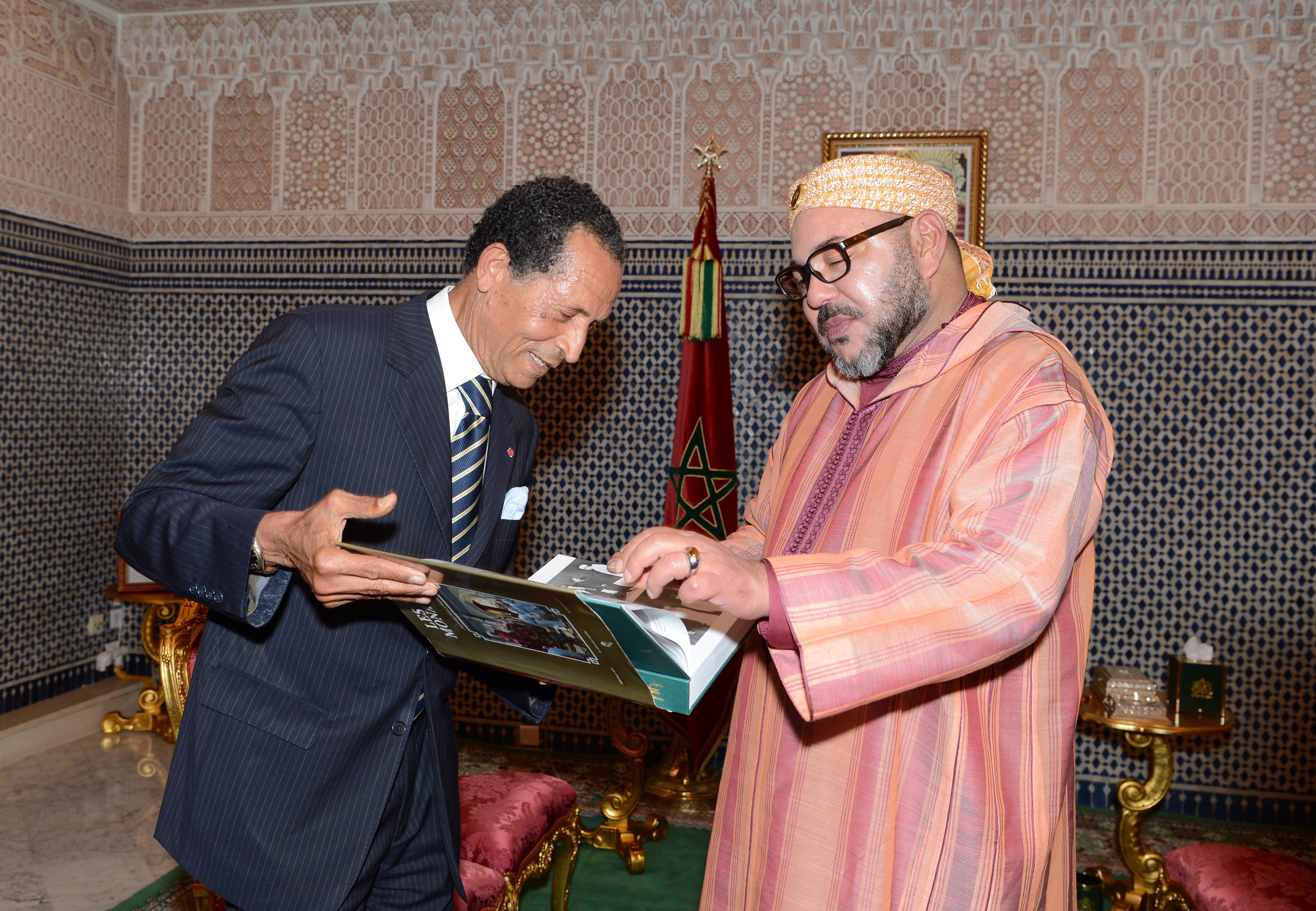
الملك محمد السادس يستقبل الفنان والمصور محمد مراجي في 7 نوفمبر 2016 في داكار الذي قدم للملك كتابه الجديد بعنوان «الملوك الثلاثة، التاريخ من خلال التصوير الفوتوغرافي».

ورث الملك الشاب مملكة من ثمانية وعشرين مليون مواطن كانوا يواجهون تحديات اجتماعية واقتصادية كبيرة، بما فيها الافتقار إلى الضروريات الأساسية في المناطق الريفية، وارتفاع معدلات الفقر، وسوق عمل وناتج محلي إجمالي اعتمدا كثيرًا على الزراعة، ونسبة بطالة بلغت حوالي 14% على الصعيد الوطني وما يقرب من ضعف تلك النسبة بين أوساط الشباب. وعلاوة على ذلك، اتسم عهد والده الذي دام أربعة عقود بالقمع السياسي الشديد وانتهاكات حقوق الإنسان، وإن تُوِّج ذلك بانفتاح مُخطط للنظام السياسي والمجتمع المدني قبل الخلافة بفترة وجيزة.
يذكر أن نظام الحكم بالمغرب هو ملكية دستورية ديمقراطية برلمانية واجتماعية، ومع ذلك فقد أعطى الدستور المغربي للملك صلاحيات واسعة ذكرت في الفصول 41-59 تحت باب (الملكية)، فالملك هو أمير المؤمنين وحامي حمى الملة والدين، والضامن لحرية ممارسة الشؤون الدينية ويرأس المجلس العلمي الأعلى الذي يتولى دراسة القضايا التي يعرضها عليه، ويعين الوزير الأول (رئيس الوزراء) وباقي أعضاء الحكومة باقتراح من الوزير الأول وله أن يعفي أعضاء الحكومة من مهامهم والملك يرأس المجلس الوزاري، كما له حق حل مجلسي البرلمان أو أحدهما وأن يمارس حق العفو، ويرأس المجلس الأعلى للقضاء الضامن لاستقلاله ويعين رئيس المجلس الدستوري، والملك هو القائد الأعلى للقوات المسلحة الملكية، وهو الذي يعتمد السفراء لدى الدول الأجنبية والمنظمات الدولية، ولديه يعتمد السفراء وممثلو المنظمات الدولية، ويوقع الملك المعاهدات ويصادق عليها.

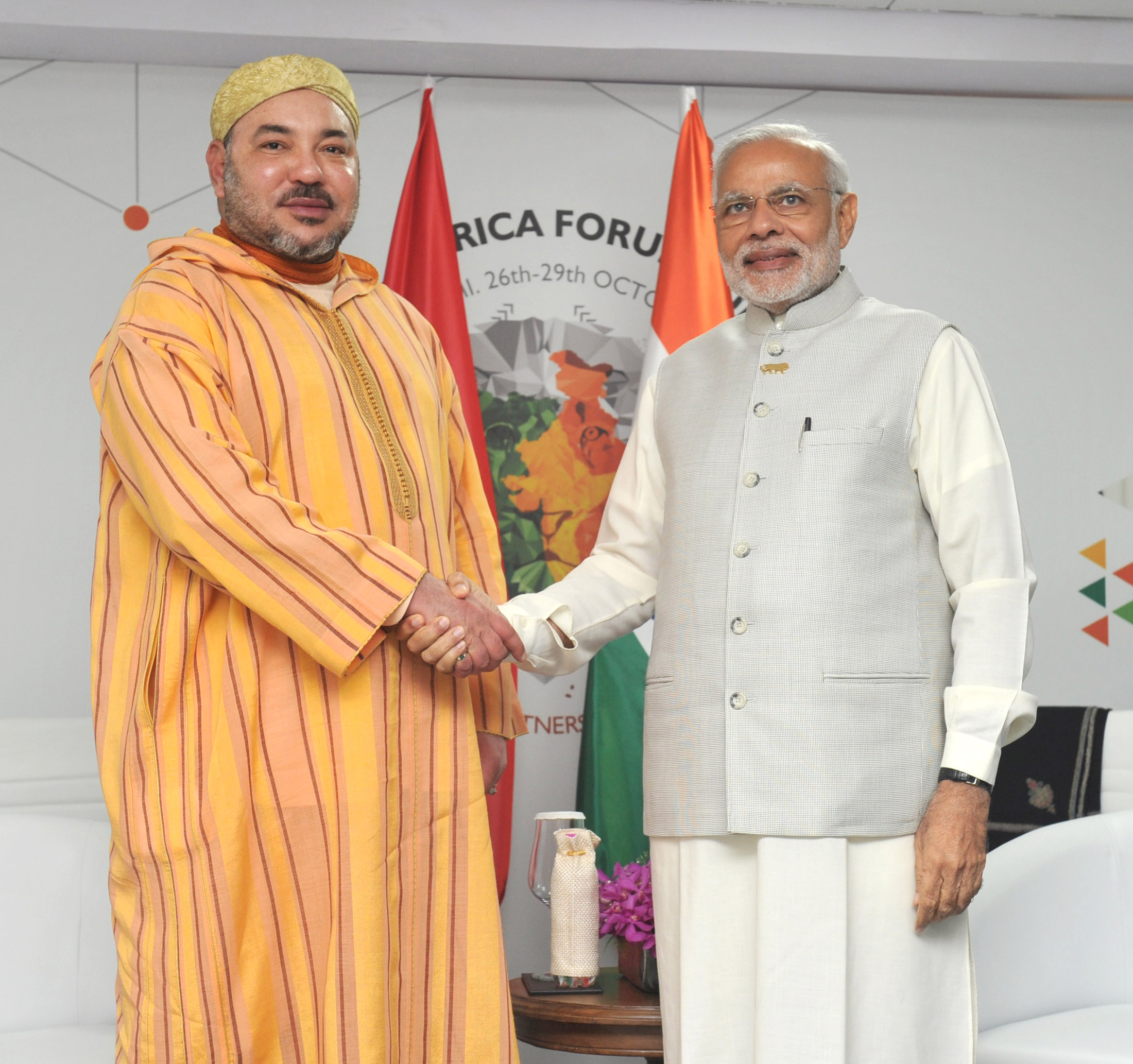
الملك محمد السادس يلتقي برئيس الوزراء الهندي ناريندرا مودي في نيودلهي في 29 أكتوبر 2015 على هامش القمة الثالثة لمنتدى الهند وأفريقيا.

تحول الملك الشاب عن مسار والده، فسمح بعودة المعارض المعروف أبراهام السرفاتي من المنفى، كما عزل وزير الداخلية صاحب النفوذ القوي إدريس البصري الذي اعتُبر رمزا للقمع السياسي والتضييق في عهد والده الحسن الثاني وارتبط اسمه بسنوات الرصاص (1970-1999) التي شهدت اعتقالات سرية وتعذيب للمعارضين والانقلابيين.
تميز عهد الملك محمد السادس بمجموعة من الإصلاحات، وإنجازات على المستويين الداخلي والخارجي، فخلال ثمانية عشر عاماً من فترة حكمه ارتفع الناتج المحلي الإجمالي للمغرب من 42 مليار دولار في عام 1999 إلى 110 مليار دولار بحلول عام 2017، أمّا معدل النمو الاقتصادي الذي لا يزال رهينة التأثيرات المناخية المتغيرة على الزراعة فبلغ متوسطه 3-4٪ سنوياً، مع توقّع صندوق النقد الدولي حصول تحسن في الآفاق الاقتصادية على المدى المتوسط. وأصبحت المملكة المغربية في عهد الملك محمد السادس تحتل اليوم المرتبة الثانية في المنطقة بعد دولة الإمارات العربية المتحدة من حيث مؤشر سهولة ممارسة الأعمال الخاص بالبنك الدولي. وفي خطوة تشير إلى الابتعاد عن نهج والده، استثمر محمد السادس منذ بداية حكمه في شمال المغرب المهمل منذ وقت طويل، وكان من نتائج ذلك الاستثمار هو إنشاء ميناء طنجة المتوسط وهو أكبر ميناء مطل على البحر الأبيض المتوسط والأكبر في كل القارة الأفريقية.
كما ظهرت نتائج إيجابية فيما يتعلق بالالتحاق بالمدارس والنهوض بالمرأة والحد من الفقر، ففي عام 1999 كان ثلث الأطفال ممن بلغوا سن التعليم الابتدائي غير ملتحقين بالمدارس، وبعد سلسلة من الإصلاحات وتوجيهات من الملك محمد السادس، أصبح معدل الالتحاق بالمدارس الابتدائية يبلغ اليوم 97٪. وفي عام 2004 أصلح النظام الملكي مدوّنة الأسرة حيث منح النساء حقوق الطلاق وحضانة الأطفال والوصاية الذاتية مع رفع الحد الأدنى لسن الزواج إلى 18 عاماً، كما تراجع الفقر بشكل ملموس منذ عام 1999، فقد كان حوالي 16٪ من السكان و30٪ من سكان الريف يعيشون عند خط الفقر أو تحته، بينما وصلت هذه الأرقام في عام 2019 إلى 4٪ و 19٪ على التوالي. وبصرف النظر عن ارتفاع معدلات الفقر في المجتمعات الريفية، يحصل اليوم ما يقرب من 100٪ من هذه المجتمعات على الكهرباء مقارنة بنسبة 18٪ فقط في عام 1999.

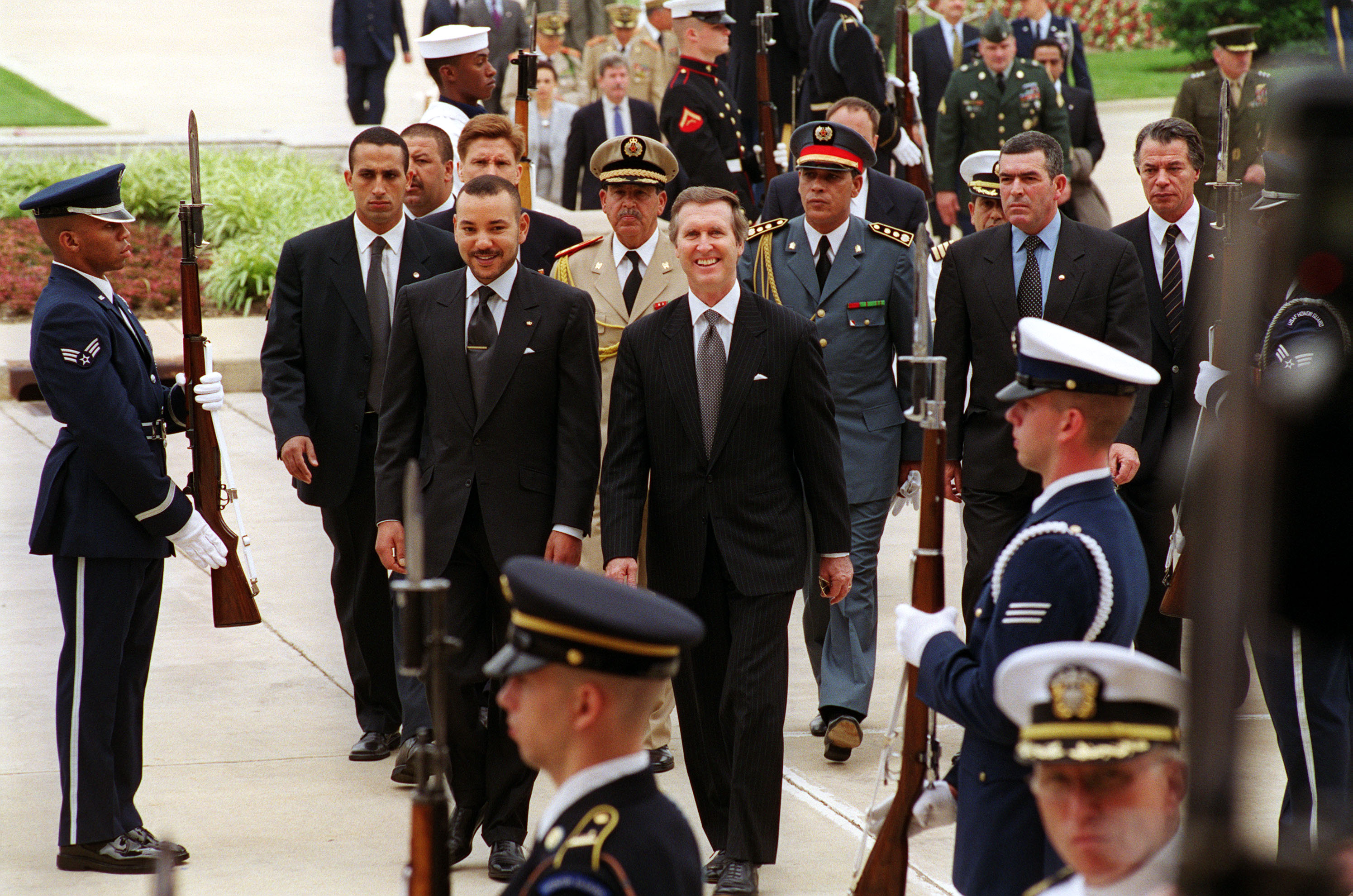
الملك محمد السادس يتفقد حرس الشرف بعد وصوله إلى البنتاغون عام 2000 بدعوة من وزير الدفاع الأمريكي ويليام س. كوهين

وفي أعقاب المساعي التي بُذلت لتوفير الطاقة الكهربائية بصورة شاملة، شرع المغرب في مشروع كبير لتطوير الطاقة المتجددة، وذلك لتقليل اعتماده على واردات النفط والغاز من جهة ولتخفيف الآثار الضارة للتغيرات المناخية من جهة أخرى. وكانت إحدى النتائج تطوير محطة (نور) للطاقة الشمسية، وهي أكبر مجمع من نوعه في العالم، والذي يمكن أن يجعل المغرب مُصدِّراً للطاقة إلى أوروبا وإفريقيا في نهاية المطاف. كما أطلق المغرب في عهد الملك محمد السادس القطار فائق السرعة الذي يربط بين مدينتي طنجة والدار البيضاء، هو القطار الأول من نوعه في القارة الأفريقية، يربط بين المدينتين الأكثر حيوية في المغرب خلال ساعتين وعشر دقائق بدل أربع ساعات و45 دقيقة.
تزايدت وتيرة الاستثمارات العربية في عهد الملك محمد السادس، خاصة من دولة قطر ودولة الإمارات المتحدة ودولة البحرين، والمملكة العربية السعودية التي قام عاهلها الملك عبد الله بن عبد العزيز بأول زيارة رسمية له للمملكة بعد تسلمه الحكم، زيارة وإن اعتبرها المراقبون متأخرة، إلا أنها جاءت لتنهي البرود الذي ميز العلاقات بين الرباط والرياض.
وقد تمحورت جل الاستثمارات العربية على المجال السياحي، والتي كانت آخرها وضع حجر الأساس لمجمع الفصول الأربعة لصاحبه الأمير السعودي الوليد بن طلال، وهو الاستثمار الذي جاء بتدخل مباشر من قبل الملك محمد السادس.
وعشية إسدال الستار على السنة السابعة من حكم الملك محمد السادس، قام الأخير بتدشين الرصيف الأول من ميناء طنجة المتوسط، الذي من المنتظر أن يكون الأكبر في حوض المتوسط، وخلال عملية التدشين، استقبل الميناء باخرة شحن هولندية تعتبر الأكبر في العالم، ومن المعروف أن تسيير هذا الميناء أوكل لشركة جبل علي- دبي الإماراتية، إحدى الشركات الرائدة عالميا في هذا القطاع.

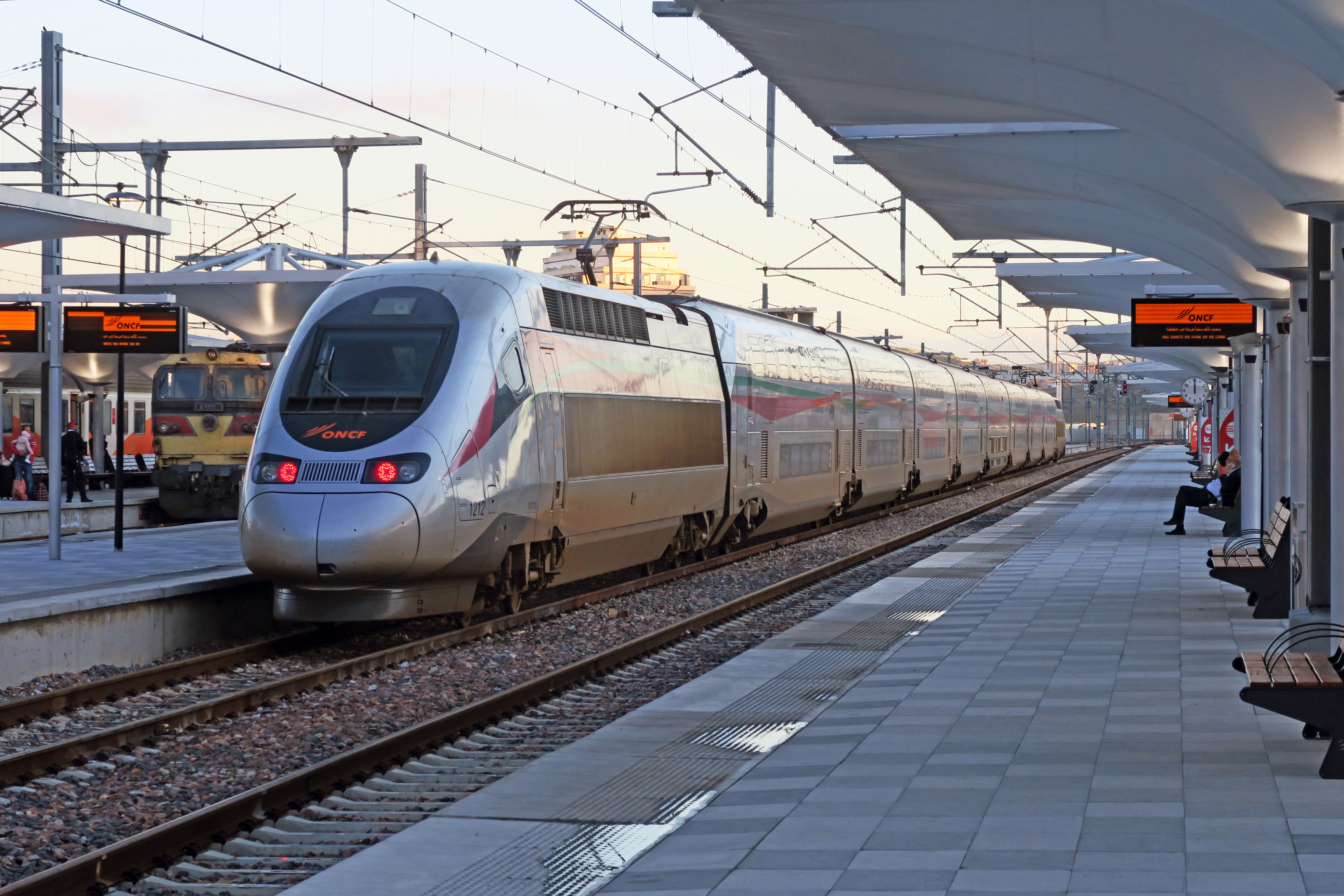
القطار فائق السرعة الذي افتتح في عهد الملك محمد السادس

ومن الإنجازات التي سجلت للملك محمد السادس، ما يتعلق الأمر بترجمة تحرير الإعلام الإذاعي والتلفزيوني على أرض الواقع، ببدء مجموعة من المحطات الإذاعية وقناة تلفزيونية إخبارية للبث مكسرة بذلك احتكارا حكوميا دام لفترة.
كما شهدت شبكة الطرق تحسينات كبيرة في خلال حُكم الملك محمد السادس، ففي عام 1999 بلغ طول شبكة الطرق حوالي 400 كيلومتر تقريباً وازداد إلى 1831 كيلومتراً في العام 2016. مما مكن 60% من السكّان (معظمهم في المدن) من الوصول مباشرة إلى شبكة الطرقات السريعة التي تربط 18 مطاراً و37 مرفأ تجارياً (13 منها مخصّص للتبادل التجاري الأجنبي).
ومن الإنجازات المركزية التي سُجلت للملك محمد السادس فيما يتعلق بالقطاع الصحي إشرافه في 28 أبريل 2023 بالجماعة الحضرية اكزناية (عمالة طنجة أصيلة) على تدشين المركز الاستشفائي الجامعي محمد السادس الذي يعتبر مؤسسة عمومية لتقديم العلاجات والخدمات والتكوين والبحث العلمي والابتكار والتطوير بطابع عصري، وسيمكن هذا المركز من هيكلة عرض مختلف العلاجات على صعيد جهة طنجة تطوان الحسيمة. إذ تبلغ الطاقة الاستيعابية للمركز الاستشفائي 797 سريرًا، وقد أقيم على قطعة أرض تبلغ مساحتها 23 هكتارا (منها 110 ألف متر مربع مغطاة) بمحاذاة المركز الجهوي للأنكولوجيا وعلى مقربة من المعهد العالي للمهن التمريضية وتقنيات الصحة، كما توجد كلية الطب والصيدلة بشماله الشرقي. يعكس هذا الانخراط المولوي عناية الملك محمد السادس، سيما فيما يتعلق بتطوير البنيات التحتية الاستشفائية، وتعزيز وتحسين جودة الخدمات الصحية الأساسية وتقريبها من المواطنين، بطريقة تساير التطور العلمي والتكنولوجي المسجل في مجال العلاجات والوقاية والحكامة الصحية طبقا للمعايير الدولية.
تشير العديد من مؤشرات الاقتصاد الكلّي والمؤشّرات الاجتماعية إلى تحسّن المشهد الاجتماعي الاقتصادي في المغرب. فمنذ وصول محمّد السادس إلى العرش، ارتفع الدخل الفردي في البلاد من 1963 دولاراً في العام 1999 إلى 3361 دولاراً في العام 2018، وازدادت الصادرات ثلاثة أضعاف، أما على المستوى الاجتماعي فقد تراجعت نسبة عدد الفقراء عند خطّ الفقر الوطني من 15,3 في المئة في العام 2000 إلى 4,8 في المئة في العام  2013 وازداد متوسّط العمر المتوقَّع بأكثر من ثماني سنوات بين العامَين 1999 و2018 وتراجعت البطالة من 13,9 في المئة في العام 1999 إلى 9 في المئة في العام 2019. وتَنشّط الاقتصاد بفعل انتعاش القطاع السياحي، فقد ازداد عدد السياح الذين يزورون المملكة ثلاثة أضعاف على مدى السنوات العشرين الماضية.

### مواجهه التطرف والإرهاب

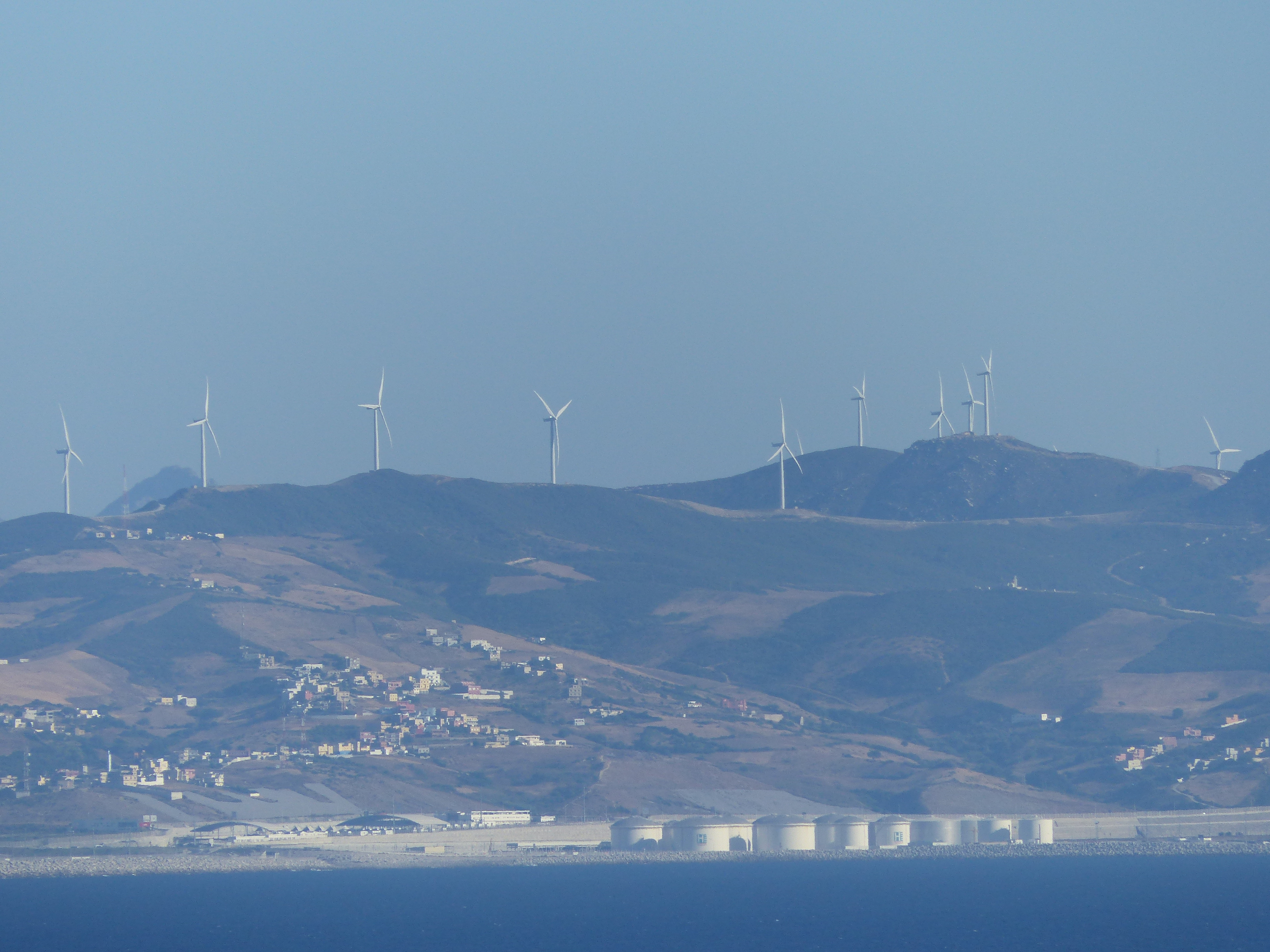
محطة لإنتاج الطاقة الكهربائية، احتل المغرب في عام 2020 المرتبة الـ 33 عالميًا في توليد الكهرباء من الرياح.

اتخذت المملكة أيضاً منحى غير نموذجي على الصعيد الإقليمي فيما يتعلق بمقاربتها لمواجهة التطرف، فبعد انقضاء أربع سنوات على اعتلاء محمد السادس العرش، هزّ المغرب أسوأ هجوم إرهابي في تاريخه، حيث قام 12 انتحارياً بتفجير أنفسهم في مواقع سياحية ويهودية مختلفة في العاصمة، مما أسفر عن مقتل ثلاثة وثلاثين مدنياً. ودفع الهجوم العاهل المغربي - الذي كونه «أميراً للمؤمنين» يعتبر أيضاً المرجع الديني الرئيسي في البلاد - إلى إطلاق عمليات إصلاحية شاملة كإخضاع المساجد والمدارس الإسلامية للسيطرة المشددة للدولة، وتجريد مناهج التعليم الديني من المحتوى المتطرف، وتعزيز الصوفية وتيارات الإسلام الأخرى التي يُعتقد أنها تروّج للاعتدال، وتأسيس أكاديمية لتدريب الأئمة للطلاب المنحدرين من شمال وغرب إفريقيا وعلى نحو متزايد من أوروبا.
بيد إن هذه الإصلاحات لم تُحصِّن المملكة من التطرف الداخلي كما تبين من المغاربة الذين انضموا إلى تنظيم «الدولة الإسلامية» وغيره من الجماعات الجهادية في سوريا بين عامي 2012 و 2016، والذين بلغ عددهم نحو 2000 فرد. ومع ذلك، فمن خلال التدابير الأمنية المشددة والإصلاحات الدينية التي قام بها المغرب بقيادة الملك محمد السادس، من الواضح أنها نجحت في احتواء تهديد التطرف بشكل أفضل من معظم أقرانه في المنطقة.
وبالرغم من أن هجمات الدار البيضاء قد أعطت دفعاً للتصدي للتطرف الديني، فقد أدت أيضاً إلى تباطؤ الزخم نحو التحرر السياسي الوارد ضمناً في تعهد محمد السادس الذي التزم بأن يحكم بشكل مختلف عن والده. فبعد أن عملت سلسلة من المبادرات المبكرة على توزيع ما يقرب من 185 مليون دولار على أكثر من 16 ألف ضحية لما يسمى بـ «سنوات الرصاص» التي عرفتها فترة حكم الملك الحسن الثاني، فقد توقع الكثيرون توسيع الحريات المدنية تحت حكم الملك محمد السادس، ولكن تفجيرات عام 2003، عجلت من سن قانون لمكافحة الإرهاب أدانته جماعات حقوق الإنسان بسبب تضمّنه تعريفاً واسعاً للغاية للإرهاب ولأنه يُمكّن الحكومة من عرقلة النشاط السياسي السلمي ظاهرياً. واليوم لا تزال حرية الصحافة وغيرها من الحريات المدنية شبه مقيّدة، كما أن ترتيب منظمة فريدوم هاوس (دار الحرية) للمغرب فيما يخص الحرية الجزئية لم يتزحزح منذ عشرين عاماً.

### الربيع العربي

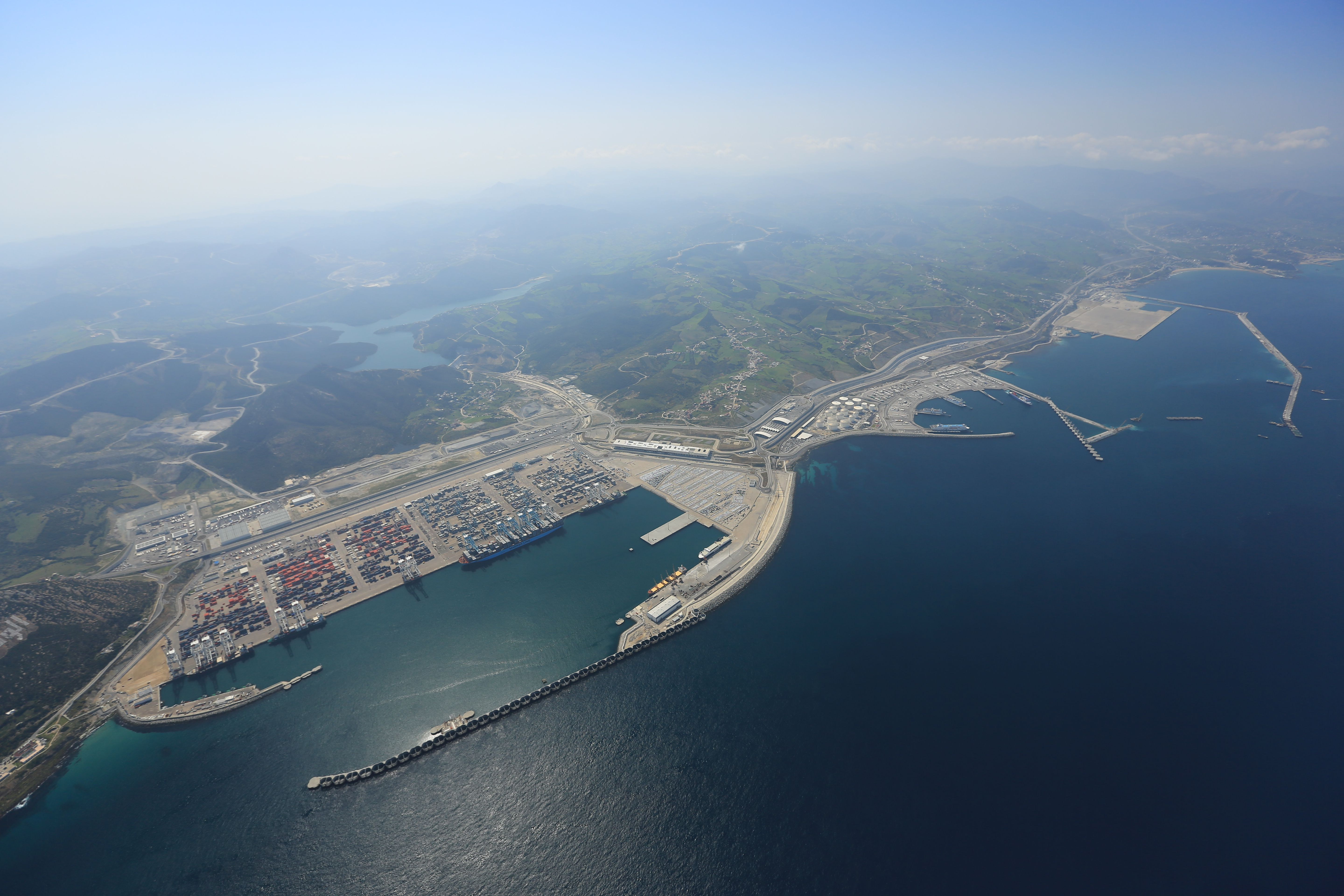
ميناء طنجة المتوسط على البحر الأبيض المتوسط الذي أنجز في عهد الملك محمد السادس وهو أكبر ميناء في القارة الأفريقية.

تفاقم الإحباط من وتيرة الإصلاحات في عام 2011، على خلفية انتفاضات الربيع العربي. ورداً على الاحتجاجات التي عمّت جميع أنحاء البلاد وطالبت بمزيد من الحقوق السياسية ووضع حد للفساد والبطالة المرتفعة، نظّم الملك محمد السادس استفتاءً دستورياً ودعا إلى إجراء انتخابات جديدة. وتمثّلت النتائج الرئيسية لهذه المبادرات في التمكين الجزئي للسلطة التشريعية، والاعتراف الرسمي بهويات الأقليات العرقية، وإنشاء برلمان جديد يهيمن عليه «حزب العدالة والتنمية»، وكان هذا الحزب الإسلامي المعتدل الذي يستمد جذوره من جماعة «الإخوان المسلمين» نشطاً في المشهد السياسي المغربي منذ عقود، لكنه تخلى منذ فترة طويلة عن معارضته الرسمية للنظام الملكي.
وفي عام 2011 انطلقت تظاهرات قادتها حركة 20 فبراير الاحتجاجية والتي طالبت بإصلاحات سياسية واقتصادية تتضمن إسقاط الفساد والاستبداد، ونتج عن هذه الاحتجاجات تبني دستور جديد بعد نحو خمسة أشهر أبقى على صلاحيات الملك الواسعة بينما وسع من صلاحيات رئيس الحكومة والبرلمان. أهم ما جاء في الدستور الجديد هو تعزيز صلاحيات الوزير الأول (رئيس الحكومة) والذي أصبح يعين من الحزب الذي تصدر انتخابات مجلس النواب بينما كان العاهل المغربي هو من يملك حق تعيين رئيس الوزراء الذي يريده، بالإضافة إلى منح رئيس الحكومة خصوصاً صلاحية حل مجلس النواب بعد أن كان حل البرلمان من صلاحيات الملك حصراً، وإعتماد اللغة الامازيغية كلغة رسمية للمملكة إلى جانب اللغة العربية.
وفي الوقت نفسه، خصص دستور عام 2011 صلاحيات واسعة للملك، ومنذ ذلك الحين أنشأ حلفاؤه أحزاباً جديدة لمواجهة «حزب العدالة والتنمية». أما الديناميكية الناتجة فقد كرّرت إلى حد كبير معالم نظام سياسي مألوف لدى المغاربة منذ زمن طويل، ومفاده: أنّ النظام الملكي الذي لا يرغب في التنازل عن قدر من سلطاته يحكم إلى جانب (أو بالأحرى فوق) الأحزاب السياسية غير القادرة على تنفيذ الأهداف التشريعية المشتركة. كما أُطْلِّق برنامج اللامركزية لمنح المزيد من حرية التصرف والمسؤولية للحكومات الإقليمية، ولكن العملية تعطّلت إلى حد كبير. ومن ناحية أخرى لا يزال الفساد متفشياً.

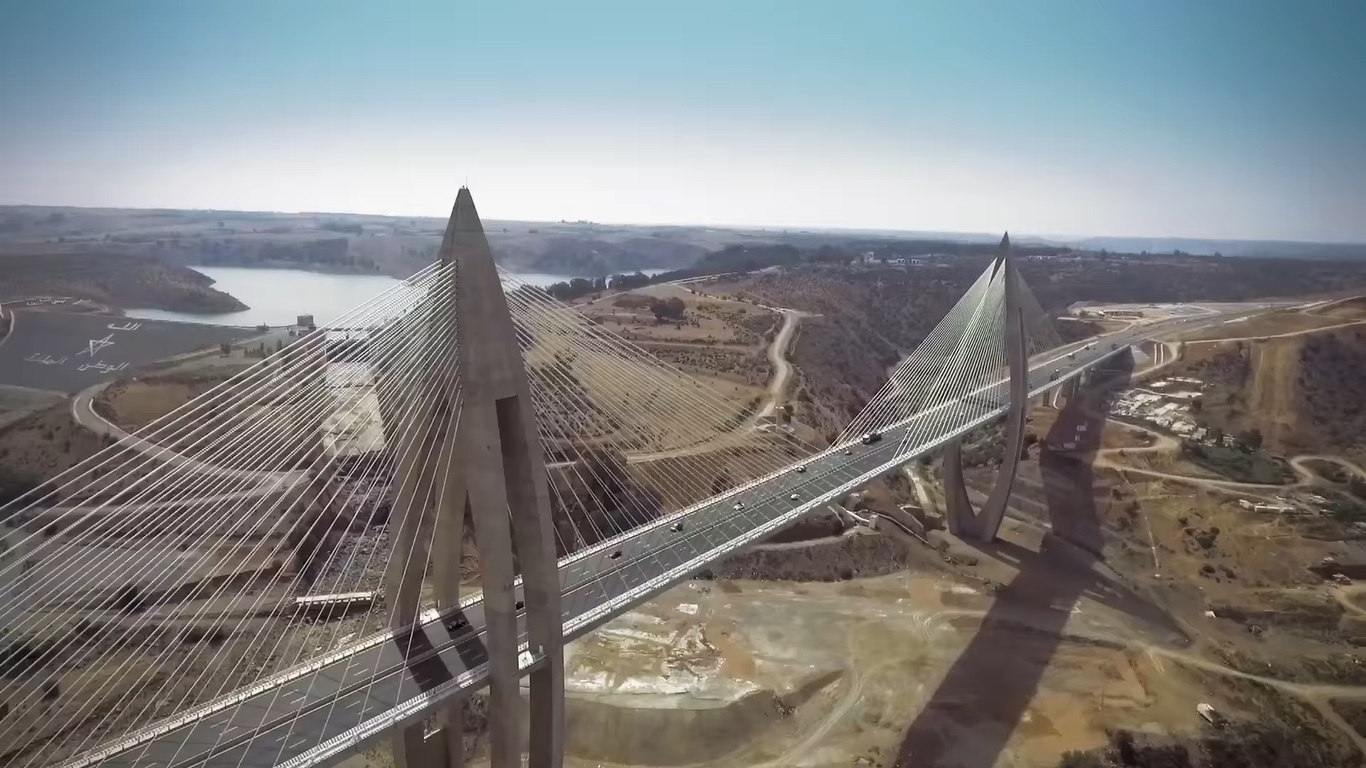
جسر محمد السادس، أكبر جسر معلق في أفريقيا.

وتبلغ نسبة البطالة بين الشباب، التي كانت عامل رئيسي وراء احتجاجات عام 2011 حوالي 22٪ على الصعيد الوطني و43٪ في المناطق الحضرية، وهو رقم مثير للقلق بالنظر إلى أن ما يقرب من نصف المواطنين المغاربة البالغ عددهم 34 مليون نسمة هم دون سن الرابعة والعشرين. ولا يزال التفاوت الاقتصادي على المستوى الذي كان عليه قبل عام 1999 أو أسوأ، كما يتضح من القياسات السنوية لمعامل «جيني» في المغرب، كما أنّ إمكانية الوصول إلى الرعاية الصحية اللائقة والتعليم تُعد أمراً محدوداً.
وقد أزكت هذه الظروف نيران سلسلة من الحركات الاحتجاجية في السنوات التي أعقبت ربيع المغرب. ففي الفترة 2016-2017، اندلعت مظاهرات حاشدة في منطقة «الريف» التي عادة ما تكون مضطربة بعد مقتل بائع سمك سحقاً بواسطة شاحنة نفايات بينما كان يسعى لاستعادة صيده المُصادر. وأُلقي القبض على أكثر من 150 متظاهراً أثناء حملة الإعتقالات التي تلت ذلك وطالت حركة (الحراك الشعبي) التي يقضي قادتها حالياً أحكاماً بالسجن لمدة عشرين عاماً. وفي عام 2018، استَهدَفت مقاطعة غير مسبوقة ثلاث شركات رائدة في المملكة احتجاجاً على الروابط الطويلة الأمد بين رجال الأعمال والنخب السياسية، والجدير بالذكر أنّ اثنين من الشركات يديرهما أفراد لهم صلات معروفة بالقصر الملكي.
ووفقاً لاستطلاع رأي أجراه موقع البارومتر العربي، فقد عبر 49٪ من المغاربة عن رغبتهم في حدوث تغييرات داخلية سريعة (وهي أعلى نسبة من أي دولة عربية أُجرى فيها استطلاع للرأي)، ويرغب 70٪ من البالغين تحت سن الثلاثين في الهجرة من البلاد. إن المعالجة بشكل ملائم لمشاعر الإحباط الكامنة وراء مثل هذه الأرقام تشكل تحدياً رئيسياً للملك محمد السادس مع بداية العقد الثالث لحكمه.

### مبادرة الحكم الذاتي لجهة الصحراء

التقسيم الإداري في المغرب

تمكنت الدبلوماسية المغربية من إقناع المجتمع الدولي بتبني الرؤية المغربية لإنهاء نزاع الصحراء، من خلال تعهد الرباط منح منطقة الصحراء المغربية حكما ذاتيا موسعا تحت السيادة المغربية، كان الملك محمد السادس قد صرح بإن مقترح الحكم الذاتي الذي تقدمت به بلاده لحل النزاع حول إقليم الصحراء الغربية هو «أقصى ما يمكن أن يقدمه المغرب» في التفاوض من أجل إيجاد حل نهائي لهذا النزاع، مؤكدا أن المغرب مستعد للتعاون للبحث عن حل، وهو ما جعل منظمة الأمم المتحدة، وبمباركة كل من واشنطن وباريس ومدريد تدعو المغرب وجبهة البوليساريو إلى بدء مفاوضات مباشرة تحت رعايتها، وهكذا كانت الجولة الأولى في منهاست بضواحي نيويورك يومي 18 و 19 يونيو 2007، على أن تنتظم الجولة الثانية في 10 و 11 أغسطس 2007 بذات المكان.
ويُولي المراقبون أهمية بالغة للجولة الثانية من المفاوضات، باعتبار أن الأولى كانت فرصة لتعارف الوفدين، فيما ستكون الثانية مناسبة لبدء فتح الملفات، خاصة وأن مبادرة الرباط ستكون مسنودة فيها بدعم أممي ومن بينه الدعم الأمريكي الذي تمثل في تصريح ممثلة واشنطن لدى الأمم المتحدة في نيويورك، بأن مقترح المغرب منح الصحراء حكما ذاتيا موسعا، هو مقترح بناء وصادق لإنهاء النزاع، خاصة وأنه سيكون نهاية لا غالب فيها ولا مغلوب، باعتبار أن الحكم الذاتي سيحفظ ماء وجه الجانبين: المغرب بعدم تفريطه في ترابه الجنوبي، وجبهة البوليساريو بنجاحها في منح الجنوب حق تقرير المصير الذي يعتبر الحكم الذاتي أحد أوجهه.
ويمكن اعتبار تبني الأمم المتحدة لمقترح المغرب منح صحرائه حكما ذاتيا موسعا، هو أهم مبادرة سياسية في قضية الصحراء، باعتبار أن المملكة المغربية الوحيدة عربيا وأفريقيا، كانت قد أغلقت ملفات حقوق الإنسان قبل سنة 2006 - 2009 وإن فتحت هذه الملفات أحيانا في بعض التجاوزات، فلم تكن بالحجم الذي كانت عليه قبل تولي الملك محمد السادس زمام أمور حكم المملكة.

### تشكيل الحكومات

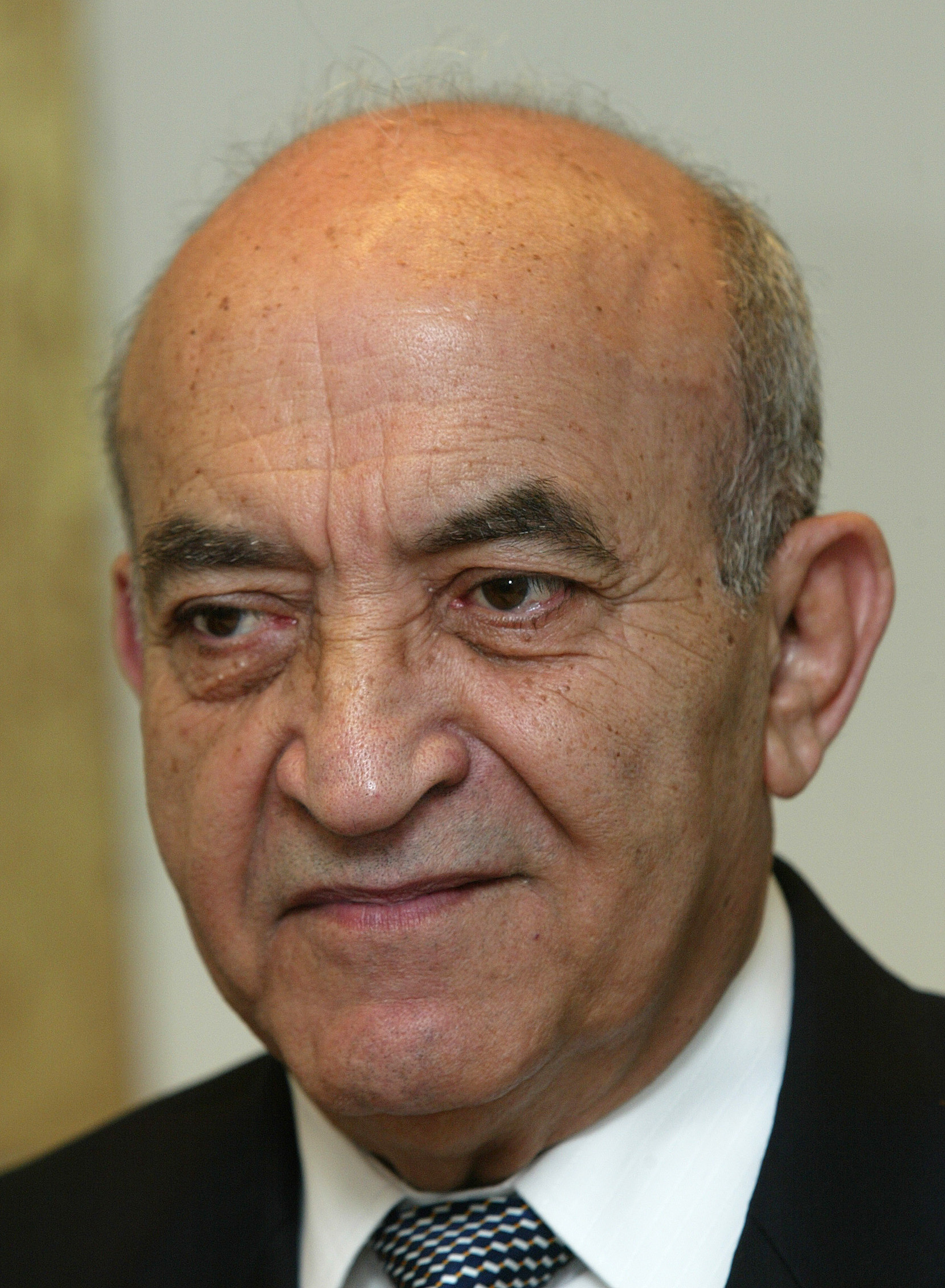
عبد الرحمن اليوسفي أول رئيس وزراء في عهد الملك محمد السادس.

شهد عهد الملك محمد السادس تشكيل 6 حكومات وكان عبد الرحمن اليوسفي هو أول رئيس وزراء في عهد الملك محمد السادس. في 4 فبراير 1998 عهد الملك الحسن الثاني إلى عبد الرحمن اليوسفي الكاتب الأول لحزب الاتحاد الاشتراكي للقوات الشعبية بتشكيل الحكومة السادسة والعشرين والتي سميت بحكومة التناوب، استمر اليوسفي رئيسًا للحكومة بعد وفاة الملك الحسن الثاني، إلى أن كلفه الملك محمد السادس بعد توليه العرش بتشكيل الحكومة الجديدة في 26 سبتمبر عام 2000 والتي كانت الحكومة الأولى في عهده والسابعة والعشرون منذ استقلال المغرب.
- بعد الانتخابات التشريعية التي جرت في سبتمبر 2002، كلف الملك محمد السادس في 9 أكتوبر 2002 إدريس جطو بتشكيل الحكومة وهي الحكومة التي أدخل عليها تعديل وزاري في 8 يونيو 2004.
- في 19 سبتمبر 2007 وعلى إثر الانتخابات التي تصدر نتائجها حزب الاستقلال، كلف الملك محمد السادس عباس الفاسي بتشكيل الحكومة وكانت الحكومة التاسعة والعشرون منذ استقلال المغرب.[41]
- في 3 يناير 2012، أُعلن عن الحكومة الثلاثين برئاسة عبد الإله ابن كيران الأمين العام لحزب العدالة والتنمية بعد الانتخابات التشريعية التي تصدر نتائجها حزب العدالة والتنمية، وفي 5 أبريل 2017 عين الملك محمد السادس الحكومة الواحدة والثلاثين برئاسة سعد العثماني رئيس المجلس الوطني لحزب العدالة والتنمية.[41]
- في 22 يناير 2018: عين الملك محمد السادس خمسة وزراء جدد لشغل المناصب الشاغرة في حكومة سعد الدين العثماني، إثر إعفاءه لعدد من المسؤولين الوزاريين بناء على تقرير المجلس الأعلى للحسابات حول تنفيذ برنامج الحسيمة منارة المتوسط.[41]
- في 09 أكتوبر 2019: عين الملك محمد السادس ستة وزراء جدد، وخفّض عدد أعضاء الحكومة من 39 وزيراً وكاتب دولة إلى 24 عضواً بينهم 18 وزيراً و5 وزراء منتدبين إلى جانب رئيس الحكومة سعد الدين العثماني، وباتت الحكومة في نسختها الجديدة تضم 4 سيدات.[41]
- وفي 7 أكتوبر 2021، عين الملك محمد السادس الحكومة الثانية والثلاثين برئاسة عزيز أخنوش.[41]

## السياسة الخارجية
خطا المغرب خطوات كبيرة في مجال السياسة الخارجية عبر تنويع قاعدة حلفائه من أجل تحقيق مصالح اقتصادية ودبلوماسية. ففي عهد الملك الحالي، انضمّ المغرب من جديد إلى الاتّحاد الأفريقي ووطّد علاقاته مع دول مجلس التعاون الخليجي وحسّن علاقاته مع أوروبا ورسّخ موقعه كحليف دولي في مكافحة الإرهاب والهجرة غير الشرعية. خلال حكم الملك محمّد السادس، سعى صانعو القرارات المغربيّون لتنويع قاعدة دعم البلاد عبر توطيد الصلات بدول مجلس التعاون الخليجي وتأسيس علاقات جديدة مع شركاء غير تقليديين على غرار الصين وروسيا، وكان اللافت إعادة توجّه المملكة نحو أفريقيا جنوب الصحراء.

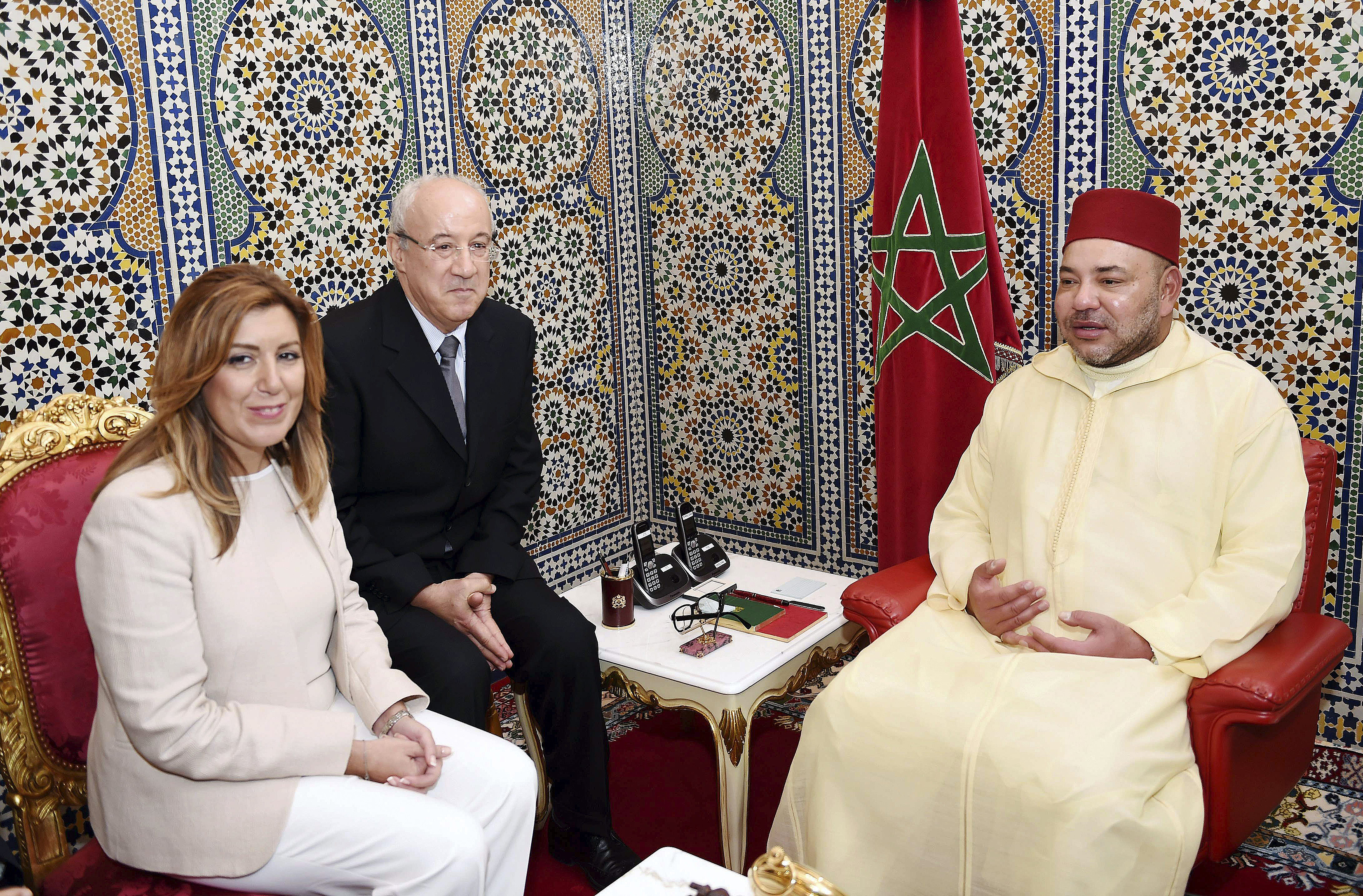
الملك محمد السادس في اجتماع مع سوازنا دياز عضو حزب العمال الاشتراكي الإسباني.

أيّد الملك محمّد السادس فكرة التحلّي بحضور أكبر في القارة الأفريقية، ووضعت هذه الخطوة المملكة في موقع جعلها بوّابة الغرب إلى أفريقيا، ممّا سمح بتحسين مكانتها الدولية وكسب الدعم الإقليمي وتحسين اقتصادها. انضمّ المغرب من جديد إلى الاتّحاد الأفريقي في العام 2017، بعد مرور أكثر من ثلاثة عقود على الخروج منه. ومنذ ذلك الحين، أبدى النظام رغبته في الانضمام إلى الجماعة الاقتصادية لدول غرب أفريقيا، وعمل الملك شخصياً على تأسيس صلات بالبلدان جنوب الصحراء الكبرى، فأجرى عدّة زيارات إلى دول مختلفة ووقّع قرابة ألف اتفاقية اقتصادية وسياسية وأمنية.
علاوة على ذلك، تعرّض المغرب لأعدادِ من الهجمات الإرهابية أقلّ من تونس والجزائر وإسبانيا وإيطاليا وفرنسا المجاورة، وهذا أمر يمكن عزوه إلى قوّات الأمن السيبراني ومكافحة الإرهاب الفعّالة لديه، فقوّات مكافحة الإرهاب كانت قادرة على تفكيك الخلايا قبل حدوث العمل الإرهابي أو التخطيط له. فتبعاً للسلطات أحبطت هذه القوّات 352 هجوماً وفكّكت أكثر من 170 خلية بين العامَين 2002 و2017، وأوردت التقارير أنّ الكثير من هذه الخلايا والهجمات كان مرتبطاً بداعش. جعلت سيطرة المغرب على النشاط الإرهابي ضمن حدودها وفي الدول الأخرى من النظام حليفاً لا غنى عنه للاتّحاد الأوروبي والولايات المتّحدة.
وبالإضافة إلى تزويد الولايات المتّحدة والاتّحاد الأوروبي بمعلومات استخبارية عن الخلايا الإرهابية، أحبطت قوّات مكافحة الإرهاب المغربية خططاً قبل أن تنتشر على الأراضي الأوروبية، ولا سيّما في فرنسا في العام 2015 وإسبانيا في العام 2017. وأحبطت كذلك هجمات على سفن أمريكية وبريطانية في مضيق جبل طارق في العام 2002. وقد سمح النظام للولايات المتّحدة بالقيام بتدريبات عسكرية في المغرب من خلال مناورات الأسد الأفريقي السنوية. في المقابل، تلقّى المغرب الدعمَ على حدّ سواء من الاتّحاد الأوروبي والولايات المتّحدة (من خلال الشراكة المعنية بمكافحة الإرهاب عبر الصحراء الكبرى خصوصًا) لتدريب قوّاتها واستهداف التشدّد على المستوى الشعبي.علاوة على ذلك، برز دعم أمريكي وأوروبي كبير لمقاربة القوّة الناعمة التي ينتهجها المغرب لمواجهة التشدّد من خلال برامج تدريب للأئمّة المغربيين والأفريقيين والأوروبيين وقد عزّز نجاح هذه البرامج مكانةَ المغرب الدولية.

### العلاقات المغربية - الروسية
ظلت العلاقات المغربية الروسية على مر الأزمنة عريقة ومتميزة يسمها الاحترام التبادل والإرادة في أن تكون نموذجا لتعاون فعال بين قوة عظمى ودولة صاعدة، ففي نوفمبر 1897 افتُتحت قنصلية روسية في طنجة، وذلك قبل أن يقيم البلدان علاقات دبلوماسية بينهما في شكلها الحديث وتفتتح روسيا في 1 سبتمبر 1958 سفارة لها في الرباط. وعلى الرغم من الاختلافات في الأنظمة الاقتصادية والاجتماعية في كلا البلدين خلال تلك الفترة، حافظ البلدان على علاقات سياسية قوية سمتها الاحترام المتبادل وعدم التدخل في الشؤون الداخلية لكليهما.

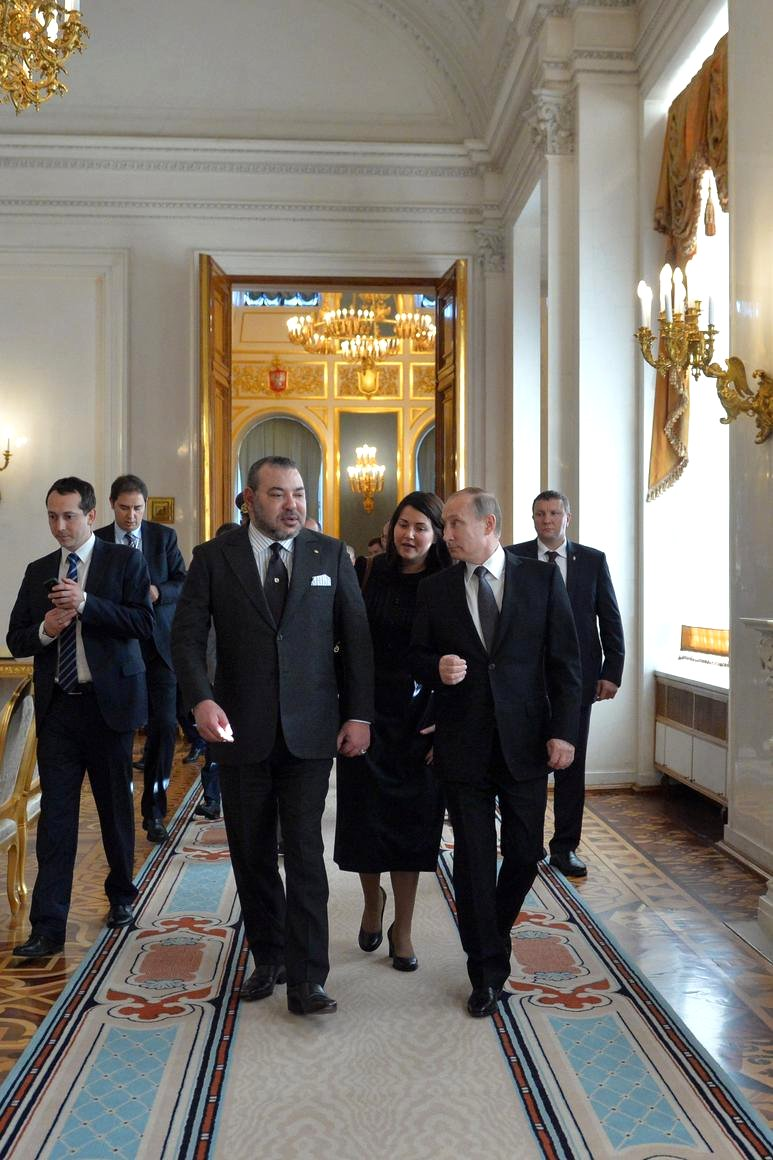
الرئيس الروسي فلاديمير بوتين مستقبلًا الملك محمد السادس في الكرملين عام 2016.

وكانت واحدة من أبرز محطات هذه العلاقات هي زيارة الملك محمد السادس الرسمية لروسيا في أكتوبر 2002 والتي وُقِّع خلالها على إعلان الشراكة الاستراتيجية التي تشمل بالإضافة إلى التعاون في مجالات التجارة وتكنلوجيا المعلومات والصيد البحري، توقيع اتفاق هام للتفاهم بين وكالة الفضاء الاتحادية الروسية (روسكوزموس) والمركز الملكي المغربي للاستشعار الفضائي، والمركز الملكي للدراسات الفضائية بالمغرب في مجالات استخدام الفضاء الخارجي لأغراض سلمية.
كما تناول إعلان الشراكة الاستراتيجية بين البلدين والذي وُقِّع بعد تفجيرات 11 سبتمبر 2001 محاربة الإرهاب بجميع أشكاله، ومنذ زيارة الملك محمد السادس لموسكو في 2002 والتوقيع على إعلان الشراكة الاستراتيجية تعززت المشاورات السياسية والتعاون الاقتصادي والبرلماني بين البلدين، وعرفت العلاقات تطورا هاما.

في مارس عام 2006؛ زار الملك محمد السادس روسيا مرة أخرى، ومن جهته زار الرئيس الروسي فلاديمير بوتين المغرب زيارة عمل في 7 سبتمبر 2006 تلبية لدعوة من الملك، وأتاح تبادل الزيارات بين قائدي البلدين تضاعفا في العمل الدبلوماسي والاتصالات سواء على مستوى وزارتي خارجية البلدين، أو على مستوى التنسيق في المؤسسات الدولية.

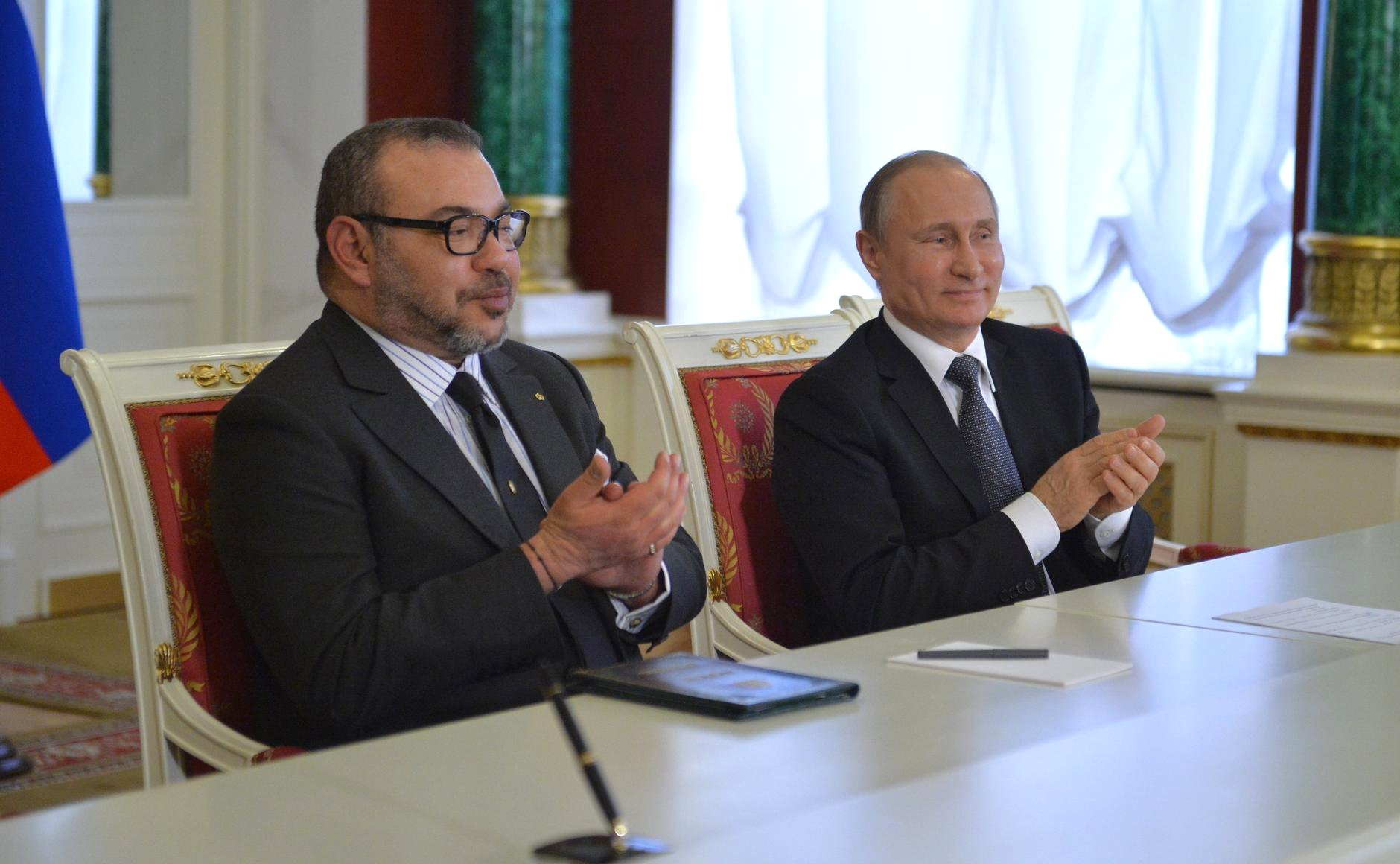
الرئيس الروسي فلاديمير بوتين والملك محمد السادس يشهدان توقع عدد من الإتفاقيات بين البلدين.

كما أعربت روسيا عن اهتمامها بطريقة تدبير المغرب للشأن الديني بفضل إسلام التسامح والوسطية الذي ينهجه بقيادة الملك محمد السادس أمير المؤمنين، ذلك أن روسيا التي توجد بها ساكنة من 25 مليون مسلم مستقرة أساسا في القوقاز تعتبر أن المغرب خطا خطوات هامة في مجال صيانة الحقل الديني والنأي به عن التطرف والأفكار الدخيلة والتيارات الهدامة التي تستغل الدين لأهدافها.
وفي عهد الملك محمد السادس وقعت العديد من الاتفاقيات بين المملكة المغربية وفيدرالية روسيا منها التوقيع بموسكو على اتفاقية للتعاون في الميدان الفلاحي تهم مجالات البحث الزراعي والغابات والري والتحكم في المياه، واتفاقية تعاون بين الفيدرالية المغربية لغرف التجارة والصناعة والخدمات وغرفة التجارة والصناعة لروسيا الاتحادية، ومذكرة تفاهم بين الوكالة الروسية للطيران والفضاء والمركز الملكي للاستشعار الفضائي عن بعد والمركز الملكي للدراسات والأبحاث الفضائية، واتفاقية تعاون في مجال البريد والاتصالات وتكنولوجيات الإعلام، واتفاقية تعاون في مجال الصيد البحري، واتفاقية تتعلق بإلغاء التأشيرات على الجوازات الدبلوماسية وجوازات الخدمة وغيرها.

### العلاقات المغربية - الأمريكية

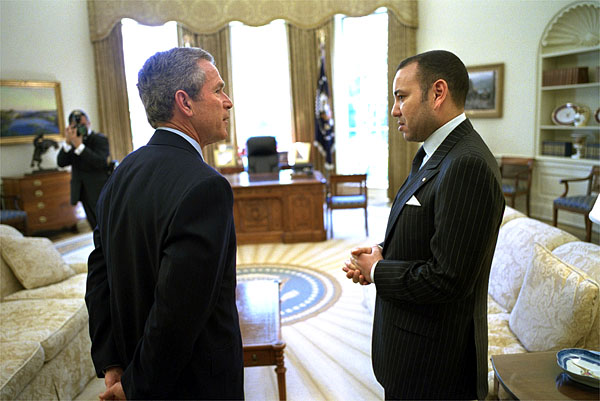
الملك محمد السادس في لقاء مع الرئيس الأمريكي الأسبق جورج بوش في البيت الأبيض عام 2002

بالرغم من أن علاقات الرباط مع الولايات المتحدة ليست قوية مثل تحالفاتها الأوروبية، إلا أنها أحرزت تقدماً هاماً منذ تولي الملك محمد السادس العرش. ففي عام 2004، أدرجت واشنطن المغرب كـ (حليف رئيسي من خارج حلف الناتو). وبعد عام أطلق البلدان مناورة (فلينتلوك) وهي مناورات عسكرية إقليمية سنوية تركّز على مكافحة الإرهاب. رسّخت الرباط مكانتها كشريك رئيسي في مكافحة الإرهاب في غرب إفريقيا والساحل، حيث سعت الجماعات الجهادية مثل تنظيم «القاعدة في بلاد المغرب الإسلامي» إلى استغلال الدول المنهارة في مالي وغيرها. كما أن المملكة المغربية هي دولة عضو في (الشراكة المعنية بمكافحة الإرهاب عبر الصحراء الكبرى)، وهو برنامج أمريكي يساعد الحكومات الإقليمية على تعزيز قدرتها على احتواء المنظمات الإرهابية المحلية وهزيمتها. كما لعبت الرباط دوراً أساسياً في تشكيل «المنتدى العالمي لمكافحة الإرهاب» مع الجزائر ومصر والأردن وقطر والسعودية ودولة الإمارات.

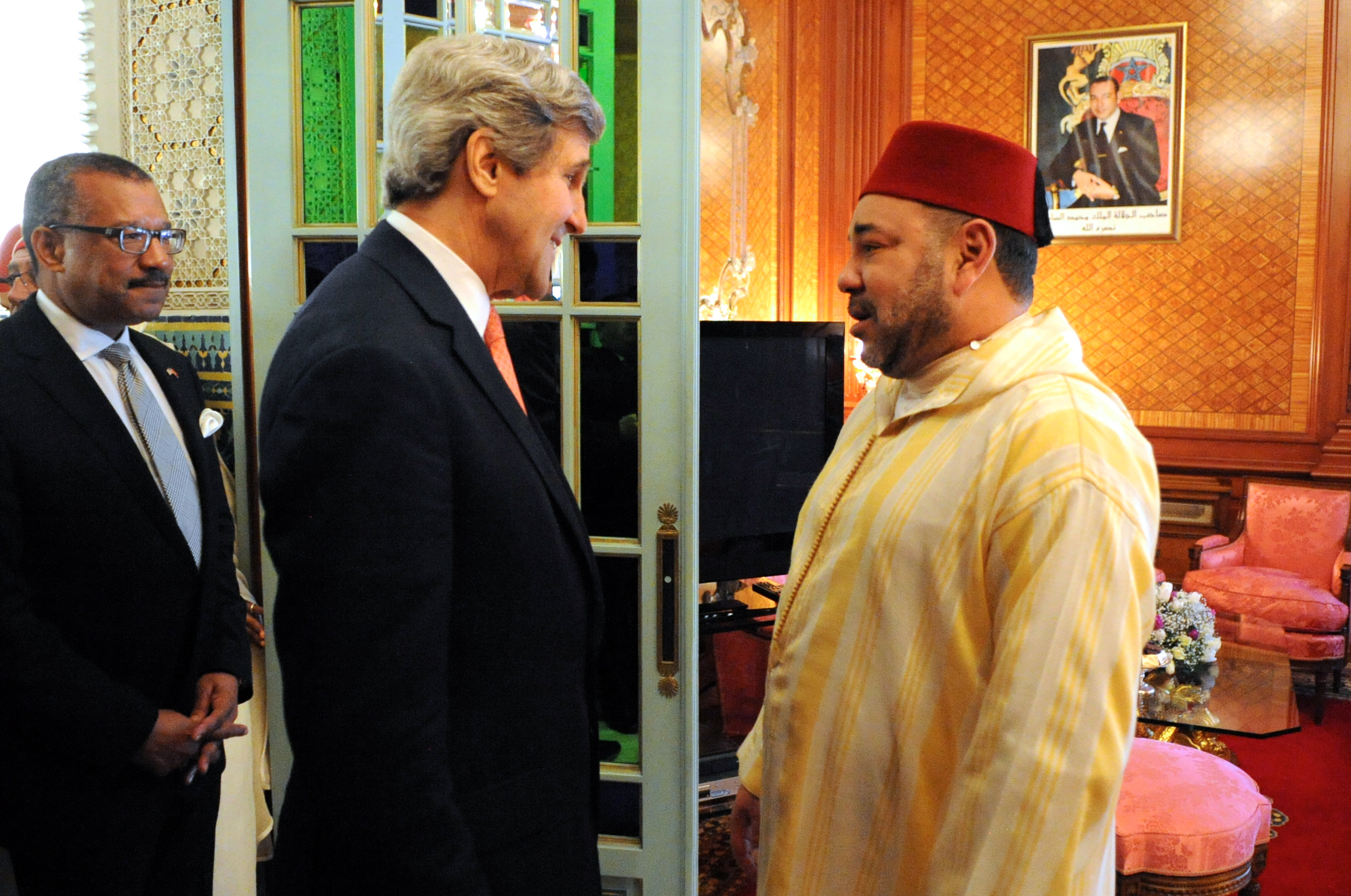
الملك محمد السادس في استقبال وزير الخارجية الأمريكية جون كيري بمدينة الدار البيضاء سنة 2014.

يقوم المغرب منذ عام 2008 بإجراء مناورات عسكرية ثنائية سنوية مع الولايات المتحدة تُعرف باسم مناورات (الأسد الإفريقي)، التي تركّز على تحسين توافق العمل المشترك. ومنذ عام 2012، يعقد البلدان حواراً استراتيجياً يركز على تعزيز التعاون العسكري والاقتصادي ومكافحة الإرهاب.
كانت المملكة المغربية أول دولة من بلدان المغرب العربي التي تنضم إلى التحالف الذي تقوده الولايات المتحدة ضد تنظيم الدولة الإسلامية «داعش». وفي عام 2018، أجرت البحرية الأمريكية مناورة (المصافحة الصاعقة) مع القوات البحرية والجوية المغربية، وهي المناورة العسكرية الثنائية الأكثر تقدماً التي أجريت مع شريك أفريقي.
وعلى الصعيد الاقتصادي، وقّعت واشنطن والرباط اتفاقاً للتجارة الحرة في عام 2006، وهو الاتفاق الوحيد من نوعه بين الولايات المتحدة ودولة أفريقية. وشكّل الاتفاق خيبة أمل بالنسبة للمغرب إذ أن العجز التجاري مع الولايات المتحدة ما فتئ يزداد. ومع ذلك، كان للاتفاق تأثير ثانوي كبير في الدلالة على وجود مناخ استثماري مؤاتي. ونتيجة لذلك، التزمت شركات أمريكية كبرى مثل (بوينغ) بمشاريع في المملكة.
أما ما يخص المساعات الأمريكية للمغرب فقد حصل المغرب على 82 مليوناً، 84% منها للمجال التنموي و16% للمجال العسكري، وكان الدعم الأكبر حسب القطاعات من نصيب التعليم بـ24 مليوناً، ثم الحوكمة والمجتمع المدني بـ 19 مليوناً، بينما كان نصيب الدعم الأمني 15 مليوناً، والدعم الموجه للنفقات الإدارية بلغ 11 مليوناً، و8.4 مليوناً وُجهت لدعم النمو الاقتصادي. يلاحظ أن سنة 2014 شكّلت السنة التي حصل فيها المغرب على أقل دعم أمريكي بحوالي 24 مليوناً، بينما عرفت سنة 2008 أكبر قدر من الدعم الأمريكي بـ725 مليوناً.
يذكر أن أول زيارة للملك محمد السادس إلى الولايات المتحدة الأمريكية كانت في 19-23 يونيو من عام 2000 برفقة شقيقته الأميرة للا مريم وبدعوة من الرئيس الأمريكي بيل كلينتون، وقد تميزت الزيارة الملكية بالمحادثات التي أجراها الملك مع الرئيس الأمريكي وبالحفل الذي أقيم بمناسبة منحه الدكتوراه الفخرية من قبل جامعة جورج واشنطن.

### العلاقات المغربية - الصينية

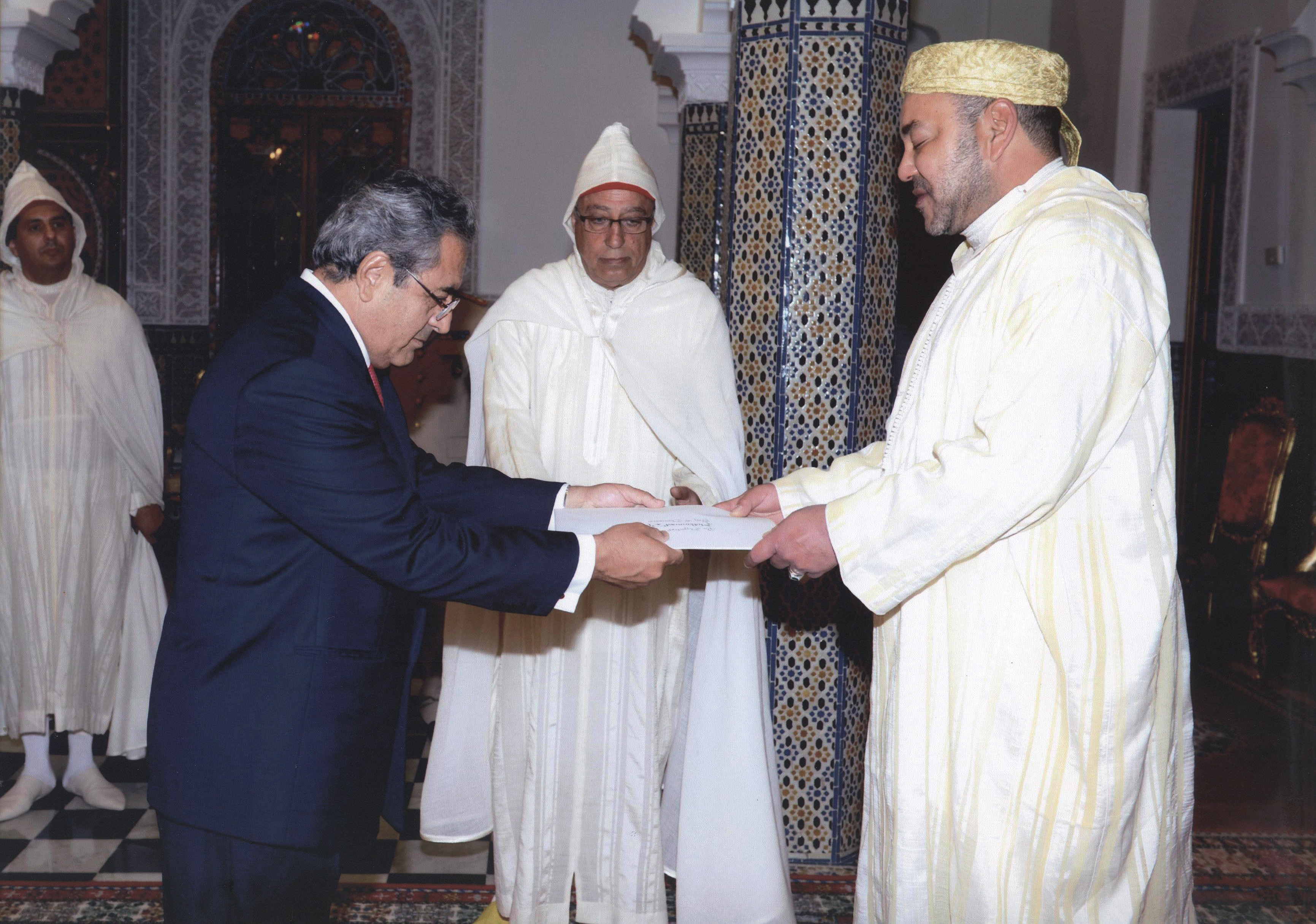
الملك محمد السادس يتقبل أوراق اعتماد سفير البيرو في المغرب كارلوس فيلاسكو مينديولا. 2013

في عام 2016 زار الملك محمد السادس جمهورية الصين، وأعلن الرئيس الصيني شي جين بينغ والملك محمد السادس عن إقامة شراكة إستراتيجية بين الصين والمغرب. ومنذ ذلك الحين، دخلت العلاقات بين البلدين مسارًا سريعًا، وتكررت الزيارات رفيعة المستوى بين الجانبين، أسفرت عن توطيد مستمر للثقة السياسية المتبادلة وتعاون أوثق بشكل متزايد في الشؤون الدولية. تميزت هذه الزيارة التي شكلت فرصة للتوقيع على العديد من اتفاقيات الشراكة بين القطاع العام بالبلدين وبين القطاع العام والخاص بهما بقرار الملك محمد السادس بإلغاء التأشيرة لفائدة المواطنين الصينيين.
وقعت الصين والمغرب على مذكرة تفاهم بشان التشارك في بناء (الحزام والطريق) في عام 2017، والتي نتج عنها تسارع وتيرة التعاون العملي بين البلدين واستمر حجم التجارة في التوسع، وقامت مجموعة من الشركات الصينية مثل (CITIC Dicastal) و (China Communications Construction) و (Dongfeng Xiaokang) بالاستثمار في المغرب واقامة التعاون في مجالات الإنتاج الصناعي والترابط والتواصل وبناء منطقة العلوم والتكنولوجيا والطاقة الجديدة. ومنذ تفشي وباء كوفيد -19، كان البلدان يساعد بعضهما البعض ويتكاتفان لمكافحة الوباء، وينفذان تعاونًا فعالًا لمكافحته، مما أضاف مقومات جديدة في الشراكة الاستراتيجية بين الصين والمغرب.
وعلاوة على تقوية التعاون في مجالات القضاء والثقافة والسياحة والطاقة والبنيات التحتية والخدمات القنصلية، مكنت الزيارة الملكية من إعطاء دفعة قوية للشراكة الاقتصادية، خصوصًا في قطاعات المالية والبنية التحتية والسيارات والنسيج والطيران واللوجيستيك والطاقات المتجددة، كما مهدت السبيل أمام شركات المقاولات الصينية لكي تعزز وجودها بالمغرب وأن تجعل من المملكة منصة حقيقية لتطوير أنشطتها في أفريقيا وأوروبا.

### علاقات المغرب مع الاتحاد الأفريقي
جلس المغرب للمرة الأخيرة في قمة منظمة القمة الإفريقية التي احتضنتها العاصمة الإثيوبية أديس أبابا عام 1984، ليستمر غيابه عن هذه المنظمة القارية التي تحولت فيما بعد للاتحاد الإفريقي إلى غاية سنة 2017. كان المغرب قد انسحب من منظمة الوحدة الأفريقية عام 1984 بسبب قبول عضوية جبهة البوليساريو فيها.
| خطاب الملك الحسن الثاني لإنسحاب المغرب من الاتحاد الأفريقي: ها قد حانت ساعة الفراق، ووجد المغرب نفسه مضطرا ألا يكون شريكا في قرارات لا تعدو أن تكون حلقة في مسلسل لا رجعة فيه لتقويض أركان المشروعية، العنصر الحيوي لكل منظمة دولية تحترم نفسها. الواقع أن منظمة الوحدة الإفريقية، قد ارتكبت بما يتنافى، ويشكل انتهاكا صارخا للفصل الرابع من ميثاقها، خطأ يعد سابقة خطيرة، وستبقى عواقبه لأمد بعيد لا يمكن التنبؤ بنتائجه، ومن شأنه أن يتكرر، إننا نحن رؤساء الدول، رجال سياسة، وتلك مهمتنا الأساسية قد تلقينا من شعوبنا تفويضا جوهريا وأساسيا، يكمن في أنه في إطار ممارسة سياستنا، سواء الداخلية أو الخارجية، ينبغي أن تقوم هذه السياسة على أساس ثابت، وغير قابل للانتهاك، ألا وهو الاحترام الدائم للمشروعية، فلم يبق لنا الآن إلا أن نتمنى لكم حظا سعيدا مع شريككم الجديد، الذي سيتعين عليه أساسا أن يملأ الفراغ الذي سيتركه المغرب، على مستوى الأصالة والمصداقية والاحترام، إفريقيا وعالميا |
| —مجلة دعوة الحق الصادرة عن وزارة الأوقاف والشؤون الإسلامية في المغرب |

ففي خلال قمة منظمة الوحدة الإفريقية المنعقد في 12 نوفمبر من سنة 1984 بالعاصمة الإثيوبية أديس أبابا، حضر لأول مرة وفد يمثل «الجمهورية الصحراوية» يقوده زعيم جبهة البوليساريو محمد عبد العزيز، وهو ما جعل المغرب يقرر الانسحاب من المنظمة، معللًا قراره بأن جمهورية البوليساريو لا تتوفر فيها شروط الدولة المستقلة وذات السيادة، باعتبار أنها مجرد جماعة تطالب بانفصال الصحراء عن سيادة المملكة المغربية، خصوصًا وأن قوانين المنظمة الأفريقية تنص على أن عضويتها مفتوحة للدول الأفريقية المستقلة ذات السيادة، شريطة أن تؤمن هذه الدول بمبادئ المنظمة المتمثلة في سياسة عدم الانحياز، وخلال الجلسة الافتتاحية تلا رئيس الوفد المغربي المستشار الملكي أحمد رضا اكديرة الخطاب الملكي الموجه إلى القمة.

كان الملك محمد السادس قد برر خروج بلاده من منظمة الوحدة الأفريقية سنة 1984، بقوله : «إن فرض أمر واقع لا أخلاقي والانقلاب على الشرعية الدولية، دفع المملكة المغربية تفاديا للتجزئة والانقسام إلى اتخاذ قرار مؤلم يتمثل في الانسحاب من أسرته المؤسسية»، ولكن وبعد مرور أكثر من ثلاثة عقود على انسحاب المغرب من منظمة الوحدة الإفريقية تغير الوضع في القارة السمراء وسحبت العديد من الدول الإفريقية اعترافها بالجمهورية الصحراوية، وفي 18 يوليو من سنة 2016 وجه الملك محمد السادس رسالة إلى القمة السابعة والعشرين للاتحاد التي انعقدت في العاصمة الرواندية كيغالي يطلب عودة المغرب إلى الاتحاد الأفريقي وجاء في الرسالة:
| محمد السادس بن الحسن | هل سيظل الاتحاد الإفريقي مصرًا على مخالفة المواقف الوطنية للدول الأعضاء، حيث لا تعترف 34 دولة على الأقل، أو لم تعد تعترف بهذا الكيان؟ وحتى ضمن 26 بلدا الذين انحازوا لجانب الانفصال سنة 1984، لم يعد هناك سوى قلة قليلة لا يتعدى عددها 10 دول. | محمد السادس بن الحسن |

وتابع العاهل المغربي رسالته قائلًا:
| محمد السادس بن الحسن | السيد الرئيس، السيدات والسادة رؤساء الدول والحكومات، إن أصدقاءنا يطلبون منا، منذ أمد بعيد، العودة إلى صفوفهم، حتى يسترجع المغرب مكانته الطبيعية، ضمن أسرته المؤسسية. وقد حان الوقت لذلك. وبعد تفكير عميق، بدا لنا واضحا أنه يمكن علاج الجسم المريض من الداخل بنجاعة أكبر من علاجه من الخارج. إن قرار العودة، الذي تم اتخاذه بعد تفكير عميق، هو قرار صادر عن كل القوى الحية بالمملكة. ومن خلال هذا القرار التاريخي والمسؤول، سيعمل المغرب من داخل الاتحاد الإفريقي، على تجاوز كل الانقسامات. | محمد السادس بن الحسن |

وخلص الملك محمد السادس إلى القول إنَّ المغرب يتجه اليوم بكل عزم ووضوح نحو العودة إلى كنف عائلته المؤسسية ومواصلة تحمل مسؤولياته بحماس أكبر وبكل الاقتناع. وهو يثق في حكمة الاتحاد الإفريقي، وقدرته على إعادة الأمور إلى نصابها، وتصحيح أخطاء الماضي. وكما يقال: إن الحقيقة لا تحتاج إلى دليل على وجودها، فهي معيار ذاتها".
وفي 23 نوفمبر عام 2016، انسحب المغرب وعدد من الدول العربية من قمة الدول العربية الأفريقية الرابعة احتجاجًا على مشاركة وفد جبهة البوليساريو في القمة. وانسحب المغرب من القمة التي عقدت في مالابو في غينيا الاستوائية وكانت تركز على التعاون الاقتصادي مع سبع دول عربية أخرى هي السعودية والإمارات والبحرين وقطر وعمان والأردن واليمن والصومال، واتخذ الوفد المغربي القرار احتجاجا على (حضور ممثل لكيان دمية في القاعة) على حد تعبير وزارة الخارجية المغربية.
وخلال قمة الاتحاد الإفريقي المنعقدة في العاصمة الإثيوبية أديس أبابا أواخر شهر يناير من سنة 2017، قُبِّل طلب المغرب الانضمام إلى الاتحاد الإفريقي بشكل رسمي، رغم معارضة حلفاء جبة البوليساريو وخاصة الجزائر وجنوب إفريقيا. ألقى الملك محمد السادس خطابًا بهذه المناسبة قال فيه:
| محمد السادس بن الحسن | كم هو جميل هذا اليوم، الذي أعود فيه إلى البيت، بعد طول غياب! كم هو جميل هذا اليوم، الذي أحمل فيه قلبي ومشاعري إلى المكان الذي أحبه ! فإفريقيا قارتي، وهي أيضا بيتي. لقد عدت أخيرا إلى بيتي. وكم أنا سعيد بلقائكم من جديد. لقد اشتقت إليكم جميعا. من أجل ذلك، قررت، أخواتي وإخواني الأعزاء قادة الدول، أن أقوم بهذه الزيارة، وأن أتوجه إليكم بهذا الخطاب، دون انتظار استكمال الإجراءات القانونية والمسطرية، التي ستفضي لاستعادة المملكة مكانها داخل الاتحاد. | محمد السادس بن الحسن |

### علاقات المغرب مع الإتحاد الأوروبي

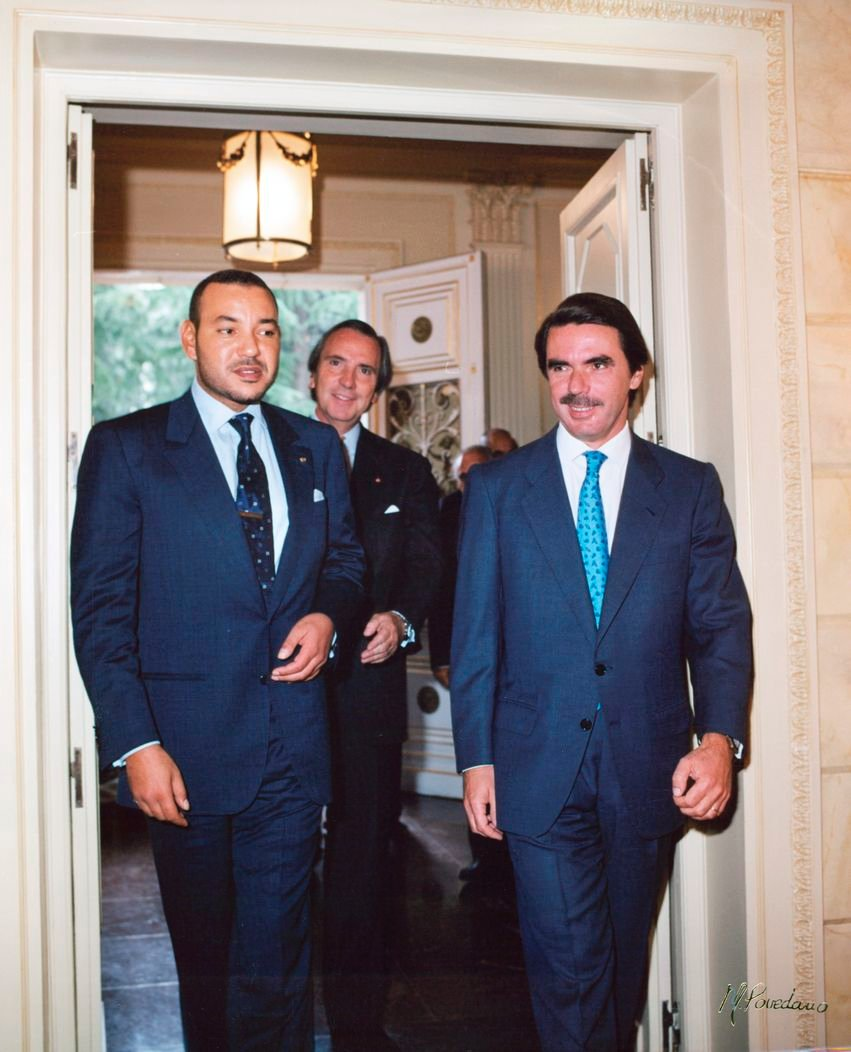
رئيس الوزراء الإسباني خوسيه ماريا أثنار مستقبلًا الملك محمد السادس في زيارته إلى إسبانيا عام 2000.

لدى البلاط الملكي المغربي سبب وجيه لتعميق العلاقات مع أوروبا، حيث يعيش أكثر حوالي 4-5 مليون مواطن في البلدان الأوروبية. في عام 2000، وقّع الملك محمد السادس اتفاقية شراكة بين الاتحاد الأوروبي والمغرب أسفرت عن توسيع نطاق التجارة كثيرًا. ومنذ ذلك الحين، اتسعت العلاقة لتشمل التبادلات البرلمانية، والمساعدة من الاتحاد الأوروبي (200 مليون يورو سنوياً في الفترة 2014-2017 وحدها)، والتعاون في مجال الأمن والهجرة. وأصبحت القضية الأخيرة ملحّة خصوصًا بالنظر إلى إغلاق طرق الهجرة في الجزء الأوسط من البحر الأبيض المتوسط في العام الماضي وتزايد عدد الأشخاص الذين يسعون إلى دخول أوروبا عبر المغرب. وتمثل التجارة بين المغرب والاتحاد الأوروبي أكثر من 60 بالمائة من المبادلات الخارجية للمملكة، حيث يعد المغرب الشريك الأول للاتحاد الأوروبي في منطقة جنوب المتوسط.
كما أبرمت شراكة في مجال التنقل بين الاتحاد الأوروبي والمغرب وتسع دول أعضاء في الاتحاد (فرنسا وإيطاليا وألمانيا وبلجيكا وإسبانيا وهولندا والبرتغال والسويد والمملكة المتحدة) في 7 يونيو 2013. وتحدد الشراكة الأهداف المنشودة في ما يخص إدارة الهجرة الوافدة من المغرب إلى الاتحاد الأوروبي ومختلف الأنشطة المزمع تنفيذها.
وفي الفترة بين عامي 2015-2018 انتكست العلاقات في أعقاب قرار محكمة العدل الأوروبية باستبعاد الصحراء الغربية من الاتفاقيات التجارية المبرمة بين الاتحاد الأوروبي والمغرب التي تشمل المنتجات الزراعية والغذائية والسمكية. ومع ذلك، ففي وقت سابق من هذا العام، اعتمد البرلمان الأوروبي سلسلة من الاتفاقيات المعدّلة من خلال شمل الأراضي المتنازع عليها، مما أدّى إلى تعافي العلاقات إلى حد كبير.
في سبتمبر من عام 2020 قررت محكمة العدل الأوروبية إلغاء اتفاقيتين للشراكة والصيد البحري بين الاتحاد الأوروبي والمغرب تشملان سواحل ومنتجات إقليم الصحراء بعد شكوى من جبهة البوليساريو، واستندت المحكمة في قرارها إلى أن الاتفاقيتين وقعتا «دون موافقة شعب الصحراء الغربية» حسب قولها.
فيما حذر الملك محمد السادس الاتحاد الأوروبي من تنفيذ قرار المحكمة الأوروبية الأخير والذي يعني إلغاء جميع الاتفاقيات وقال في خطاب موجه للشعب المغربي بمناسبة الذكرى السادسة والأربعين للمسيرة الخضراء: أن المغرب لن يقوم مع أصحاب المواقف الغامضة أو المزدوجة بأي خطوة اقتصادية أو تجارية لا تشمل الصحراء المغربية.

### القضية الفلسطينية
يترأس الملك محمد السادس (لجنة القدس) وهي مؤسسة عربية إسلامية انبثقت عن منظمة المؤتمر الإسلامي عام 1975، ومهمتها حماية مدينة القدس والتصدي لمحاولات الكيان الإسرائيلي طمس الطابع العربي الإسلامي في المدينة، وفي عام 1998 استحدثت وكالة تابعة للجنة القدس تسمى «وكالة بيت مال القدس الشريف» التي ينصب جهدها على مجالات الصحة والتربية والإسكان، وصون التراث الديني، وذلك بمبادرة من ملك المغرب خلال الاجتماع الخامس عشر للجنة الذي احتضنه منتجع أفران المغربي. وتتكون لجنة القدس من 16 دولة، هي: المغرب، وفلسطين، والعراق، والأردن، ولبنان، وسوريا، وموريتانيا، والسعودية، ومصر، وإيران، وبنغلاديش، وإندونيسيا، وباكستان، وغينيا، والنيجر، والسنغال.

### المشاركة في القمم والمؤتمرات العربية والإسلامية والعالمية

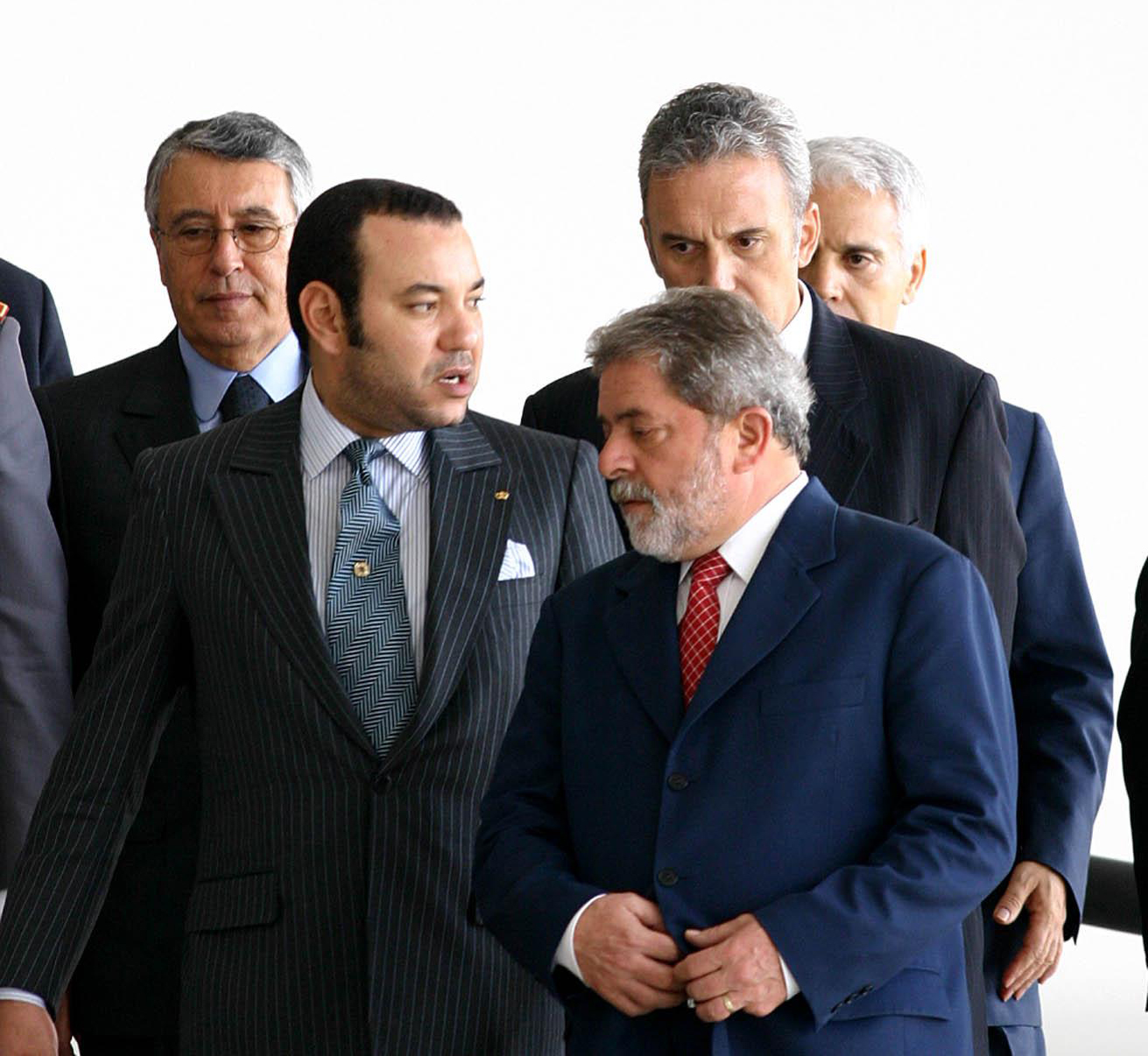
الملك محمد السادس والرئيس البرازيلي لويس إيناسيو لولا دا سيلفا في برازيليا.

اعتاد الملك محمد السادس على عدم حضور القمم العربية منذ عام 2005، حيث غالباً ما يُمثله رئيس الحكومة أو وزير الخارجية، وقد جاء أدنى تمثيلٍ رسمي للمغرب في القمة العربية عام 2019 في تونس، إذ اقتصر الحضور على وزير العدل محمد أوجار، وفي مارس 2005، ألغى الملك محمد السادس حضوره قمة الرياض في اللحظات الأخيرة، وأرسل شقيقه الأمير مولاي رشيد رئيساً للوفد الذي مثّل المغرب أيضاً في القمة العربية الـ20 التي عُقدت في دمشق في مارس 2008، ثمّ القمة الـ21 التي عُقدت في الرياض في 2012، وفي عام 2013 لم يحضر العاهل المغربي القمة العربية للدورة العادية الرابعة والعشرين في الدوحة ومثَّله وزيرُ الخارجية والتعاون، وفي القمة العربية المنعقدة بعمان في مارس 2017، اختار العاهل المغربي وزير الخارجية صلاح الدين مزوار لتمثيله، وعدم توجيه أيّ كلمة ملكية في هذا المؤتمر.

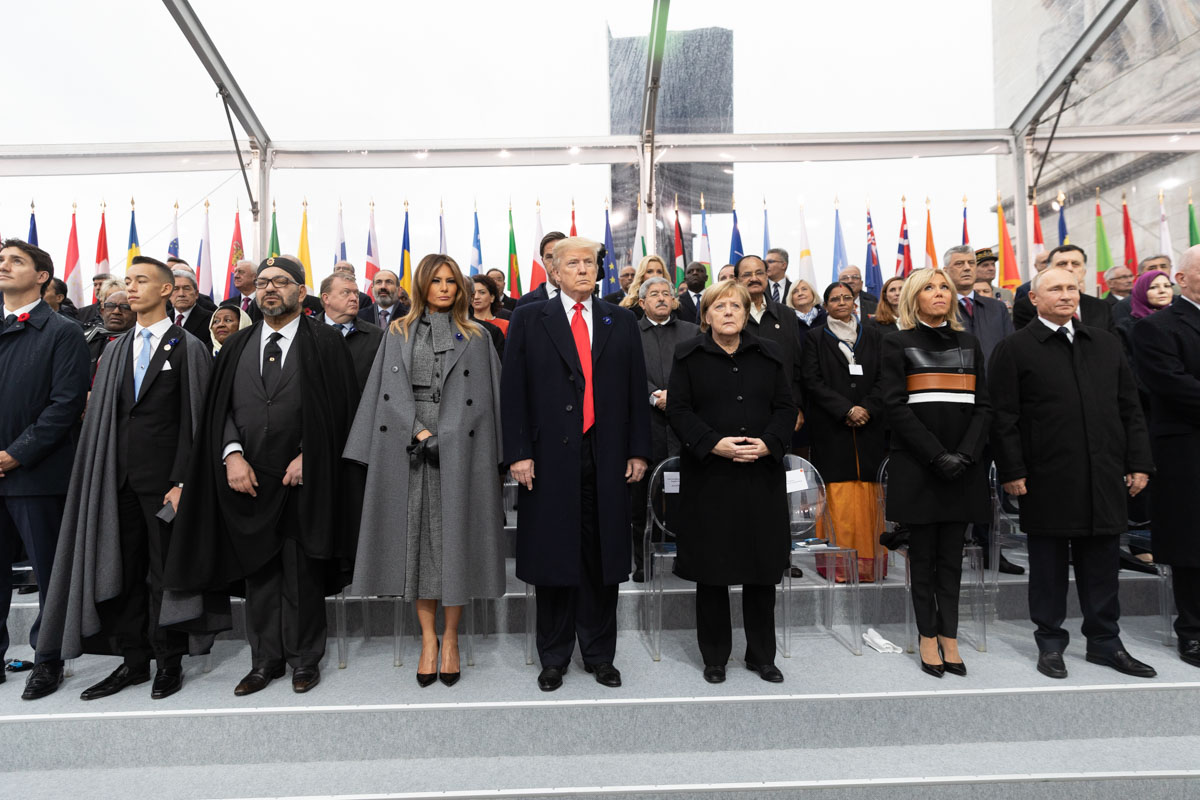
الملك محمد السادس وولي العهد الأمير مولاي الحسن في باريس عام 2019 للاحتفال الذكرى المئوية لنهاية الحرب العالمية الأولى.

وسبق للديوان الملكي أن أصدر بلاغاً عام 2009 بشأن عدم حضور الملك شخصياً في القمة العربية الاستثنائية بالدوحة وفي القمة العربية الاقتصادية بالكويت، ولم يكتف بالتأكيد على عدم الحضور الشخصي في القمتين، بل حمَل رسالةً وقف من خلالها بصراحة على مجموعة من الاختلالات التي تطبع العمل العربي المشترك في إطار الجامعة العربية، والتي تجعل من عقد القمم العربية أمراً غير مُجدٍ، ولم يقتصر الأمر على ذلك، بل وصل الأمر إلى اعتذار المغرب عن تنظيم القمة العربية  السابعة والعشرين التي كان من المفترض أن ينظمها المغرب لتؤول إلى موريتانيا.
وقد برّر المغرب اتخاذ هذا القرار في بلاغٍ لوزارة الخارجية والتعاون، الذي أشار إلى أن القرار المغربي اتخذ بعد مشاورات أُجريت مع عدد من الدول العربية الشقيقة، من دون أن يذكرها بالتحديد، مكتفياً بالقول إن القمة العربية لن تُعرض فيها أيّة مبادرات مهمة وتُتخذ فيها قرارات مهمة يمكن عرضها على القمة، بالتالي سيكون الاجتماع مجرد مناسبة للمصادقة على توصيات عادية، وإلقاء الخطب التي تعطي الانطباع الخاطئ بالوحدة والتضامن بين دول العالم العربي. وعليه، فإن المغرب يتطلع إلى عقد قمة للصحوة العربية، ولتجديد العمل العربي المشترك والتضامني، باعتباره السبيل الوحيد لإعادة الأمل للشعوب العربية.
يُفسّر محللون غيابَ ملك المغرب عن القمم العربية  باستمرار الخلافات والتباين في وجهات النظر بين دول المنطقة، وغياب التعاون العربي في كثير من القضايا الإقليمية، وهو ما أشار إليه الملك محمد السادس في كلمته المُوجّهة إلى القمة العربية الأوروبية في شرم الشيخ (التي تلاها رئيس الحكومة المغربي سعد الدين العثماني)، حيث تحدّث عن تهديد دول عربية لجيرانها وتدخلها في شؤونهم، كما سبق للمغرب أن اعتذر في 2016 عن استضافة القمة العربية، نظراً إلى تردي الوضع العربي، واكتفاء القمم بالبلاغات الإنشائية المفتقدة للواقعية.

## التحديات الأمنية والإقليمية

### تفجيرات الدار البيضاء عام 2003
في 16 مايو 2003، قام انتحاريون بتفجيرات بالأحزمة الناسفة في عدة مواقع في مدينة الدار البيضاء أدت إلى مقتل 45 شخصاً بمن فيهم 12 من المهاجمين. وبعد أقل من أسبوع، تبنى البرلمان المغربي بالإجماع قانون مكافحة الإرهاب (القانون رقم 3 لعام 2003)، الذي كان موضع نقاشٍ منذ خريف 2002. أثار هذا القانون الكثير من المخاوف فيما يتعلق بحقوق الإنسان، فقد مدّد القانون المدة القصوى للحبس الاحترازي في الحالات التي تعتبر على علاقةٍ بالإرهاب من ثمانية أيام إلى اثني عشر يوماً، كما وضع تعريفاً شديد العمومية للإرهاب، فاعتبر الفعل فعلاً إرهابياً إذا كان هدفه الرئيسي الإخلال بالنظام العام عن طريق التخويف أو القوة أو العنف أو الرعب أو الإرهاب، وإذا كان مؤلفاً من فعلٍ أو أكثر من الأفعال المذكورة في المادة. ويشمل هذا، إضافةً إلى الهجمات الجسدية على الأشخاص الآخرين، المساهمة في جماعة منظمة أو في اجتماعات بنية ارتكاب فعل إرهابي، وإصدار وتوزيع دعاية أو إعلانات تساعد الأفعال المذكورة أعلاه. وفي الأشهر التي أعقبت تفجيرات الدار البيضاء، استخدمت الحكومة هذا التعريف العمومي لإدانة المئات من أعضاء الخلايا التي يشتبه بأنها إرهابية، إضافةً إلى كثيرٍ من الصحفيين الذين اتهموا بتبرير الإرهاب.
كان الملك محمد السادس قد قال في أول كلمة عامة له منذ التفجيرات أنَّ الاجراءات الفورية التي أمر بها مكنت السلطات من إخضاع الوضع للسيطرة واستعادة ثقة الناس، ووصف الملك مرتكبي التفجيرات التي ألقي رسميًا اللوم فيها على جماعة اسلامية راديكالية بأنهم (خونة) وقال إن السلطات فعلت ما في وسعها لمنع الهجمات.
تفقد الملك محمد السادس بعض المواقع التي تعرضت للهجمات، ووقف على حجم الاضرار والخسائر المادية التي لحقت بفندق فرح، ونادي «دار إسبانيا»، ومقر الرابطة اليهودية. كما تكفل بالرعاية الصحية للجرحى والمصابين، وأصدر تعليماته باتخاذ كافة التدابير الكفيلة بالسهر على أمن وسلامة المواطنين والبحث عن مرتكبي هذه الأعمال لإحالتهم على العدالة، وفي اليوم التالي زار الملك محمد السادس الجرحى الذين يتلقون العلاج بمختلف المصالح الاستشفائية بمستشفى ابن رشد بالدار البيضاء. في 29 مايو 2003 وجه الملك محمد السادس خطابًا إلى الشعب المغربي أكد فيه نهاية زمن التساهل في مواجهة من يستغلون الديمقراطية للنيل من سلطة الدولة، وقرر تخصيص منح مالية لأسر ضحايا الاعتداءات.
في 24 أبريل 2004 أزاح الملك محمد السادس ورئيس الحكومة الاسبانية خوسيه ماريا أثنار الستار بساحة محمد الخامس بالدار البيضاء عن لوحة تذكارية بمناسبة الذكرى الأولى لتفجيرات الدار البيضاء.

### إحتجاجات عام 2011
في يوم الأحد 20 فبراير 2011 انطلقت حملة احتجاجات شعبية في المغرب متأثرة بموجة الاحتجاجات العارمة التي اندلعت في الشرق الأوسط وشمال أفريقيا مطلع عام 2011 وبخاصة بالثورة التونسية وثورة 25 يناير المصرية اللّتين أطاحتا بالرئيس التونسي زين العابدين بن علي والرئيس المصري حسني مبارك. وطالب المتظاهرون بإصلاحات سياسية واقتصادية واجتماعية.

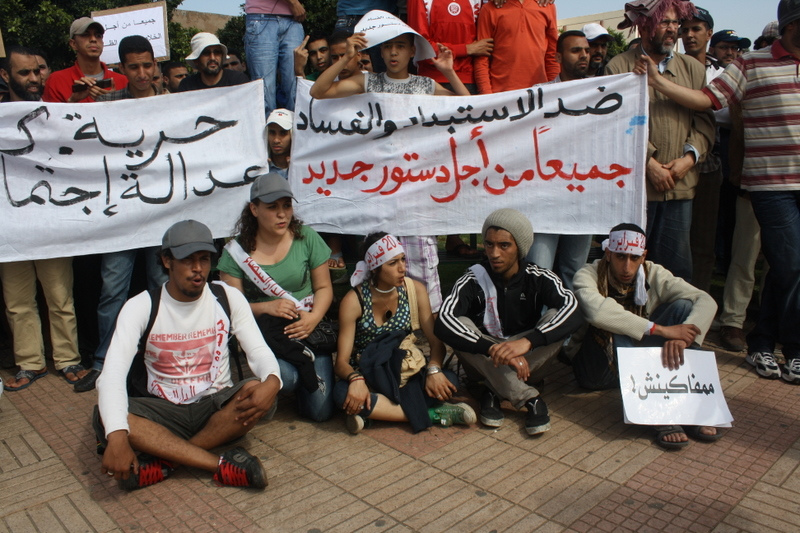
مظاهرات يوم 5 يونيو 2011.

تلخصت المطالب الأساسية للمحتجين في ضرورة إقرار دستور ديمقراطي وحل الحكومة والبرلمان الحاليين وتشكيل حكومة مؤقتة فضلًا عن إقرار قضاء مستقل ومحاكمة المتورطين في الفساد ووضع حد للبطالة خاصة بين حاملي الشهادات العليا، كما طالبت بالاعتراف بالأمازيغية لغة رسمية وإطلاق جميع المعتقلين السياسيين. تأسست لاحقًا حركة 20 فبراير المؤلفة من ثلاث مجموعات: «حرية وديموقراطية الآن» و«الشعب يريد التغيير» و«من أجل الكرامة الانتفاضة هي الحل»، والتي هدفت إلى ما سمّته استعادة كرامة الشعب المغربي، استلهمت هذه الحركة ديناميكيتها من أحداث الربيع العربي الأخيرة لتخرج في مظاهرات سلمية وخجولة في بداياتها سرعان ما اتسعت وأخذت منحى آخر ليصل بها المطاف إلى اتهام الحكومة المغربية بالفساد والاستبداد ومطالبة الملك بالتخلي عن بعض صلاحياته لصالح الشعب.

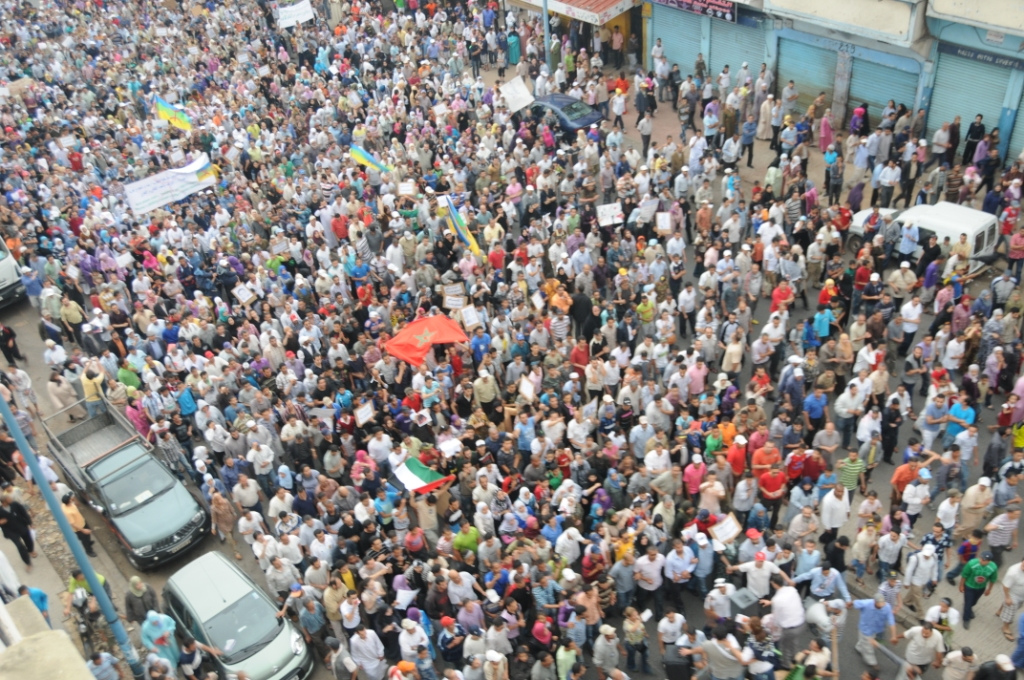
مسيرة للمحتجين في الدار البيضاء.

استفادت حركة 20 فبراير من دعم الأحزاب السياسية والهيئات الحقوقية في المغرب كما أن نجاح الثورتين التونسية والمصرية جعل النظام المغربي يتوخى الحذر في التعاطي مع هذه الحركة والتعامل معها بشيء من التسامح والعقلانية، حيث أعربت السلطات المغربية مرارا وتكرارا عن حق الحركة في التعبير عن مطالبها.
استجاب الملك محمد السادس لمطالب المتظاهرين ووجه كلمة للأمة وعد فيها بإصلاحات كبيرة عبر تشكيله للجنة إصلاح دستوري وأصدر فيما بعد قرارا يتضمن عفوا ملكيا شمل 190 معتقلا سياسيًا وإسلاميًا ووعد بتعديلات دستورية واسعة على رأسها توطيد مبدأ فصل السلطات وتوازنها عبر تقوية صلاحيات الوزير الأول (رئيس الوزراء) والارتقاء بالقضاء إلى أن يكون سلطة مستقلة.
تمخض عن تلك المطالب إنشاء دستور 2011 الذي وسع صلاحيات رئيس الحكومة وضم مجموعة من الحقوق المدنية الجديدة، بما في ذلك الضمانات الدستورية لحرية التعبير، المساواة الاجتماعية للمرأة، واستقلال القضاء، دخل الدستور حيز التنفيذ في 1 أغسطس 2011. إلا أن هذه المبادرات لم ترو عطش حركة 20 فبراير التي اعتبرت أن الإصلاحات التي جاء بها خطاب الملك غير كافية ولا ترقى إلى مطالب الشعب المغربي بالتغيير.

### تفجيرات مراكش 2011
في يوم الخميس 28 أبريل 2011، هز انفجر عنيف مدينة مركاش وتحديدًا في مقهى أركانة الشهير الواقع في ساحة جامع الفنا، أدى الإنفجار إلى مقتل 17 مواطن مغربي وأجنبي وإصابة 21 شخص بجروح، كانت السلطات الأمنية المغربية هذه المرة أكثر ذكاءً وجاهزية، إذ استطاعت بسرعة فائقة وبعد مرور أسبوع واحد فقط من إلقاء القبض على ثلاثة مشتبه فيهم من بينهم المنفذ الرئيسي للعملية.
زار الملك محمد السادس مكان التفجير ووصل إلى ساحة جامع الفنا قادمًا لها من مدخل مسجد الكتبية الأشهر في مراكش ومتوجها مباشرة إلى الطابق الثاني لمقهى أركانة، وفي حديثه للإعلام شدد العاهل المغربي على أن (العدوان الإجرامي الجبان) كما وصفه يتنافى مع القيم الإنسانية المثلى لاحترام الحق المقدس في الحياة، والتسامح والحرية والسلم، التي يتشبع بها الشعب المغربي، موضحا أن التفجير لن ينال من عزم المغرب على أن يظل بلد الطمأنينة والاستقرار، وملتقى آمنا لكل الشعوب والثقافات، ولن يزيد المغاربة إلا إصرارا على التصدي.
وبعد الانتهاء من زيارة مقهى الأركانة، زار العاهل المغربي مستشفى ابن طفيل والمستشفى العسكري ابن سينا في مراكش لتفقد أحوال الجرحى من ضحايا التفجير والاطمئنان على حالتهم الصحية، واستفسر الملك محمد السادس عن الإجراءات التي اُتُّخِذَت لضمان علاجهم في أحسن الظروف، ووجه كلا من وزيري الداخلية والعدل للقيام بفتح تحقيق قضائي لتحديد أسباب وملابسات الانفجار، كما وجه وزيرة الصحة من أجل العمل على إحاطة الجرحى ضحايا الانفجار بكل وسائل العناية الطبية والإنسانية، وقدم العاهل المغربي تعازيه ومواساته لأسر ضحايا الانفجار معلنا التكفل بلوازم دفنهم ومآتم عزائهم.

### إحتجاجات عام 2017

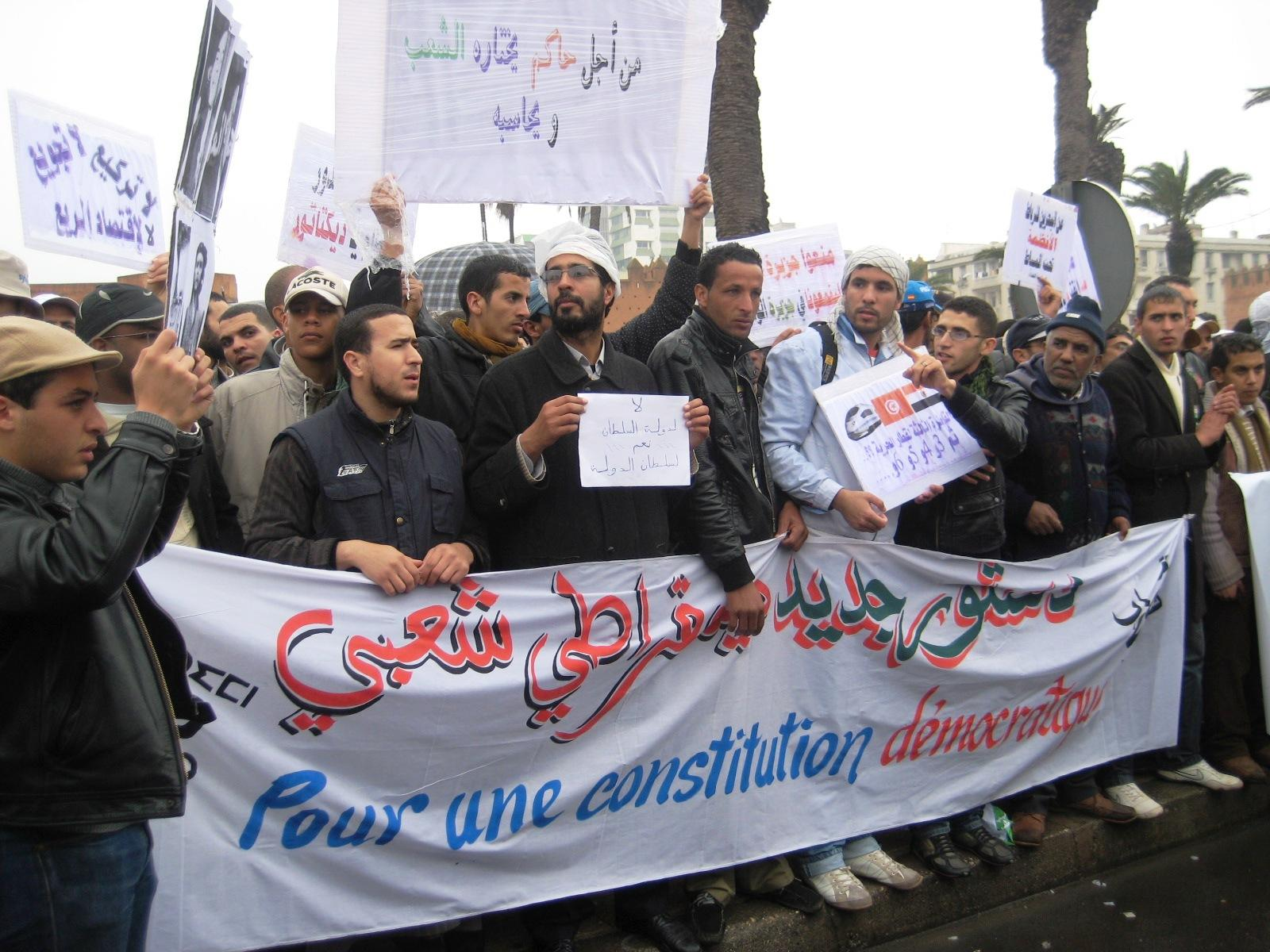
إحدى مسيرات التظاهرات في الرباط

في عام 2017 خرج مئات الآلاف من المواطنين إلى الشوارع مطالبين بالوظائف وبوضع حد للفساد على خلفية الانتفاضات التي حدثت في العالم العربي. وشهدت المملكة موجات عرضية من الاحتجاج في السنوات التي تلت ذلك، إلا أن الحكومة تمكنت من احتوائها. يعود تاريخ الاضطرابات إلى 28 أكتوبر 2016، عندما اندلعت الاحتجاجات في مدينة الحسيمة الشمالية بعد وفاة بائع الأسماك المحلي محسن فكري،  ثم انتشرت الاحتجاجات إلى تطوان والدار البيضاء ومراكش والرباط. وكانت السلطات قد صادرت أسماك من نوع أبو سيف المحمية بقيمة 11 ألف دولار أمريكي، التي كان فكري يبيعها بشكل غير مشروع وتخلصت  منها، وعندما قفز فكري في شاحنة لجمع القمامة لاسترداد الأسماك سحقته ضاغطة الشاحنة. وسرعان ما انتشرت على مواقع التواصل الاجتماعي صور مؤثرة عن وفاته، وزعمت بعض الروايات أن شرطياً أمر جامعي القمامة بتشغيل الضاغط وقتله عمداً.
بعد بضعة أيام على وفاة فكري، دعا الملك محمد السادس إلى إجراء تحقيق أفضى في النهاية إلى اتهام أحد عشر شخصًا  بالقتل الخطأ والتزوير، وهدأت الاحتجاجات كنتيجة لاستجابة الحكومة السريعة، إلا أن وفاة فكري حفزت سكان الحسيمة على القيام بخطوة ما لحماية مصالحهم، وتمثل ذلك ببدء مجموعة تطلق على نفسها اسم (الحراك الشعبي) بتزعم تظاهرات مستمرة على نطاق ضيق، تطالب الحكومة بالاستثمار في منطقة جبال الريف ووضع حدٍ للفساد وتأمين الوظائف المحلية. ترأس هذه الحركة (ناصر الزفزافي) وهو ناشط يبلغ من العمر 39 عاماً وعاطل عن العمل وكان أحد الناشطين في (حركة 20 فبراير) التي أشعلت احتجاجات عام 2011.

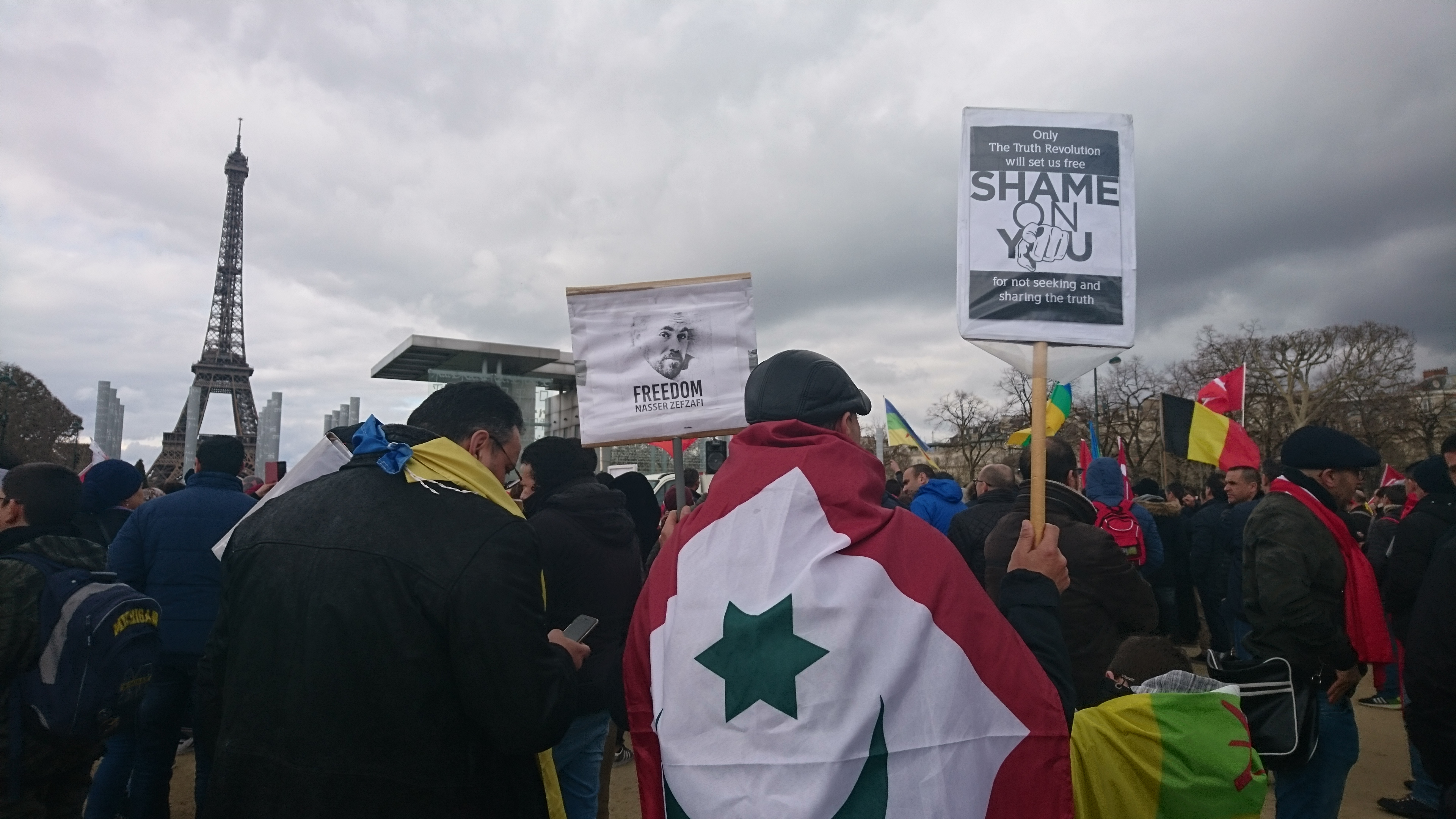
وقفة بباريس من أمام برج إيفل للمطالبة بإطلاق سراح معتقلي حراك الريف بما في ذلك ناصر الزفزافي.

كانت احتجاجات (الحراك الشعبي) تقتصر على الحسيمة ونادراً ما كانت تضم أكثر من بضعة مئات من المشاركين. وركزت الحركة مطالبها على البطالة وعدم تطوير البنى التحتية، وغيرها من المظالم الاجتماعية الاقتصادية المحلية. إلا أن المتظاهرين بدأوا في طرح بعض المواضيع السياسية مثل وحشية الشرطة والفساد المنسوب إلى نخب الدولة (أو «المخزن» باللغة المغربية). ومن جهتها، اعتمدت الحكومة لهجةً تصالحية، حيث قام وزير الداخلية عبد الوافي لفتيت بزيارة الحسيمة وأثنى على الطبيعة اللاعنفية لـ «الحراك الشعبي»، وطالب بإجراء حوار سلمي. زار لفتيت الحسيمة مرة أخرى لإصدار ضمانات بأن السلطات ستتبع خطة التنمية الإقليمية الخمسية التي أصدرتها عام 2015 والتي تخصص 6.5 مليار درهم (حوالي 600 مليون دولار) لإنجاز مشاريع الطرق السريعة والبنية التحتية في قطاعي الصحة والتعليم.
وعلى الرغم من هذه الضمانات، أعقب الإضراب العام احتجاجات يومية في كافة أرجاء الريف إلى جانب تظاهرات تضامنية في المراكز الحضرية الرئيسية في المملكة. وسرعان ما كشفت صور نُشرت على مواقع التواصل الاجتماعي عن وجودٍ عسكري في الحسيمة، وبدأ المتظاهرون في جميع أنحاء البلاد بإضافة مطلب «تجريد المنطقة من السلاح» إلى قائمة مطالبهم. وفي الوقت نفسه، ألهمت الاحتجاجات مجموعة من المفكرين المغاربة البارزين ومنظمات المجتمع المدني والناشطين في مجال حقوق الإنسان لإصدار بيان في 25 مايو أكّدوا فيه على دعمهم للحراك ودعوا الحكومة إلى إظهار جديتها في معالجة مطالب الحركة.
قرر الملك محمد السادس عدم حضور القمة العربية والإسلامية التي عقدت في الرياض في 20 مايو، وقيل أنّ الاضطرابات الرئيسية في بلاده كانت الدافع الحقيقي لعدم مشاركته وأنه يشعر بالقلق إزاء المزيد من التصعيد، تحمل هذه الاضطرابات أهمية خاصة بالنسبة للملك محمد السادس نظراً للمنطقة التي خرجت منها. فعندما جلس على العرش في عام 1999، سعى لتمييز نفسه عن والده الراحل الذي لم يزر الريف منذ أن أخمد التمرد هناك في عام 1959، وأهمل المنطقة إلى حدٍ كبير في العقود التي تلت ذلك. ولم ينتقد المتظاهرون الحاليون النظام الملكي مباشرةً، إلّا أنّ مظالمهم تشير إلى أن جهود المصالحة السابقة التي قام بها الملك لم تحسّن الحياة اليومية في الريف بما فيه الكفاية، وفي النهاية استدعى العاهل المغربي رؤساء الأحزاب السياسية الرئيسية إلى الرباط لعقد اجتماع مكرس لرسم طريق في المرحلة القادمة.

### الصحراء الغربية

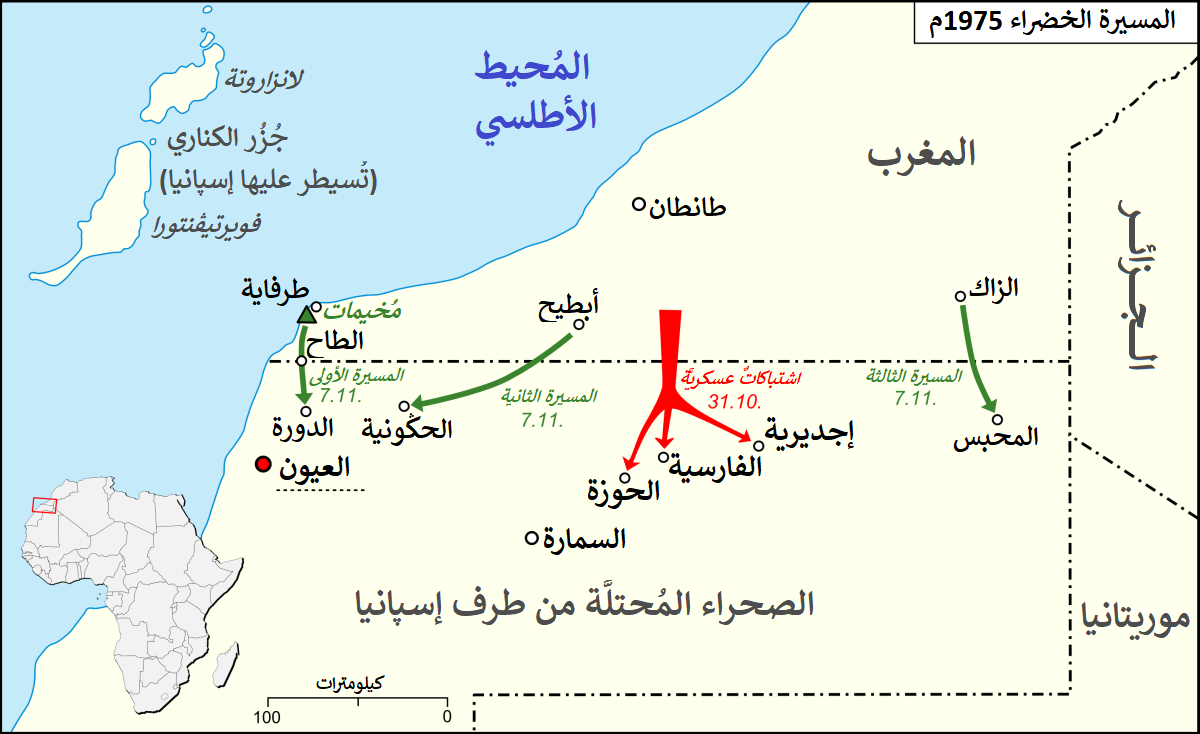
مسار المسيرة الخضراء خلال شهر نوفمبر عام 1975.

يعتبر هذا النزاع واحداً من أطول نزاعات القارة الأفريقية، لطالما شدد الملك محمد السادس على أن مغربية الصحراء حقيقة ثابتة لا نقاش فيها، وهو النهج الذي سار عليه خلفًا لوالده الذي انطلقت في عهده ما يعرف بـ (المسيرة الخضراء) وهي مسيرة سلمية شارك فيها ما يقارب 350 ألف من مواطني المغرب من أجل إنهاء الإستعمار الإسباني للمنطقة. ذكر المغرب وقتها إن المسيرة مكونة من مواطنين عُزّل لا يحملون سوى المصاحف وأعلام المغرب واكتسبت شعبية كبيرة، إذ كان قوامها من سكان المناطق الريفية وبلغت نسبة النساء فيها 10%، ما يُعد خروجًا على التقاليد المحافظة التي لم تكن تسمح للنساء بالمبيت خارج بيوتهن، وفي فبرايرعام 1976 اندلعت مواجهات لم تهدأ حتى اليوم مع إعلان جبهة البوليساريو إقامة (الجمهورية العربية الصحراوية الديمقراطية) في منطقة الصحراء.
زار الملك محمد السادس الصحراء الغربية في عامي 2006 و 2015، وأوضح في عدة مناسبات محلية وعالمية أن المغرب لا يتفاوض على صحرائه، وبأن هذه القضية لم تكن يومًا ولن تكون أبدًا مطروحة فوق طاولة المفاوضات، إنما يتفاوض المغرب من أجل إيجاد حل سلمي لهذا النزاع الإقليمي الذي وصفه بأنه (مفتعل). وقد تمكنت الأمم المتحدة من فرض وقف لإطلاق النار بين المغرب وجبهة البوليساريو عام 1991 دون التوصل إلى تسوية نهائية للنزاع حتى الآن.

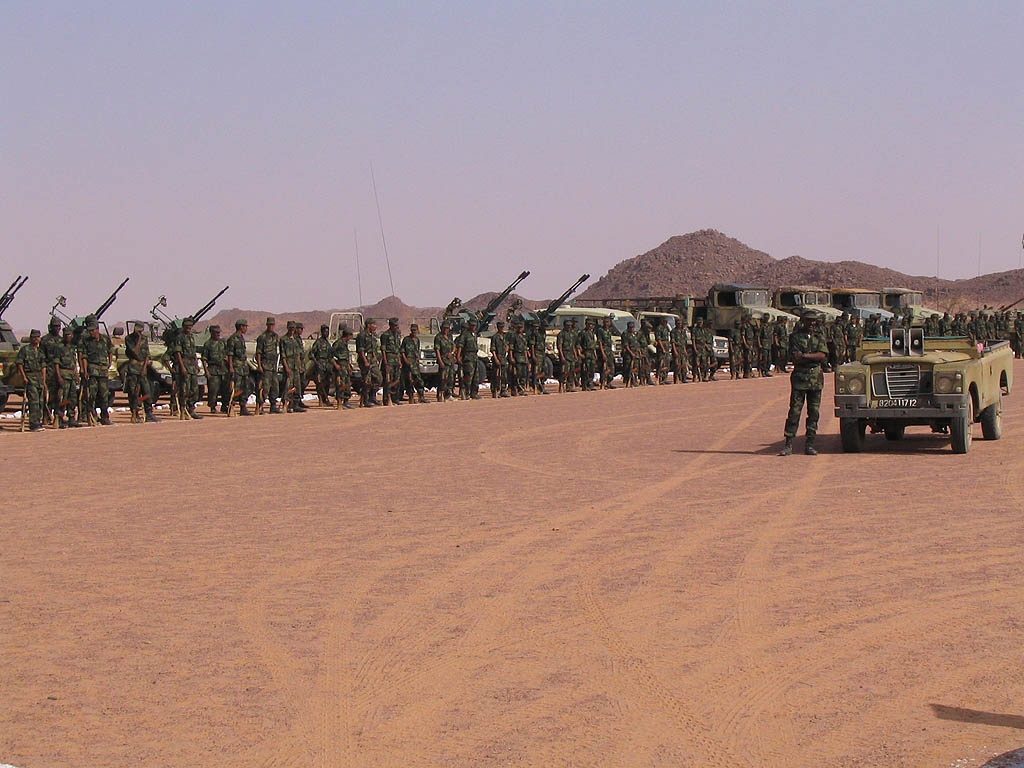
تجمع القوات الصحراوية قرب تيفاريتي (الصحراء الغربية) احتفالا بالذكرى 32 لتأسيس جبهة البوليساريو.

ويقول المغرب الذي يسيطر على 80% من أراضي الإقليم إن الصحراء الغربية جزء لا يتجزأ من أراضيه ولا يمانع في حصول الإقليم على حكم ذاتي على أن يظل تحت السيادة المغربية، فيما تصر جبهة البوليساريو (طرف النزاع مع المغرب والخصم اللدود) على إجراء استفتاء لتقرير المصير وإقامة دولة مستقلة على أراضي الصحراء كما ينص اتفاق وقف إطلاق النار الموقع عام 1991.
وقعت عدة مناوشات بين الجانبين في عهد الملك محمد السادس كانت قاب قوسين أو أدنى من المواجهة العسكرية، ففي عام 2016 شهدت منطقة الكركرات توتراً بين جبهة البوليساريو والمغرب، وتدخلت البعثة الأممية لتنظيم الاستفتاء بالصحراء الغربية (مينورسو) لمنع المواجهات، وسحب الطرفان قواتهما بعد دعوة الأمين العام للأمم المتحدة أنطونيو غوتيريش، وفي عام 2020 أغلق ناشطون صحراويون المعبر الحدودي الوحيد الذي افتتحه المغرب عام 2002 لإيصال منتجاته إلى غرب أفريقيا عبر الأراضي الموريتانية، ورد المغرب بإقامة حزام أمني وسواتر ترابية لتأمين تنقل الأشخاص والسلع عبر معبر الكركرات الحدودي، فيما أعلنت جبهة البوليساريو عن انتهاء وقف إطلاق النار الذي جرى التوصل إليه قبل ما يقرب من 30 عامًا.
في عام 2021 شدد الملك محمد السادس خلال خطابه بمناسبة ذكرى المسيرة الخضراء وبعد اعتراف الولايات المتحدة بالسيادة الكاملة للمغرب على الصحراء بحكم التاريخ والشرعية وبإرادة أبنائها والاعتراف الدولي وقال في خطابه:
| محمد السادس بن الحسن | نعتز بالقرار السيادي للولايات المتحدة التي اعترفت بالسيادة الكاملة للمغرب على صحرائه وهو نتيجة طبيعية للدعم المتواصل للإدارات الأميركية السابقة ودورها البناء من أجل تسوية هذه القضية، افتتاح أكثر من 24 دولة لقنصليات في مدينتي العيون والداخلة يؤكد الدعم الواسع الذي يحظى به الموقف المغربي لاسيما في محيطنا العربي والإفريقي. | محمد السادس بن الحسن |

يذكر أن قبول عضوية جبهة البوليساريو في منظمة الوحدة الأفريقية عام 1984 كان سببًا لانسحاب المغرب من المنظمة الذي استمر لما يقارب 3 عقود، إلى أن قُبلت عضوية المغرب مرة أخرى خلال قمة الاتحاد الإفريقي المنعقدة في العاصمة الإثيوبية أديس أبابا أواخر شهر يناير من سنة 2017 بطلب من الملك محمد السادس.

## الشؤون الإسلامية والدينية

مسجد الحسن الثاني في مدينة الدار البيضاء، أكبر مسجد في المغرب.

تعتبر المغرب دولة ذات أغلبية مسلمة، إذ يبلغ نسبة المسلمين فيها حوالي 99% من السكان ينتمون إلى الإسلام السني، وبذلك يحتل المغرب المرتبة التاسعة على مستوى العالم في نسبة عدد المسلمين إلى عدد السكان الكلي، هناك أيضا أقليات مسيحية ويهودية لا تزيد نسبتها عن 1% من السكان، هناك ما يقدر بـ 3000 إلى 3500 يهودي وما بين 2000 و 6000 مواطن مسيحي موزعين في جميع أنحاء البلاد، ومع ذلك تقدر الجمعية المغربية لحقوق الإنسان أن هناك 25 ألف مواطن مسيحي. وينص الدستور المغربي على أن الإسلام هو دين الدولة الذي يضمن للجميع حرية ممارسة العبادة.
ومنذ اعتلاءه العرش بذل الملك محمد السادس جهودًا كبيرة في مجال تعزيز التسامح الديني واهتم بتطوير وتعميق الحوار الإسلامي-المسيحي، كما أظهر حرصه الدائم على احتضان المسيحيين والاهتمام بهم، وتعزيز الاحترام بين كل الديانات مما جعل المغرب رائدًا عالميًا في مجال الحوار بين الأديان.

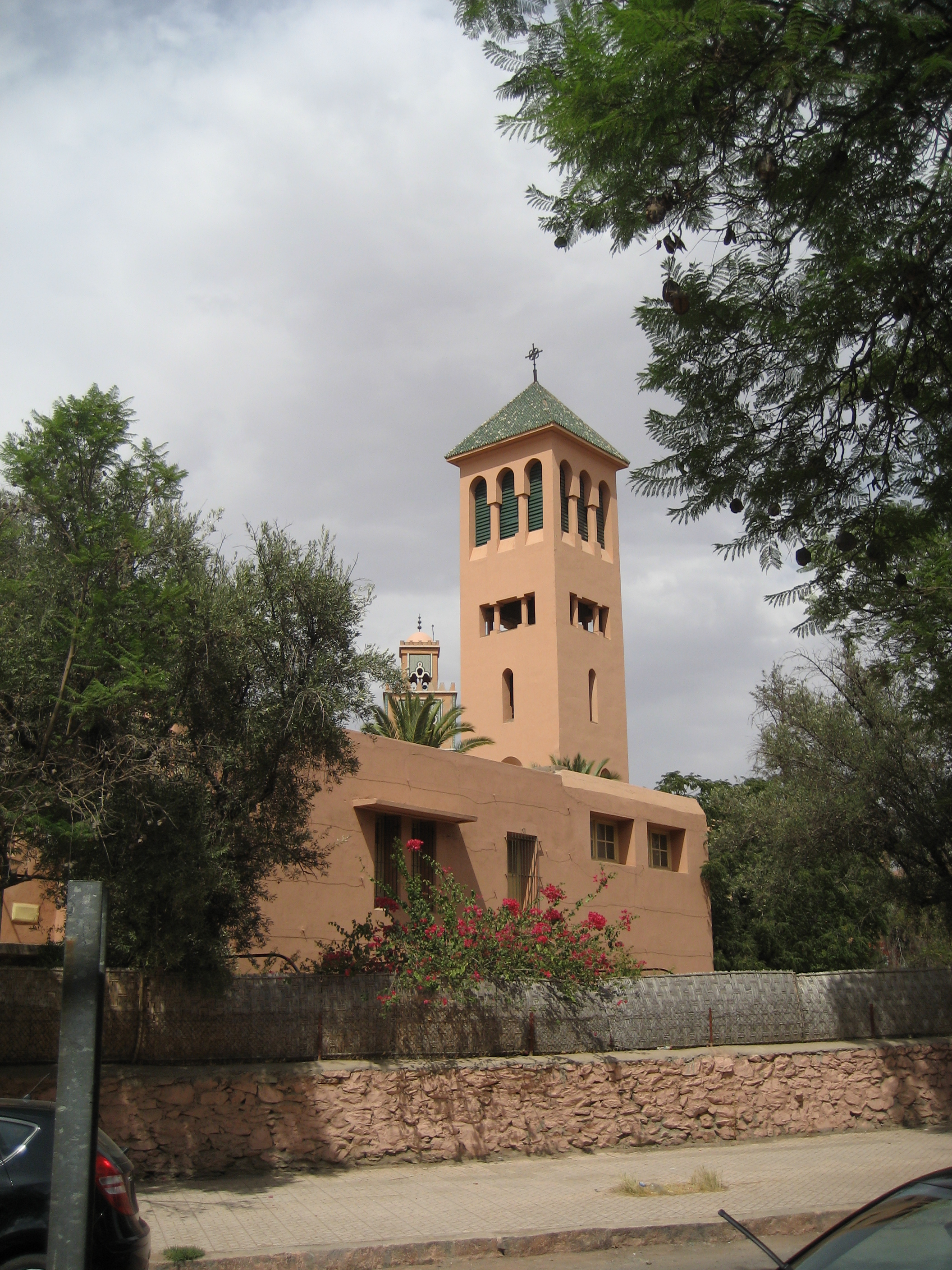
كنيسة الشهداء القديسين في مدينة مراكش.

في عام 2015؛ أصدر الملك محمد السادس قرارًا بإنشاء مؤسسة محمد السادس للعلماء الأفارقة، والتي تهدف إلى نشر قيم التسامح الديني ومحاربة الغلو والتطرف خدمة للتنمية في البلدان الأفريقية، وإيجاد إطار من التعاون بين علماء المغرب وعلماء البلدان الأفريقية من جهة، على ما يحفظ الدين من التحريف والتطرف، وما يجعل قيمه السمحة في خدمة الاستقرار والتنمية في هذه البلدان.

كما أمر الملك محمد السادس في عام 2016 بمراجعة مناهج وبرامج تدريس مادة التربية الإسلامية في مجموع مستويات التعليم المغربي، وذلك بهدف إعطاء أهمية أكبر للتربية والتنشئة على القيم الإسلامية السمحة. وجاءت هذه الخطوة على خلفية دعوات لمثقفين مغاربة دعت إلى تنقيح مقررات هذه المادة وإعادة الاعتبار للفلسفة والعلوم الإنسانية. وجاءت تعليمات الملك محمد السادس بعد عدد من الدعوات القديمة والجديدة التي حذرت من أن طريقة تدريس التربية الدينية في المدارس المغربية قد تؤدي إلى نزوعات متطرفة وتشجع على الإرهاب في بلد لديه أكثر من 1500 مقاتل في صفوف تنظيم الدولة الإسلامية وفكك أكثر من 150 خلية منذ سنة 2002.

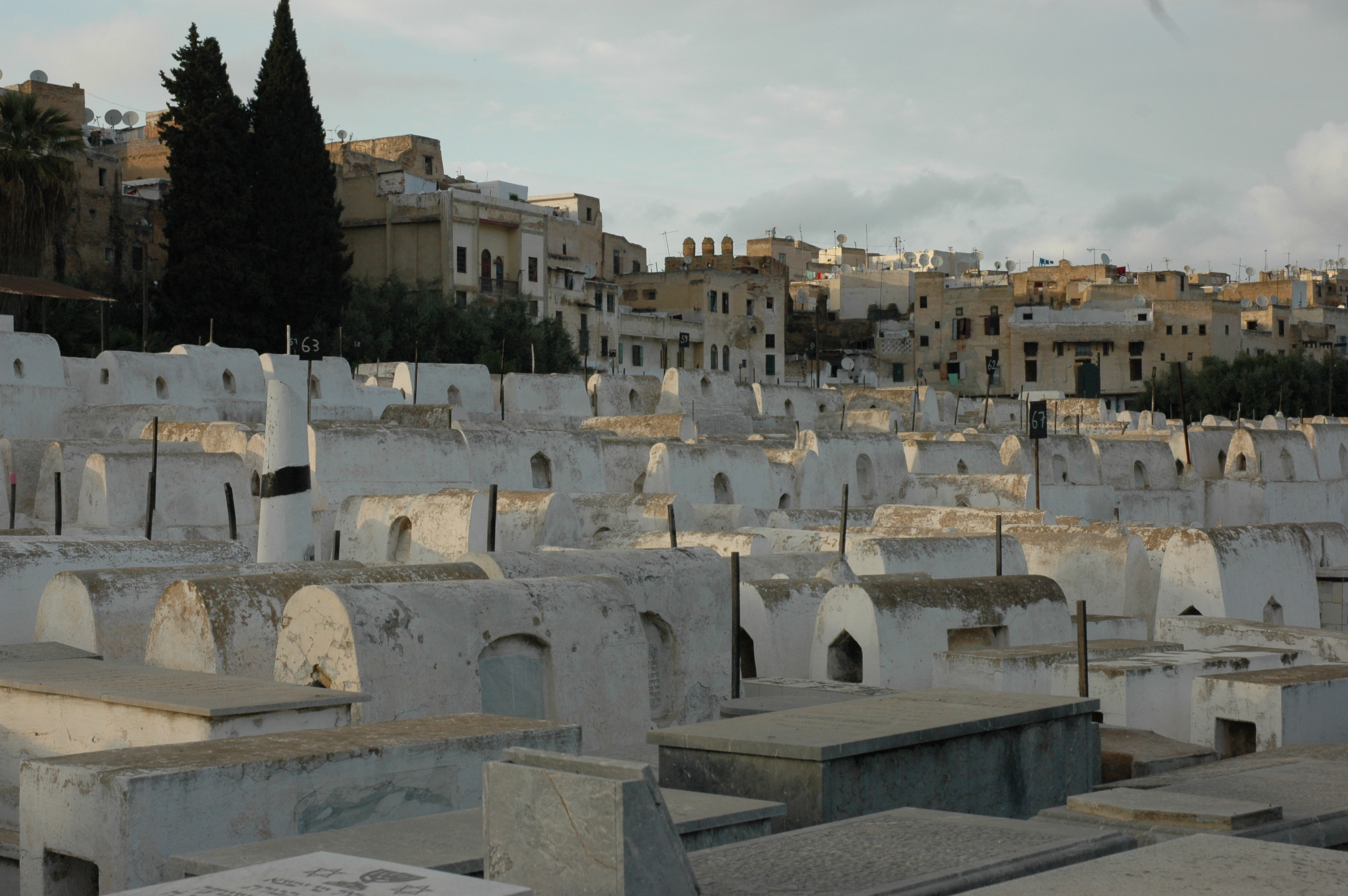
المقبرة اليهودية في فاس قرب حي الملاح.

كما أعلن الملك محمد السادس عن تبرع بلاده بمبلغ يقارب 2 مليون يورو من أجل إعادة ترميم كاتدرائية نوتردام في باريس بعد الحريق الهائل الذي التهم الكاتدرائية والذي سبب صدمة في العالم بأسره، حيث التهمت النيران أمام أنظار آلاف المارة الذين وقفوا عاجزين أمام الكارثة سقف الكاتدرائية وساعتها وقسما من قبّتها فيما كانت قيد الترميم .
في عام 2019 وجه الملك محمد السادس دعوة إلى البابا فرنسيس لزيارة المغرب تمحورت حول الحوار بين الأديان وقضايا المهاجرين، وتأتي هذه الزيارة بعد 34 عامًا تقريبًا على زيارة البابا يوحنا بولس الثاني إلى المغرب في صيف 1985، استقبل الملك محمد السادس البابا فرنسيس شخصيًا في المطار ثم توجها في موكب نحو مسجد حسان التاريخي المطل على نهر أبي رقراق في العاصمة المغربية. هدفت هذه الزيارة إلى إشاعة قيم الأخوة والسلم والتسامح بين الشعوب والأمم، وتعزيز الحوار والتفاهم والتعايش بين الديانات. ألقى الملك محمد السادس خطابًا بمناسبة زيارة البابا فرنسيس قال فيه:
| محمد السادس بن الحسن | قداسة البابا، أصحاب المعالي والسعادة، حضرات السيدات والسادة، تأتي زيارتكم للمغرب، في سياق يواجه فيه المجتمع الدولي، كما جميع المؤمنين، تحديات كثيرة، وهي تحديات من نوع جديد، تستمد خطورتها من خيانة الرسالة الإلهية وتحريفها واستغلالها، وذلك من خلال الانسياق وراء سياسة رفض الآخر، فضلا عن أطروحات دنيئة أخرى. وفي عالم يبحث عن مرجعياته وثوابته، فقد حرصت المملكة المغربية على الجهر والتشبث الدائم بروابط الأخوة، التي تجمع أبناء إبراهيم عليه السلام، كركيزة أساسية للحضارة المغربية، الغنية بتعدد وتنوع مكوناتها. ويشكل التلاحم الذي يجمع بين المغاربة، بغض النظر عن اختلاف معتقداتهم، نموذجا ساطعا في هذا المجال. فهذا التلاحم هو واقع يومي في المغرب. وهو ما يتجلى في المساجد والكنائس والبيع، التي ما فتئت تجاور بعضها البعض في مدن المملكة. وبصفتي ملك المغرب، وأمير المؤمنين، فإنني مؤتمن على ضمان حرية ممارسة الشعائر الدينية. وأنا بذلك أمير جميع المؤمنين، على اختلاف دياناتهم. وبهذه الصفة، لا يمكنني الحديث عن أرض الإسلام، وكأنه لا وجود هنا لغير المسلمين. فأنا الضامن لحرية ممارسة الديانات السماوية. وأنا المؤتمن على حماية اليهود المغاربة، والمسيحيين القادمين من الدول الأخرى، الذين يعيشون في المغرب. | محمد السادس بن الحسن |

كما قام المغرب في عام 2010 بمبادرة من الملك محمد السادس بإعادة تأهيل المقابر اليهودية، والتي استمرت أربع سنوات ورممت 167 موقعا بـ 14 منطقة في المغرب، وفي عام 2015 وشَّح العاهل المغربي ممثلي الديانات الثلاث (الإسلام والمسيحية واليهودية) في فرنسا بأوسمة رفيعة كنوع من نشر قيم التسامح والسلام بين أبناء الطوائف المختلفة.
يُذكر أن الملك محمد السادس كان قد مُنح من قبل (التحالف العالمي من أجل الأمل) في عام 2017 في نيويورك جائزة الاعتراف الخاص بالريادة لجهوده في النهوض بقيم التسامح والتقارب بين الثقافات، واعترافًا بالجهود التي يبذلها المغرب وعلى رأسه الملك محمد السادس في إشاعة قيم التسامح والانفتاح على الآخر.

## الأعمال الإنسانية والتنموية
مؤسسة محمد الخامس للتضامن
يترأس الملك محمد السادس (مؤسسة محمد الخامس للتضامن) التي باشر بعد توليه للعرش في سنة 1999 إلى تأسيسها، وهي من بين أولى الإجراءات التي دشنها على المستوى الاجتماعي تحت شعار (لنتحد ضد الحاجة)، إلا أن دورها في الحياة الاجتماعية أصبح بارزا أكثر بعد التمكن من تحقيق شراكات على مستوى الداخلي والخارجي والدفع بأهدافها. وهي مؤسسة ذات منفعة عمومية، أنشئت بمقتضى المرسوم الصادر في 5 يوليو 1999 لمحاربة الفقر والتهميش والإستثمار في ميادين التنمية الاجتماعية.
المساعدات الإنسانية
في يونيو عام 2020 أمر الملك محمد السادس بإرسال مساعدات طبية إلى عدة دول إفريقية لدعم جهودها في مكافحة كوفيد-19، واشتملت هذه المساعدات على المعدات الواقية التي صُنِّعَت في المغرب من قبل شركات مغربية، والمطابقة لمعايير منظمة الصحة العالمية. كما أمر الملك بإرسال مساعدات طبية عاجلة إلى تونس بعد تدهور الوضع الوبائي فيها بسبب الزيادة في عدد الإصابات والوفيات جراء فيروس كورونا المستجد.
وفي أغسطس عام 2020، أمر الملك محمد السادس بإرسال مساعدة طبية وإنسانية عاجلة للبنان إثر الانفجار الضخم الذي هز العاصمة بيروت وخلف عددًا كبيرًا من الضحايا وخسائر مادية بالغة، اشتملت المساعدات على كمية من الأدوية خاصة بالإسعافات الأولية، ومواد غذائية وخيامًا وأغطية لإيواء المتضررين وتجهيزات طبية للوقاية من (كوفيد-19)، وأصدر الملك تعليماته بإرسال وإقامة مستشفى طبي جراحي ميداني ببيروت، والذي تمكن بعد ثلاثة أشهر من العمل من تقديم 23 ألف و167 استشارة طبية لفائدة الجرحى، وأجرى بنجاح 431 تدخلًا جراحيًا و6433 تحليلًا تكميليًا، خاصة في البيولوجيا والطب الإشعاعي والتشخيص.
وفي مايو عام 2020 أمر الملك محمد السادس رئيس لجنة القدس بإرسال مساعدات إنسانية عاجلة للفلسطينيين في الضفة الغربية وقطاع غزة، وتألفت المساعدات من مواد غذائية أساسية وأدوية للعلاجات الطارئة وأغطية، للمساهمة في التخفيف من وطأة الظروف الصعبة على السكان.
وفي أكتوبر عام 2023، أمر الملك محمد السادس رئيس لجنة القدس بإرسال مساعدات إنسانية عاجلة. وشملت المساعدات الإنسانية كميات مهمة من المواد الغذائية والمستلزمات الطبية والمياه، للمساهمة في التخفيف من وطأة الظروف الصعبة التي يمر بها سكان غزة.

## النشاطات الثقافية والجوائز
جائزة محمد السادس الدولية في حفظ القرآن الكريم وترتيله وتجويده وتفسيره.
استحدثت هذه الجائزة سعياً من الوزارة إلى ربط الناشئة والشباب المسلم ذكورا وإناثا بالقرآن الكريم وتشجيعهم على إتقان حفظه وحسن تلاوته وفهم وتدبر معانيه.
جائزة محمد السادس للفكر والدراسات الإسلامية.

شعارمسابقة جوائز محمد السادس للقرآن الكريم.

في 22 يونيو 2001 أصدر الملك محمد السادس قرارا بإحداث "جائزة محمد السادس للفكر والدراسات الإسلامية، من أجل الحث على طلب العلم وتسخيره والاستفادة منه، وسعيا إلى تشجيع كافة الباحثين والدارسين وعموم المفكرين على الصعيد الوطني والدولي، وتحفيزهم على تقديم أفضل وأجود البحوث في مختلف فروع الدراسات الإسلامية، وغيرها مما يرتبط بالعلوم الشرعية والقضايا الفكرية التي تشغل بال الأمة الإسلامية، ورغبة في مكافأة الشخصيات الإسلامية العلمية البارزة التي خدمت الفكر الإسلامي وقدمت بحوثا ودراسات في مجال العلوم الشرعية.
جائزة محمد السادس لفن الزخرفة المغربية على الورق.
وهي جائزة سنوية لمكافأة أجود المزخرفين المغاربة المتفوقين، وتكريم كبارهم الذين بذلوا جهودا مخلصة في خدمة هذا النوع من الزخرفة والتعريف بها ونشرها.
جائزة محمد السادس لفن الحروفية.
استحدثت هذه الجائزة بناء على توجهات الملك محمد السادس بالحرص على الاهتمام بفنون الخط العربي التراثي منه والمعاصر، وكذا انطلاقًا من خصوصية فن الخط العربي التي بنيت على أسس جمالية متنية تواكب جميع العصور الفنية، مما أهله أن يكون عنصر استلهام في اللوحات التشكيلية الحديثة، وهو ما يعرف حاليا باسم فن الحروفية.
جائزة محمد السادس لفن الخط المغربي.
وهي جائزة سنوية لمكافأة أجود الخطاطين المغاربة المتفوقين، وتكريم كبارهم الذين بذلوا جهوداً مخلصة في خدمة هذا النوع من الخط والتعريف به ونشره.

## النشاطات الرياضية
في 20 ديسمبر 2022، استقبل الملك محمد السادس برفقة ولي العهد الأمير مولاي حسن والأمير مولاي رشيد أعضاء المنتخب الوطني لكرة القدم في قاعة العرش بالقصر الملكي في العاصمة الرباط عقب الإنجاز التاريخي الذي حققه الفريق في نهائيات كأس العالم 2022 التي أقيمت في قطر ووصوله إلى المركز الرابع. منح الملك محمد السادس رئيس اتحاد كرة القدم فوزي لقجع والمدير الفني للفريق وليد الركراكي وسام العرش من درجة قائد، فيما نال اللاعبون وسام العرش من درجة ضابط، كما تسلم أعضاء الطاقمين الفني والطبي أوسمة ملكية وحرص الملك على التقاط صور تذكارية مع أعضاء المنتخب وأمهات اللاعبين.

## جائحة كورونا
ذكر الملك محمد السادس أن المغرب في أزمة جائحة فيروس كورونا تمكن من تدبير حاجياته وتزويد الأسواق بالمواد الأساسية بكميات كافية وبطريقة عادية، وطالب العاهل المغربي بإحداث منظومة متكاملة للمخزون الاستراتيجي للمواد الأساسية الغذائية والصحية والطاقية، مع العمل على التحسين المستمر للحاجيات، بما يعزز الأمن الاستراتيجي المغربي. واقتصاديا، تحدث العاهل المغربي عن انتعاش الاقتصاد المغربي، وسط استمرار الآثار غير المسبوقة لأزمة فيروس كورونا، معلنا أن المغرب سيحقق نسبة نمو تفوق 5.5% في سنة 2021.
في يناير عام 2021 تلقى الملك محمد السادس الجرعة الأولى من اللقاح المضاد لفيروس كورونا الخميس ليعطي رسميًا إشارة انطلاق حملة التطعيم ضد الفيروس التاجي في بلاده. ووجه الملك محمد السادس خطابًا إلى الشعب المغربي في الذكرى الثانية والعشرين للجلوس على العرش، دعا فيها المغاربة إلى الالتزام الجدي بإجراءات مواجهة فيروس كورونا.
حضر الملك محمد السادس بالقصر الملكي بفاس مراسم توقيع اتفاقيات تتعلق بمشروع لتصنيع وتعبئة لقاح كورونا ولقاحات أخرى بالمغرب، ويهدف المشروع إلى إنتاج اللقاح المضاد لكوفيد ولقاحات أخرى رئيسية بالمملكة لتعزيز اكتفائها الذاتي.
كما أمر الملك محمد السادس بإرسال مساعدة طبية عاجلة إلى تونس، عقب تدهور الوضع الوبائي فيها بسبب الارتفاع الحاد في حالات العدوى والوفيات المرتبطة بفيروس كوفيد-19، وأرسل المغرب ثلاث طائرات عسكرية تحمل وحدتي إنعاش كاملتين ومستقلتين بطاقة إيوائية تبلغ 100 سرير، كما تشمل 100 جهاز تنفس ومولدين للأكسجين.
أعلن الملك محمد السادس خطة بقيمة 12,8 مليار دولار لإنعاش الاقتصاد والتصدي لتداعيات فيروس كورونا فضلا عن مشروع توفير الحماية الاجتماعية لجميع المغاربة خلال السنوات الخمس القادمة. وأوضح أن الجائحة كشفت عن جملة من «النقائص» لاسيما في المجال الاجتماعي وخصوصًا لدى الفئة الأكثر هشاشة، ولمواجهة تداعيات أزمة كوفيد-19 وقال : «نعتبر أن الوقت قد حان لإطلاق عملية حازمة، لتعميم التغطية الاجتماعية لجميع المغاربة، خلال الخمس سنوات المقبلة». يذكر أن المغرب قد استحدث نظام دعم مالي مؤقت يمتد على 3 أشهر لفائدة المتوقفين عن العمل في القطاعين المنظم وغير المنظم، استفادت منه قرابة 6 ملايين أسرة.

## حياته الشخصية

### نسبه
يعود نسب الملك محمد السادس إلى (الحسن بن علي بن أبي طالب) حفيد النبي محمد من ابنته فاطمة الزهراء، وينتمي الملك محمد السادس إلى سلالة العلويين الفيلاليين التي تحكم المغرب منذ القرن السابع عشر حتى اليوم ويلقب الحاكم منهم بأمير المؤمنين.
أما نسبه فهو محمد بن الحسن الثاني بن محمد بن يوسف بن الحسن بن محمد بن عبد الرحمن بن هشام بن محمد بن عبد الله الخطيب بن إسماعيل بن الشريف بن علي بن محمد بن علي بن يوسف بن علي بن الحسن بن محمد بن الحسن الداخل (أول من قدم المغرب من مدينة ينبع) بن القاسم بن محمد بن أبي القاسم بن محمد بن الحسن بن عبد الله بن محمد بن عرفة بن الحسن بن أبي بكر بن علي بن الحسن بن أحمد بن إسماعيل بن القاسم بن محمد النفس الزكية بن عبد الله الكامل بن الحسن المثنى بن الحسن بن علي بن أبي طالب بن عبدالمطلب بن هاشم.

### عائلته
والدة الملك محمد السادس هي لطيفة حمو التي تلقب بـ (أم الشرفاء) وقد ولدت باسم (فاطمة حمو) ولكن أطلق عليها اسم (لطيفة) تجنبًا للخلط بينها وبين (فاطمة) الزوجة الأولى للملك الحسن الثاني. أما إخوته الأشقاء فهم: شقيقته الكبرى الأميرة للا مريم (26 أغسطس 1962-)، والأميرة للا أسماء (29 سبتمبر 1965-)، والأميرة للا حسناء (19 نوفمبر 1967-)، وله شقيق واحد هو الأمير مولاي رشيد (20 يونيو 1970-).
في 21 مارس 2002؛ عقد الملك محمد السادس قرانه على سلمى بناني والتي أصبحت بزواجها منه تعرف باسم (الأميرة للا سلمى)، وأقيمت حفلات الزفاف لمدة ثلاثة أيام بالقصر الملكي بالرباط، أنجب الملك محمد السادس إبنين:
- الأمير الحسن بن محمد السادس (مولاي الحسن الثالث) (8 مايو 2003 -). والذي حمل لقب ولي العهد بمقتضى الدستور المغربي.[102]
- الأميرة خديجة بنت محمد السادس (28 فبراير 2007 -).[103]

### الحالة الصحية
كثيرا ما تطلق تساؤلات عديدة حول صحة الملك محمد السادس الذي يظهر الإرهاق على محياه في مشهد لم يعتد عليه المغاربة بهذه الحدة في السنوات الأخيرة، ويجمع العديد من النشطاء المغاربة على مواقع التواصل الاجتماعي أن الملك محمد السادس أصبح في السنوات الأخيرة يعاني من اعتلال في الصحة، لكنهم في ذات الوقت يشيدون برغبته الملحة على القيام بواجباته الملكية والقيادية التي تتطلبها البلاد في المناسبات والأوقات الصعبة والخاصة.
وقال نشطاء مغاربة على مواقع التواصل الاجتماعي، إن الملك محمد السادس يُرجح أنه يعيش مشاكل صحية انعكست على ملامح وجهه، الذي بدا عليه التعب بشكل واضح، الأمر الذي دفع بالعديد منهم إلى التساؤل عن أسباب ذلك، في حين بادر آخرون إلى الدعاء له وطلب الصحة والعافية لعاهل البلاد، كما يرى المتتبعون أيضا أن الملك محمد السادس لم يشأ على غرار عدد كبير من زعماء العالم إخفاء مشاكله الصحية أو التخفي في لحظات الإرهاق والأمراض، وظهر في العديد من المناسبات وعلامات المرض تبدو واضحة عليه، كما ظهر في صورة شهيرة وهو في مستشفى في العاصمة الفرنسية باريس بعد إجراء عملية جراحية.
في 26 فبراير 2018، أجرى الملك محمد السادس عملية جراحية ناجحة في باريس لإعادة انتظام إيقاع ضربات القلب وعودته إلى وضعه الطبيعي. وفي 29 سبتمبر 2019، أعلن الديوان الملكي خضوع الملك محمد السادس لفترة راحة طبية بعد إصابته بالتهاب الرئتين الفيروسي الحاد. تزامنا مع اعتزامه السفر إلى فرنسا للمشاركة في تشييع جثمان الرئيس الفرنسي السابق جاك شيراك، وبناء عليه تقرر أن ينوب عنه ولي العهد الأمير مولاي الحسن.
في 14 يونيو 2020، أجرى الملك محمد السادس عملية جراحية ثانية باستعمال تقنية موجات الراديو الكهرومغناطيسية في مصحة القصر الملكي في الرباط. بهدف إزالة اضطراب الإيقاع الأديني مرة أخرى.

### أعماله وثروته

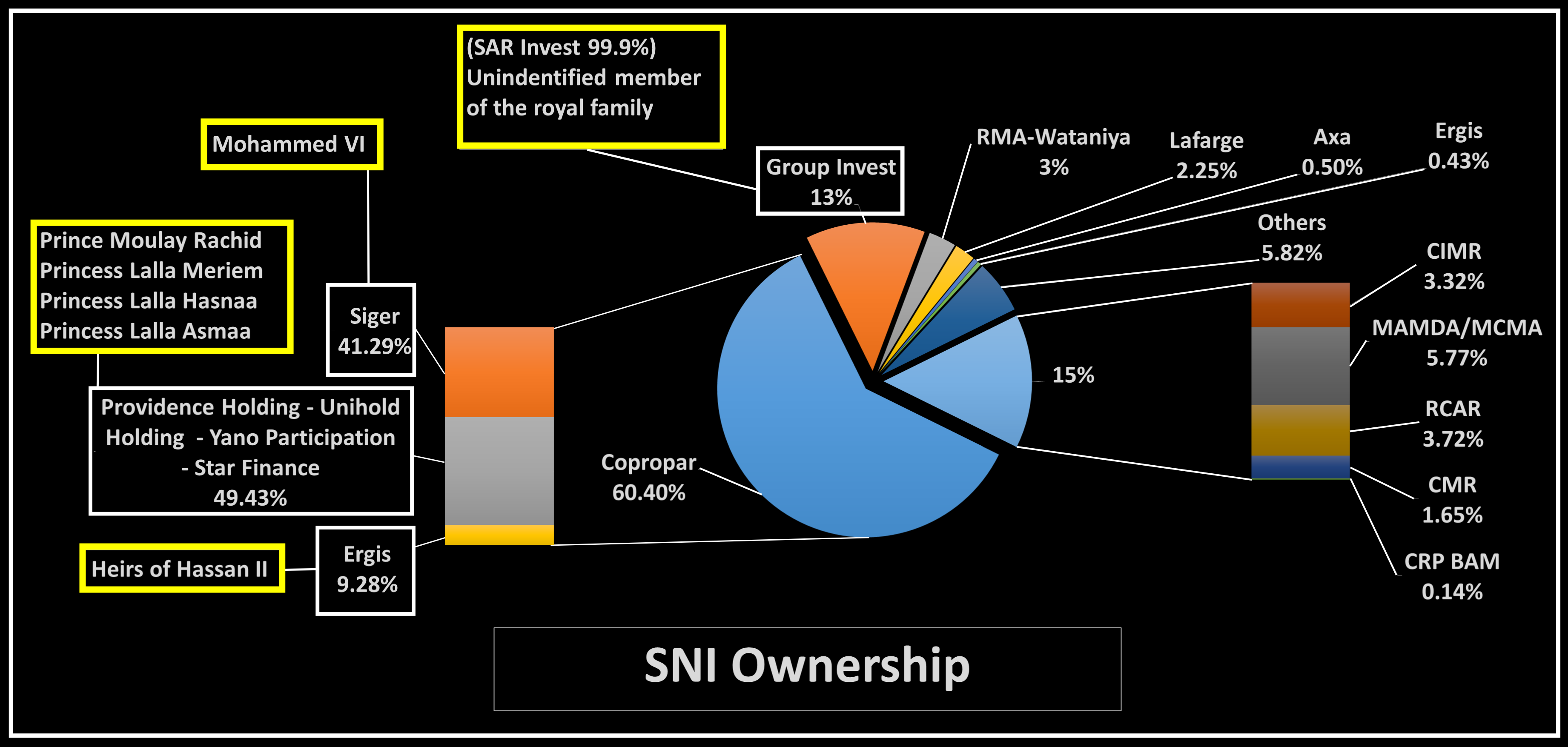
رسم تفصيلي يُبين ملكية القصر والشركات التي يُسيطر عليها اعتبارا من يونيو 2013.

يُعتبر محمد السادس شخصية مغربية رائدة في مجال المال والأعمال بغض النظر عن ملكيته للدولة المغربية، ففي عام 2015، قدرت مجلة فوربس أن ثروته تتجاوز قيمتها الـ 5.8 مليار دولار أمريكي، كما اعتبرت نفس المجلة أن العائلة المالكة المغربية واحدة من أغنى العائلات في العالم. وجنبا إلى جنب مع ثروته؛ فملك المغرب يملك الحصص الأغلبية في الشركة الوطنية للاستثمار (SNI) التي كانت في الأصل مملوكة للدولة ولكن دُمِجَت في عام 2013 مع مجموعة أونا لِتُصبح شركة قابضة تنشط في بورصة الدار البيضاء مما أدى إلى إلغاء ما يُعادل 50 مليار درهم (~6 مليار دولار أمريكي) كانت ستحصل عليها الحكومة المغربية كأرباح. وبذلك أصبحت الشركة تملك محفظة متنوعة تتألف من العديد من أهم الشركات في المغرب التي تعمل في مختلف القطاعات مثل التجاري وفا بنك (المجال المصرفي)، شركة مناجم (مجال التعدين)، شركة سومد (المجال السياحي/العقارات والموزع الحصري لشركة مازيراتي)، تأمين الوفاء (مجال التأمين)، مرجان (هايبر ماركت) (سلسلة هايبر ماركت)، إنوي (مجال الاتصالات السلكية واللاسلكية)، صوناصيد، لافارج المغرب (مجال الاسمنت المصنع)، سوبريام (الموزع الحصري لبيجو-سيتروين في المغرب)، مجموعة رينو (الموزع الحصري لرينو في المغرب) وناريفا (مجال الطاقة). وباتت SNI تمتلك العديد من شركات التغذية التي تُعد اليوم الموزع الرئيسي لمجموعة من المواد في المملكة، وكانت الـ SNI (الشركة الوطينة للاستثمار) قد باعت ما بين منتصف عام 2012 و 2013 مجموعة من الشركات من بينها لوسيور، بيمو وكوسيمار إلى جماعات وشركات ومستثمرين أجانب بمبلغ إجمالي بلغ قدره 1.37 مليار دولار (11.4 مليار درهم بما في ذلك 9.7 مليار درهم في عام 2013 و 1.7 مليار في عام 2012).
يُشار إلى أن الشركة الوطنية للاستثمار رفقة أونا (قبل الاندماج) كانا يملكان حصصا في شركات الجعة ويُصنعان المشروبات الكحولية الفخمة مثل هينيكن ثم يقومان بتوزيعها داخل البلاد.
يملك محمد السادس أيضا إحدى الشركات الرائدة في مجال الإنتاج الزراعي فهو مالك الأرض في المغرب وبالتالي فالزراعة معفاة من الضرائب. كما يملك الشركة القابضة سيجر التي بدورها تملك أسهم في المجموعة الزراعية الكبيرة والتي أسسها الحسن الثاني. في عام 2008 قدرت تيل كيل أن إيرادات المجموعة الزراعية الكبيرة قد تجاوزت الـ 157 مليون دولار (1.5 مليار درهم) مع إجمالي 170,000 طن من الحمضيات التي صُدِّرَت تلك السنة إلى الخارج؛ ووفقا لنفس المجلة فإن الشركة تمتلك أزيد من 12.000 هكتار من الأراضي الزراعية. كما يملك محمد السادس شركة الشرقي (أو الشرگي) وهي شركة مصنعة لمنتجات الألبان وتُعد العلامة التجارية الأكثر تميزا في المجموعة. ما بين 1994 و 2004، كانت تُدار المجموعة من قبل محمد السادس وخالد بنحبريت زوج الأميرة للا حسناء الذي يملك أيضا «ملعب الغولف الملكي بمراكش» والذي تعود ملكيته أصلا إلى التهامي الكلاوي.
ذكرت مجلة فوربس الأمريكية أن ميزانية القصور الملكية المغربية تتعدى الـ 960,000 دولار وتُدفع من قبل الدولة المغربية كجزء من الـ 2.576 مليار درهم سنويا التي تُخصص للميزانية اعتبارا من عام 2014.

## الجدل

### العفو الملكي
بتاريخ 2 أغسطس 2013، اندلعت موجة من الاحتجاجات في جموع المملكة المغربية عقب عفو ملكي جماعي أقره الملك محمد السادس عن 48 سجين إسباني، من بينهم سجين إسباني، ذي الأصول العراقية، المدان بثلاثين سنة سجنا نافذة عام 2011، لارتكابه جرائم اقترنت بأفعال عنف جرت أطوارها سنة 2008 في مدينة القنيطرة، بعد حصول أحد الأشخاص على أشرطة وصور من حاسوبه الشخصي، توثق لتلك الأفعال الجرمية. أدت موجة الاحتجاجات والاعتصامات التي شارك فيها الالاف من المغاربة إلى إلغاء العفو الملكي واعتقال دانيال مرة أخرى في إسبانيا.

### مزاعم الفساد
كانت السفارة الأمريكية في الرباط قد أبلغت واشنطن في برقية مسربة أن «الفساد منتشر في جميع مستويات المجتمع المغربي»، وقد زُعم أن الفساد يسري في صفوف الأعلام الرفيعة وذات الشأن في المغرب؛ قد سربت مجموعة من الوثائق حصلت عليها صحيفة الجارديان ونشرتها في وقت لاحق تُؤكد على تورط سياسيين في العديد من القضايا المشكوك فيها أصلا، ؛ الوثائق كشفت على استثمارات كبيرة في المملكة قام بها ثلاثة أشخاص فقط وهم يعملون لصالح شركة تنفيذية تابعة للعائلة المالكة في المغرب؛ كما كشفت الوثائق على أسماء هؤلاء المستثمرين وهم منير الماجيدي الصديق المقرب من الملك ثم المستشار السابق له وزميله في نفس الوقت فؤاد عالي الهمة الذي عقد عدة اجتماعات مع مستثمرين محتملين في إحدى دول الخليج بينما لم يُكْشَف على الاسم الثالث وقد أكدت ويكيليكس على أن الفساد منتشر كثيرًا في المغرب ويُؤثر بصورة خاصة على قطاع الإسكان. في أبريل 2016، تورط اسم منير الماجيدي مجددا في القضايا المشبوهة لكن هذه المرة في وثائق بنما.

## أعماله الأدبية
- كتاب (انبعاث أمة): من منشورات القصر الملكي، أشرف على إعداده عبد الحق المريني مؤرخ المملكة الناطق الرسمي باسم القصر الملكي، وينقسم الكتاب إلى ثلاثة أقسام، يتعلق أولها بخطب وأنشطة الملك محمد السادس، وثانيها بأنشطة الأمراء والأميرات، وثالثها بشؤون وطنية وقضايا ديبلوماسية، ويضم الكتاب عددًا من البرقيات التي بعث بها الملك محمد السادس إلى ملوك ورؤساء الدول في مختلف المناسبات، وكذا البرقيات التي أُرسلت إليه، والرسائل التي وجهها إلى المشاركين في عدد من التظاهرات الوطنية والدولية.[125]

## الألقاب والأوسمة والجوائز

### الأوسمة
| السنة          | الدولة                   | التكريم |
| -------------- | ------------------------ | --- |
| 7 يوليو 1977   | الغابون                  | وسام النجمة الإستوائية من درجة ضابط كبير |
| 2 يونيو 1979   | إسبانيا                  | وسام الاستحقاق المدني |
| 27 أكتوبر 1980 | المملكة المتحدة          | وسام الفارس الفخري للصليب الأعظم الملكي الفيكتوري لبريطانيا العظمى وأيرلندا الشمالية. |
| 23 يونيو 1986  | إسبانيا                  | وسام الصليب الأعظم للملك تشارلز الثالث. |
| أغسطس 1987     | تونس                     | وسام الجمهورية. |
| 18 مارس 1997   | إيطاليا                  | وسام استحقاق الجمهورية الإيطالية. |
| 13 أغسطس 1998  | البرتغال                 | وسام أفيز. |
| 19 مارس 2000   | فرنسا                    | وسام جوقة الشرف الفرنسي. |
| 1 مارس 2000    | الأردن                   | قلادة الحسين بن علي. |
| 11 أبريل 2000  | أيطاليا                  | وسام استحقاق الجمهورية الإيطالية، من رئيس جمهورية إيطاليا. |
| 26 أبريل 2000  | موريتانيا                | الوشاح الكبير للإستحقاق الوطني. |
| مايو 2000      | تونس                     | القلادة الكبرى لوسام السابع من نوفمبر. |
| 14 يونيو 2000  | مالي                     | الحمالة الكبرى للوسام الوطني المالي. |
| 16 سبتمبر 2000 | إسبانيا                  | وسام إيزابيلا الكاثوليكية. |
| 9 أبريل 2001   | سوريا                    | وسام أمية الوطني من درجة الوشاح الأكبر. |
| 13 يونيو 2001  | لبنان                    | وسام الاستحقاق اللبناني من الدرجة الاستثنائية |
| 29 يونيو 2001  |                          | قلادة (أبي بكر الصديق) من قبل الحركة الدولية للصليب الأحمر والهلال الأحمر التي تعتبر أعلى وسام للمنظمة وذلك تقديرًا منها لدور الملك محمد السادس في العمل الإنساني والخيري وتضامنه مع الفئات المعوزة. |
| 28 يوليو 2001  | البحرين                  | وسام خليفة. |
| 21 يناير 2002  | الولايات المتحدة         | وسام النجمة الفضية |
| 22 أكتوبر 2002 | الكويت                   | قلادة مبارك الكبير. |
| 25 أكتوبر 2002 | قطر                      | وسام الاستقلال. |
| 28 أكتوبر 2002 | مصر                      | قلادة النيل العظمى. |
| 19 يوليو 2003  | باكستان                  | نيشان باكستان. |
| 17 يونيو 2004  | الكاميرون                | وسام الصليب الأعظم للشجاعة. |
| 21 يونيو 2004  | الغابون                  | وسام الصليب الأعظم. |
| 24 يونيو 2004  | النيجر                   | وسام الصليب الأعظم لجمهورية النيجر |
| 5 أكتوبر 2004  | بلجيكا                   | وسام ليوبولد |
| 26 نوفمبر 2004 | البرازيل                 | قلادة وسام الصليب الجنوبي |
| 1 ديسمبر 2004  | البيرو                   | قلادة الشرف من كونغرس البيرو. |
| 3 ديسمبر 2004  | تشيلي                    | قلادة نيشان برناردو أوهيغينز |
| 7 ديسمبر 2004  | الأرجنتين                | الصليب الكبير لوسام المحرر الجنرال سان مارتين |
| 14 يناير 2005  | إسبانيا                  | قلادة نيشان كارلوس الثالث |
| 11 فبراير 2005 | المكسيك                  | Grand Collar of the Order of the Aztec Eagle of Mexico |
| 1 مارس 2005    | بوركينا فاسو             | Grand Cross of the Order of Burkinabé of Burkina Faso |
| 28 نوفمبر 2005 | اليابان                  | Supreme Collar of the Order of the Chrysanthemum of Japan |
| 20 فبراير 2006 | غامبيا                   | Grand Commander of the Order of the Republic of the Gambia. |
| 22 فبراير 2006 | جمهورية الكونغو          | Grand Cross of the Order of Merit of the Congo of the Republic of Congo. |
| 28 فبراير 2006 | جمهورية الكونغو          | Grand Cross of the Order of the National Hero of the Democratic Republic of the Congo of Congo-Kinshasa                                                                                             |
| 14 مايو 2007   | لاتفيا                   | Commander Grand Cross with Chain of the Order of the Three Stars of Latvia. |
| 18 مايو 2007   | المملكة العربية السعودية | وسام الملك عبد العزيز آل سعود. |
| 17 أبريل 2009  | غينيا الاستوائية         | Grand Collar of the Order of Independence of Equatorial Guinea |
| 31 مايو 2014   | تونس                     | وسام الجمهورية من الرئيس التونسي المنصف المرزوقي. |
| 2015           | ساحل العاج               | وسام ساحل العاج الوطني. |
| 4 مايو 2015    | الإمارات العربية المتحدة | وسام زايد. |
| 2016           | مدغشقر                   | وسام الصليب الأعظم |
| 28 يونيو 2016  | البرتغال                 | Grand Collar of the Military Order of Saint James of the Sword of Portugal |
| 17 فبراير 2017 | غانا                     | Companion of the Order of the Star of Ghana. |
| 24 مايو 2017   | فرنسا                    | Grand Cross of the Order of La Pléiade |
| 16 يناير 2021  | الولايات المتحدة         | وسام الاستحقاق من الدرجة الأولى من الرئيس الأمريكي دونالد ترامب. |

كما حاز الملك على عدد كبير من الجوائز والميداليات الرفيعة من قبل هيئات برلمانية ومنظمات دولية وغير حكومية، من بينها :
- جائزة الجمعية الدولية للرياضة بدون عنف (11 سبتمبر 1983)
- الحمالة الكبرى للجمهورية التونسية في أغسطس 1987.
- ميداليتين ذهبيتين منحتهما المجلة الرياضية (بطل إفريقيا) التي تصدر باللغتين الفرنسية والإنجليزية برسم سنتي 1988 و 1989.
- الجائزة الفخرية (من أجل غرناطة 1999) من قبل مجموعات المحطات الإذاعية «لاكاديناسير» بغرناطة في ديسمبر 1999.
- الدكتوراه الفخرية من جامعة جورج واشنطن الأمريكية ، 22 يونيو 2000.
- جائزة (هيلير كيلير) (منظمة أمريكية تضطلع بمهام الأعمال الإجتماعية وخاصة ما يتعلق بمساعدة فاقدي البصر) في 17 يوليو 2000.
- جائزة (عبد الرحمان الداخل) التي منحتها بلدية ألمونيكا بإسبانيا والتي تسلم لكبار الشخصيات التي تقوم بمجهودات جبارة من أجل توطيد العلاقات العربية الأوروبية، 27 نوفمبر 2000.
- درع الايسيسكو الذي يعد أكبر وسام تمنحه المنظمة الإسلامية للتربية والعلوم والثقافة إلى رِؤساء الدول الأعضاء (7 ديسمبر 2000).

## روابط خارجية
- محمد السادس بن الحسن على موقع الموسوعة البريطانية (الإنجليزية)
- محمد السادس بن الحسن على موقع مونزينجر (الألمانية)
- محمد السادس بن الحسن على موقع إن إن دي بي (الإنجليزية)

| \| \| \| \| \| \| \| \| \| \| \| \| \| \| \| \| \| \| \| \| \| \| \| \| \| \| \| الشريف بن علي1 \| \| \| \| \| \| \| \| \| \| \| \| \| \| \| \| \| \| \| \| \| \| \| \| \| \| \| \| \| \| \| \| \| \| \| \| \| \| \| \| \| \| \| \| \| \| \| \| \| \| \| \| \| \| \| \| \| \| \| \| \| \| \| \| \| \| \| \| \| \| \| \| \| \| \| \| \| \| \| \| \| \| \| \| \| \| \| \| \| \| \| \| \| \| \| \| \| \| \| \| \| \| \| \| \| \| \| \| \| \| \| \| \| \| \| \| \| \| \| \| \| \| \| \| \| \| \| \| \| \| \| \| \| \| \| \| \| \| \| \| \| \| \| \| \| \| \| \| \| \| \| \| \| \| \| \| \| \| \| \| \| \| \| \| \| \| \| \| \| \| \| \| \| \| \| \| \| \| \| \| \| \| \| \| \| \| \| \| \| \| \| \| \| \| \| \| \| \| \| \| \| \| \| \| \| \| \| \| \| \| \| \| \| \| \| \| \| \| \| \| \| \| \| مولاي إسماعيل4 \| مولاي إسماعيل4 \| مولاي إسماعيل4 \| مولاي إسماعيل4 \| مولاي إسماعيل4 \| مولاي إسماعيل4 \| \| \| الرشيد بن الشريف3 \| الرشيد بن الشريف3 \| الرشيد بن الشريف3 \| الرشيد بن الشريف3 \| الرشيد بن الشريف3 \| الرشيد بن الشريف3 \| \| \| محمد بن الشريف2 \| محمد بن الشريف2 \| محمد بن الشريف2 \| محمد بن الشريف2 \| محمد بن الشريف2 \| محمد بن الشريف2 \| \| \| \| \| \| \| \| \| \| \| \| \| \| \| \| \| \| \| \| \| \| \| \| \| \| \| \| \| \| \| \| \| \| \| \| \| \| \| \| \| \| \| \| \| \| \| \| \| \| \| \| \| \| \| \| مولاي إسماعيل4 \| مولاي إسماعيل4 \| مولاي إسماعيل4 \| مولاي إسماعيل4 \| مولاي إسماعيل4 \| مولاي إسماعيل4 \| \| \| الرشيد بن الشريف3 \| الرشيد بن الشريف3 \| الرشيد بن الشريف3 \| الرشيد بن الشريف3 \| الرشيد بن الشريف3 \| الرشيد بن الشريف3 \| \| \| محمد بن الشريف2 \| محمد بن الشريف2 \| محمد بن الشريف2 \| محمد بن الشريف2 \| محمد بن الشريف2 \| محمد بن الشريف2 \| \| \| \| \| \| \| \| \| \| \| \| \| \| \| \| \| \| \| \| \| \| \| \| \| \| \| \| \| \| \| \| \| \| \| \| \| \| \| \| \| \| \| \| \| \| \| \| \| \| \| \| \| \| \| \| \| \| \| \| \| \| \| \| \| \| \| \| \| \| \| \| \| \| \| \| \| \| \| \| \| \| \| \| \| \| \| \| \| \| \| \| \| \| \| \| \| \| \| \| \| \| \| \| \| \| \| \| \| \| \| \| \| \| \| \| \| المستضيئ بن إسماعيل12/16/18 \| المستضيئ بن إسماعيل12/16/18 \| المستضيئ بن إسماعيل12/16/18 \| المستضيئ بن إسماعيل12/16/18 \| المستضيئ بن إسماعيل12/16/18 \| المستضيئ بن إسماعيل12/16/18 \| \| \| عبد الملك بن إسماعيل6 \| عبد الملك بن إسماعيل6 \| عبد الملك بن إسماعيل6 \| عبد الملك بن إسماعيل6 \| عبد الملك بن إسماعيل6 \| عبد الملك بن إسماعيل6 \| \| \| عبد الله بن إسماعيل8/10/13/15/17/19 \| عبد الله بن إسماعيل8/10/13/15/17/19 \| عبد الله بن إسماعيل8/10/13/15/17/19 \| عبد الله بن إسماعيل8/10/13/15/17/19 \| عبد الله بن إسماعيل8/10/13/15/17/19 \| عبد الله بن إسماعيل8/10/13/15/17/19 \| \| \| علي زين العابدين14 \| علي زين العابدين14 \| علي زين العابدين14 \| علي زين العابدين14 \| علي زين العابدين14 \| علي زين العابدين14 \| \| \| أحمد بن إسماعيل7/5 \| أحمد بن إسماعيل7/5 \| أحمد بن إسماعيل7/5 \| أحمد بن إسماعيل7/5 \| أحمد بن إسماعيل7/5 \| أحمد بن إسماعيل7/5 \| \| \| محمد بن إسماعيل11 \| محمد بن إسماعيل11 \| محمد بن إسماعيل11 \| محمد بن إسماعيل11 \| محمد بن إسماعيل11 \| محمد بن إسماعيل11 \| \| \| علي بن إسماعيل9 \| علي بن إسماعيل9 \| علي بن إسماعيل9 \| علي بن إسماعيل9 \| علي بن إسماعيل9 \| علي بن إسماعيل9 \| \| \| \| \| \| \| \| \| \| \| \| \| \| \| \| \| \| \| \| \| \| \| \| المستضيئ بن إسماعيل12/16/18 \| المستضيئ بن إسماعيل12/16/18 \| المستضيئ بن إسماعيل12/16/18 \| المستضيئ بن إسماعيل12/16/18 \| المستضيئ بن إسماعيل12/16/18 \| المستضيئ بن إسماعيل12/16/18 \| \| \| عبد الملك بن إسماعيل6 \| عبد الملك بن إسماعيل6 \| عبد الملك بن إسماعيل6 \| عبد الملك بن إسماعيل6 \| عبد الملك بن إسماعيل6 \| عبد الملك بن إسماعيل6 \| \| \| عبد الله بن إسماعيل8/10/13/15/17/19 \| عبد الله بن إسماعيل8/10/13/15/17/19 \| عبد الله بن إسماعيل8/10/13/15/17/19 \| عبد الله بن إسماعيل8/10/13/15/17/19 \| عبد الله بن إسماعيل8/10/13/15/17/19 \| عبد الله بن إسماعيل8/10/13/15/17/19 \| \| \| علي زين العابدين14 \| علي زين العابدين14 \| علي زين العابدين14 \| علي زين العابدين14 \| علي زين العابدين14 \| علي زين العابدين14 \| \| \| أحمد بن إسماعيل7/5 \| أحمد بن إسماعيل7/5 \| أحمد بن إسماعيل7/5 \| أحمد بن إسماعيل7/5 \| أحمد بن إسماعيل7/5 \| أحمد بن إسماعيل7/5 \| \| \| محمد بن إسماعيل11 \| محمد بن إسماعيل11 \| محمد بن إسماعيل11 \| محمد بن إسماعيل11 \| محمد بن إسماعيل11 \| محمد بن إسماعيل11 \| \| \| علي بن إسماعيل9 \| علي بن إسماعيل9 \| علي بن إسماعيل9 \| علي بن إسماعيل9 \| علي بن إسماعيل9 \| علي بن إسماعيل9 \| \| \| \| \| \| \| \| \| \| \| \| \| \| \| \| \| \| \| \| \| \| \| \| \| \| \| \| \| \| \| \| \| \| \| \| \| \| \| \| محمد الثالث20 \| \| \| \| \| \| \| \| \| \| \| \| \| \| \| \| \| \| \| \| \| \| \| \| \| \| \| \| \| \| \| \| \| \| \| \| \| \| \| \| \| \| \| \| \| \| \| \| \| \| \| \| \| \| \| \| \| \| \| \| \| \| \| \| \| \| \| \| \| \| \| \| \| \| \| \| \| \| \| \| \| \| \| \| \| \| \| \| \| \| \| \| \| \| \| \| \| \| \| \| \| \| \| \| \| \| \| \| \| \| \| \| \| \| \| \| \| \| \| \| \| \| \| \| \| \| \| \| \| \| \| \| \| \| \| \| \| \| \| \| \| \| \| \| \| \| \| \| \| \| \| \| \| \| \| \| \| \| \| \| \| \| \| \| \| \| \| \| \| \| \| \| \| \| \| \| \| \| \| \| \| \| \| \| \| \| \| \| \| \| \| \| \| \| \| \| \| \| \| \| \| \| \| \| \| \| \| \| \| \| \| \| \| \| \| \| \| \| \| \| \| \| \| اليزيد بن محمد21 \| اليزيد بن محمد21 \| اليزيد بن محمد21 \| اليزيد بن محمد21 \| اليزيد بن محمد21 \| اليزيد بن محمد21 \| \| \| هشام بن محمد \| هشام بن محمد \| هشام بن محمد \| هشام بن محمد \| هشام بن محمد \| هشام بن محمد \| \| \| مولاي سليمان22 \| مولاي سليمان22 \| مولاي سليمان22 \| مولاي سليمان22 \| مولاي سليمان22 \| مولاي سليمان22 \| \| \| \| \| \| \| \| \| \| \| \| \| \| \| \| \| \| \| \| \| \| \| \| \| \| \| \| \| \| \| \| \| \| \| \| \| \| \| \| \| \| \| \| \| \| \| \| \| \| \| \| \| \| \| \| اليزيد بن محمد21 \| اليزيد بن محمد21 \| اليزيد بن محمد21 \| اليزيد بن محمد21 \| اليزيد بن محمد21 \| اليزيد بن محمد21 \| \| \| هشام بن محمد \| هشام بن محمد \| هشام بن محمد \| هشام بن محمد \| هشام بن محمد \| هشام بن محمد \| \| \| مولاي سليمان22 \| مولاي سليمان22 \| مولاي سليمان22 \| مولاي سليمان22 \| مولاي سليمان22 \| مولاي سليمان22 \| \| \| \| \| \| \| \| \| \| \| \| \| \| \| \| \| \| \| \| \| \| \| \| \| \| \| \| \| \| \| \| \| \| \| \| \| \| \| \| \| \| \| \| \| \| \| \| \| \| \| \| \| \| \| \| \| \| \| \| \| \| \| \| مولاي عبد الرحمان23 \| \| \| \| \| \| \| \| \| \| \| \| \| \| \| \| \| \| \| \| \| \| \| \| \| \| \| \| \| \| \| \| \| \| \| \| \| \| \| \| \| \| \| \| \| \| \| \| \| \| \| \| \| \| \| \| \| \| \| \| \| \| \| \| \| \| \| \| \| \| \| \| \| \| \| \| \| \| \| \| \| \| \| \| \| \| \| \| \| \| \| \| \| \| \| \| \| \| \| \| \| \| \| \| \| \| \| \| \| \| \| \| \| \| \| \| \| \| \| \| \| \| \| \| \| \| \| \| \| \| \| \| \| \| \| \| \| \| \| \| \| \| \| \| \| \| \| \| \| \| \| \| \| \| محمد الرابع24 \| \| \| \| \| \| \| \| \| \| \| \| \| \| \| \| \| \| \| \| \| \| \| \| \| \| \| \| \| \| \| \| \| \| \| \| \| \| \| \| \| \| \| \| \| \| \| \| \| \| \| \| \| \| \| \| \| \| \| \| \| \| \| \| \| \| \| \| \| \| \| \| \| \| \| \| \| \| \| \| \| \| \| \| \| \| \| \| \| \| \| \| \| \| \| \| \| \| \| \| \| \| \| \| \| \| \| \| \| \| \| \| \| \| \| \| \| \| \| \| \| \| \| \| \| \| \| \| \| \| \| \| \| \| \| \| \| \| \| \| \| \| \| \| \| \| \| \| \| \| \| \| \| \| الحسن الأول25 \| \| \| \| \| \| \| \| \| \| \| \| \| \| \| \| \| \| \| \| \| \| \| \| \| \| \| \| \| \| \| \| \| \| \| \| \| \| \| \| \| \| \| \| \| \| \| \| \| \| \| \| \| \| \| \| \| \| \| \| \| \| \| \| \| \| \| \| \| \| \| \| \| \| \| \| \| \| \| \| \| \| \| \| \| \| \| \| \| \| \| \| \| \| \| \| \| \| \| \| \| \| \| \| \| \| \| \| \| \| \| \| \| \| \| \| \| \| \| \| \| \| \| \| \| \| \| \| \| \| \| \| \| \| \| \| \| \| \| \| \| \| \| \| \| \| \| \| \| \| \| \| \| \| \| \| \| \| \| \| \| \| \| \| \| \| \| \| \| \| \| \| \| \| \| \| \| \| \| \| \| \| \| \| \| \| \| \| \| \| \| \| \| \| \| \| \| \| \| \| \| \| \| \| \| \| \| \| \| \| \| \| \| \| \| \| \| \| \| \| \| \| \| يوسف بن الحسن28 \| يوسف بن الحسن28 \| يوسف بن الحسن28 \| يوسف بن الحسن28 \| يوسف بن الحسن28 \| يوسف بن الحسن28 \| \| \| عبد الحفيظ بن الحسن27 \| عبد الحفيظ بن الحسن27 \| عبد الحفيظ بن الحسن27 \| عبد الحفيظ بن الحسن27 \| عبد الحفيظ بن الحسن27 \| عبد الحفيظ بن الحسن27 \| \| \| عبد العزيز بن الحسن26 \| عبد العزيز بن الحسن26 \| عبد العزيز بن الحسن26 \| عبد العزيز بن الحسن26 \| عبد العزيز بن الحسن26 \| عبد العزيز بن الحسن26 \| \| \| \| \| \| \| \| \| \| \| \| \| \| \| \| \| \| \| \| \| \| \| \| \| \| \| \| \| \| \| \| \| \| \| \| \| \| \| \| \| \| \| \| \| \| \| \| \| \| \| \| \| \| \| \| يوسف بن الحسن28 \| يوسف بن الحسن28 \| يوسف بن الحسن28 \| يوسف بن الحسن28 \| يوسف بن الحسن28 \| يوسف بن الحسن28 \| \| \| عبد الحفيظ بن الحسن27 \| عبد الحفيظ بن الحسن27 \| عبد الحفيظ بن الحسن27 \| عبد الحفيظ بن الحسن27 \| عبد الحفيظ بن الحسن27 \| عبد الحفيظ بن الحسن27 \| \| \| عبد العزيز بن الحسن26 \| عبد العزيز بن الحسن26 \| عبد العزيز بن الحسن26 \| عبد العزيز بن الحسن26 \| عبد العزيز بن الحسن26 \| عبد العزيز بن الحسن26 \| \| \| \| \| \| \| \| \| \| \| \| \| \| \| \| \| \| \| \| \| \| \| \| \| \| \| \| \| \| \| \| \| \| \| \| \| \| \| \| \| \| \| \| \| \| \| \| \| \| \| \| \| \| \| \| محمد الخامس29 \| \| \| \| \| \| \| \| \| \| \| \| \| \| \| \| \| \| \| \| \| \| \| \| \| \| \| \| \| \| \| \| \| \| \| \| \| \| \| \| \| \| \| \| \| \| \| \| \| \| \| \| \| \| \| \| \| \| \| \| \| \| \| \| \| \| \| \| \| \| \| \| \| \| \| \| \| \| \| \| \| \| \| \| \| \| \| \| \| \| \| \| \| \| \| \| \| \| \| \| \| \| \| \| \| \| \| \| \| \| \| \| \| \| \| \| \| \| \| \| \| \| \| \| \| \| \| \| \| \| \| \| \| \| \| \| \| \| \| \| \| \| \| \| \| \| للا فاطمة بنت القائد أمهروق \| للا فاطمة بنت القائد أمهروق \| للا فاطمة بنت القائد أمهروق \| للا فاطمة بنت القائد أمهروق \| للا فاطمة بنت القائد أمهروق \| للا فاطمة بنت القائد أمهروق \| \| \| الحسن الثاني30 \| الحسن الثاني30 \| الحسن الثاني30 \| الحسن الثاني30 \| الحسن الثاني30 \| الحسن الثاني30 \| \| \| \| \| \| \| لطيفة حمو \| لطيفة حمو \| لطيفة حمو \| لطيفة حمو \| لطيفة حمو \| لطيفة حمو \| \| \| \| \| \| \| \| \| \| \| \| \| \| \| \| \| \| \| \| \| \| \| \| \| \| \| \| \| \| \| \| \| \| \| \| \| \| \| \| \| \| \| \| \| \| \| \| \| \| \| \| للا فاطمة بنت القائد أمهروق \| للا فاطمة بنت القائد أمهروق \| للا فاطمة بنت القائد أمهروق \| للا فاطمة بنت القائد أمهروق \| للا فاطمة بنت القائد أمهروق \| للا فاطمة بنت القائد أمهروق \| \| \| الحسن الثاني30 \| الحسن الثاني30 \| الحسن الثاني30 \| الحسن الثاني30 \| الحسن الثاني30 \| الحسن الثاني30 \| \| \| \| \| \| \| لطيفة حمو \| لطيفة حمو \| لطيفة حمو \| لطيفة حمو \| لطيفة حمو \| لطيفة حمو \| \| \| \| \| \| \| \| \| \| \| \| \| \| \| \| \| \| \| \| \| \| \| \| \| \| \| \| \| \| \| \| \| \| \| \| \| \| \| \| \| \| \| \| \| \| \| \| \| \| \| \| \| \| \| \| \| \| \| \| \| \| \| \| \| \| \| \| \| \| \| \| \| \| \| \| \| \| \| \| \| \| \| \| \| \| \| \| \| \| \| \| \| \| \| \| \| \| \| \| \| \| \| \| \| \| \| \| \| \| \| \| \| \| \| \| \| \| \| \| \| \| \| \| \| \| \| \| \| \| \| \| \| \| \| \| \| \| \| \| \| \| \| \| \| \| \| \| \| \| \| \| \| \| \| \| \| \| \| \| \| \| \| \| \| \| \| \| \| \| \| \| \| \| \| \| \| \| \| \| \| \| \| \| \| \| \| \| \| \| \| \| \| \| \| \| \| \| \| \| \| \| \| \| سلمى بناني \| سلمى بناني \| سلمى بناني \| سلمى بناني \| سلمى بناني \| سلمى بناني \| \| \| محمد السادس31 \| محمد السادس31 \| محمد السادس31 \| محمد السادس31 \| محمد السادس31 \| محمد السادس31 \| \| \| للا أسماء \| للا أسماء \| للا أسماء \| للا أسماء \| للا أسماء \| للا أسماء \| \| \| للا حسناء \| للا حسناء \| للا حسناء \| للا حسناء \| للا حسناء \| للا حسناء \| \| \| رشيد بن الحسن \| رشيد بن الحسن \| رشيد بن الحسن \| رشيد بن الحسن \| رشيد بن الحسن \| رشيد بن الحسن \| \| \| للا مريم \| للا مريم \| للا مريم \| للا مريم \| للا مريم \| للا مريم \| \| \| \| \| \| \| \| \| \| \| \| \| \| \| \| \| \| \| \| \| \| \| \| \| \| \| \| \| \| \| \| سلمى بناني \| سلمى بناني \| سلمى بناني \| سلمى بناني \| سلمى بناني \| سلمى بناني \| \| \| محمد السادس31 \| محمد السادس31 \| محمد السادس31 \| محمد السادس31 \| محمد السادس31 \| محمد السادس31 \| \| \| للا أسماء \| للا أسماء \| للا أسماء \| للا أسماء \| للا أسماء \| للا أسماء \| \| \| للا حسناء \| للا حسناء \| للا حسناء \| للا حسناء \| للا حسناء \| للا حسناء \| \| \| رشيد بن الحسن \| رشيد بن الحسن \| رشيد بن الحسن \| رشيد بن الحسن \| رشيد بن الحسن \| رشيد بن الحسن \| \| \| للا مريم \| للا مريم \| للا مريم \| للا مريم \| للا مريم \| للا مريم \| \| \| \| \| \| \| \| \| \| \| \| \| \| \| \| \| \| \| \| \| \| \| \| \| \| \| \| \| \| \| \| \| \| \| \| \| \| \| \| \| \| \| \| \| \| \| \| \| \| \| \| \| \| \| \| \| \| \| \| \| \| \| \| \| \| \| \| \| \| \| \| \| \| \| \| \| \| \| \| \| \| \| \| \| \| \| \| \| \| \| \| \| \| \| \| \| \| \| \| \| \| \| \| \| \| \| \| \| \| \| \| \| \| \| \| \| \| \| \| \| \| \| \| \| \| \| \| \| \| \| \| \| \| \| \| \| \| \| \| \| \| \| \| \| \| \| \| \| \| \| \| \| \| \| \| \| \| \| \| \| \| \| \| \| \| \| \| \| \| \| \| \| \| \| \| \| \| \| \| \| \| \| \| \| \| الأمير مولاي حسن \| الأمير مولاي حسن \| الأمير مولاي حسن \| الأمير مولاي حسن \| الأمير مولاي حسن \| الأمير مولاي حسن \| \| \| للا خديجة \| للا خديجة \| للا خديجة \| للا خديجة \| للا خديجة \| للا خديجة \| \| \| \| \| \| \| \| \| \| \| \| \| \| \| \| \| \| \| \| \| \| \| \| \| \| \| \| \| \| \| \| \| \| \| \| \| \| \| \| \| \| \| \| \| \| \| \| \| \| \| \| \| \| \| \| \| \| \| \| \| \| \| |                  |                             |                             |                             |                             |                             |                             |               |               |                       |                       |                       |                       |                       |                       |           |           |                                     |                                     |                                     |                                     |                                     |                                     |           |           |                       |                       |                       |                       |                       |                       |               |               |                    |                    |                    |                    |                    |                    |          |          |                   |                   |                   |                   |                   |                   |  |  |                 |                 |                 |                 |                 |                 |  |  |  |  |  |  |  |  |  |  |  |  |  |  |  |  |  |  |  |  |
| |                  |                             |                             |                             |                             |                             |                             |               |               |                       |                       |                       |                       |                       |                       |           |           |                                     |                                     |                                     |                                     |                                     |                                     |           |           | الشريف بن علي1        |                       |                       |                       |                       |                       |               |               |                    |                    |                    |                    |                    |                    |          |          |                   |                   |                   |                   |                   |                   |  |  |                 |                 |                 |                 |                 |                 |  |  |  |  |  |  |  |  |  |  |  |  |  |  |  |  |  |  |  |  |
| |                  |                             |                             |                             |                             |                             |                             |               |               |                       |                       |                       |                       |                       |                       |           |           |                                     |                                     |                                     |                                     |                                     |                                     |           |           |                       |                       |                       |                       |                       |                       |               |               |                    |                    |                    |                    |                    |                    |          |          |                   |                   |                   |                   |                   |                   |  |  |                 |                 |                 |                 |                 |                 |  |  |  |  |  |  |  |  |  |  |  |  |  |  |  |  |  |  |  |  |
| |                  |                             |                             |                             |                             |                             |                             |               |               |                       |                       |                       |                       |                       |                       |           |           |                                     |                                     |                                     |                                     |                                     |                                     |           |           |                       |                       |                       |                       |                       |                       |               |               |                    |                    |                    |                    |                    |                    |          |          |                   |                   |                   |                   |                   |                   |  |  |                 |                 |                 |                 |                 |                 |  |  |  |  |  |  |  |  |  |  |  |  |  |  |  |  |  |  |  |  |
| |                  |                             |                             |                             |                             |                             |                             |               |               |                       |                       |                       |                       |                       |                       |           |           | مولاي إسماعيل4                      | مولاي إسماعيل4                      | مولاي إسماعيل4                      | مولاي إسماعيل4                      | مولاي إسماعيل4                      | مولاي إسماعيل4                      |           |           | الرشيد بن الشريف3     | الرشيد بن الشريف3     | الرشيد بن الشريف3     | الرشيد بن الشريف3     | الرشيد بن الشريف3     | الرشيد بن الشريف3     |               |               | محمد بن الشريف2    | محمد بن الشريف2    | محمد بن الشريف2    | محمد بن الشريف2    | محمد بن الشريف2    | محمد بن الشريف2    |          |          |                   |                   |                   |                   |                   |                   |  |  |                 |                 |                 |                 |                 |                 |  |  |  |  |  |  |  |  |  |  |  |  |  |  |  |  |  |  |  |  |
| |                  |                             |                             |                             |                             |                             |                             |               |               |                       |                       |                       |                       |                       |                       |           |           | مولاي إسماعيل4                      | مولاي إسماعيل4                      | مولاي إسماعيل4                      | مولاي إسماعيل4                      | مولاي إسماعيل4                      | مولاي إسماعيل4                      |           |           | الرشيد بن الشريف3     | الرشيد بن الشريف3     | الرشيد بن الشريف3     | الرشيد بن الشريف3     | الرشيد بن الشريف3     | الرشيد بن الشريف3     |               |               | محمد بن الشريف2    | محمد بن الشريف2    | محمد بن الشريف2    | محمد بن الشريف2    | محمد بن الشريف2    | محمد بن الشريف2    |          |          |                   |                   |                   |                   |                   |                   |  |  |                 |                 |                 |                 |                 |                 |  |  |  |  |  |  |  |  |  |  |  |  |  |  |  |  |  |  |  |  |
| |                  |                             |                             |                             |                             |                             |                             |               |               |                       |                       |                       |                       |                       |                       |           |           |                                     |                                     |                                     |                                     |                                     |                                     |           |           |                       |                       |                       |                       |                       |                       |               |               |                    |                    |                    |                    |                    |                    |          |          |                   |                   |                   |                   |                   |                   |  |  |                 |                 |                 |                 |                 |                 |  |  |  |  |  |  |  |  |  |  |  |  |  |  |  |  |  |  |  |  |
| |                  | المستضيئ بن إسماعيل12/16/18 | المستضيئ بن إسماعيل12/16/18 | المستضيئ بن إسماعيل12/16/18 | المستضيئ بن إسماعيل12/16/18 | المستضيئ بن إسماعيل12/16/18 | المستضيئ بن إسماعيل12/16/18 |               |               | عبد الملك بن إسماعيل6 | عبد الملك بن إسماعيل6 | عبد الملك بن إسماعيل6 | عبد الملك بن إسماعيل6 | عبد الملك بن إسماعيل6 | عبد الملك بن إسماعيل6 |           |           | عبد الله بن إسماعيل8/10/13/15/17/19 | عبد الله بن إسماعيل8/10/13/15/17/19 | عبد الله بن إسماعيل8/10/13/15/17/19 | عبد الله بن إسماعيل8/10/13/15/17/19 | عبد الله بن إسماعيل8/10/13/15/17/19 | عبد الله بن إسماعيل8/10/13/15/17/19 |           |           | علي زين العابدين14    | علي زين العابدين14    | علي زين العابدين14    | علي زين العابدين14    | علي زين العابدين14    | علي زين العابدين14    |               |               | أحمد بن إسماعيل7/5 | أحمد بن إسماعيل7/5 | أحمد بن إسماعيل7/5 | أحمد بن إسماعيل7/5 | أحمد بن إسماعيل7/5 | أحمد بن إسماعيل7/5 |          |          | محمد بن إسماعيل11 | محمد بن إسماعيل11 | محمد بن إسماعيل11 | محمد بن إسماعيل11 | محمد بن إسماعيل11 | محمد بن إسماعيل11 |  |  | علي بن إسماعيل9 | علي بن إسماعيل9 | علي بن إسماعيل9 | علي بن إسماعيل9 | علي بن إسماعيل9 | علي بن إسماعيل9 |  |  |  |  |  |  |  |  |  |  |  |  |  |  |  |  |  |  |  |  |
| |                  | المستضيئ بن إسماعيل12/16/18 | المستضيئ بن إسماعيل12/16/18 | المستضيئ بن إسماعيل12/16/18 | المستضيئ بن إسماعيل12/16/18 | المستضيئ بن إسماعيل12/16/18 | المستضيئ بن إسماعيل12/16/18 |               |               | عبد الملك بن إسماعيل6 | عبد الملك بن إسماعيل6 | عبد الملك بن إسماعيل6 | عبد الملك بن إسماعيل6 | عبد الملك بن إسماعيل6 | عبد الملك بن إسماعيل6 |           |           | عبد الله بن إسماعيل8/10/13/15/17/19 | عبد الله بن إسماعيل8/10/13/15/17/19 | عبد الله بن إسماعيل8/10/13/15/17/19 | عبد الله بن إسماعيل8/10/13/15/17/19 | عبد الله بن إسماعيل8/10/13/15/17/19 | عبد الله بن إسماعيل8/10/13/15/17/19 |           |           | علي زين العابدين14    | علي زين العابدين14    | علي زين العابدين14    | علي زين العابدين14    | علي زين العابدين14    | علي زين العابدين14    |               |               | أحمد بن إسماعيل7/5 | أحمد بن إسماعيل7/5 | أحمد بن إسماعيل7/5 | أحمد بن إسماعيل7/5 | أحمد بن إسماعيل7/5 | أحمد بن إسماعيل7/5 |          |          | محمد بن إسماعيل11 | محمد بن إسماعيل11 | محمد بن إسماعيل11 | محمد بن إسماعيل11 | محمد بن إسماعيل11 | محمد بن إسماعيل11 |  |  | علي بن إسماعيل9 | علي بن إسماعيل9 | علي بن إسماعيل9 | علي بن إسماعيل9 | علي بن إسماعيل9 | علي بن إسماعيل9 |  |  |  |  |  |  |  |  |  |  |  |  |  |  |  |  |  |  |  |  |
| |                  |                             |                             |                             |                             |                             |                             |               |               |                       |                       |                       |                       |                       |                       |           |           | محمد الثالث20                       |                                     |                                     |                                     |                                     |                                     |           |           |                       |                       |                       |                       |                       |                       |               |               |                    |                    |                    |                    |                    |                    |          |          |                   |                   |                   |                   |                   |                   |  |  |                 |                 |                 |                 |                 |                 |  |  |  |  |  |  |  |  |  |  |  |  |  |  |  |  |  |  |  |  |
| |                  |                             |                             |                             |                             |                             |                             |               |               |                       |                       |                       |                       |                       |                       |           |           |                                     |                                     |                                     |                                     |                                     |                                     |           |           |                       |                       |                       |                       |                       |                       |               |               |                    |                    |                    |                    |                    |                    |          |          |                   |                   |                   |                   |                   |                   |  |  |                 |                 |                 |                 |                 |                 |  |  |  |  |  |  |  |  |  |  |  |  |  |  |  |  |  |  |  |  |
| |                  |                             |                             |                             |                             |                             |                             |               |               |                       |                       |                       |                       |                       |                       |           |           |                                     |                                     |                                     |                                     |                                     |                                     |           |           |                       |                       |                       |                       |                       |                       |               |               |                    |                    |                    |                    |                    |                    |          |          |                   |                   |                   |                   |                   |                   |  |  |                 |                 |                 |                 |                 |                 |  |  |  |  |  |  |  |  |  |  |  |  |  |  |  |  |  |  |  |  |
| |                  |                             |                             |                             |                             |                             |                             |               |               | اليزيد بن محمد21      | اليزيد بن محمد21      | اليزيد بن محمد21      | اليزيد بن محمد21      | اليزيد بن محمد21      | اليزيد بن محمد21      |           |           | هشام بن محمد                        | هشام بن محمد                        | هشام بن محمد                        | هشام بن محمد                        | هشام بن محمد                        | هشام بن محمد                        |           |           | مولاي سليمان22        | مولاي سليمان22        | مولاي سليمان22        | مولاي سليمان22        | مولاي سليمان22        | مولاي سليمان22        |               |               |                    |                    |                    |                    |                    |                    |          |          |                   |                   |                   |                   |                   |                   |  |  |                 |                 |                 |                 |                 |                 |  |  |  |  |  |  |  |  |  |  |  |  |  |  |  |  |  |  |  |  |
| |                  |                             |                             |                             |                             |                             |                             |               |               | اليزيد بن محمد21      | اليزيد بن محمد21      | اليزيد بن محمد21      | اليزيد بن محمد21      | اليزيد بن محمد21      | اليزيد بن محمد21      |           |           | هشام بن محمد                        | هشام بن محمد                        | هشام بن محمد                        | هشام بن محمد                        | هشام بن محمد                        | هشام بن محمد                        |           |           | مولاي سليمان22        | مولاي سليمان22        | مولاي سليمان22        | مولاي سليمان22        | مولاي سليمان22        | مولاي سليمان22        |               |               |                    |                    |                    |                    |                    |                    |          |          |                   |                   |                   |                   |                   |                   |  |  |                 |                 |                 |                 |                 |                 |  |  |  |  |  |  |  |  |  |  |  |  |  |  |  |  |  |  |  |  |
| |                  |                             |                             |                             |                             |                             |                             |               |               |                       |                       |                       |                       |                       |                       |           |           | مولاي عبد الرحمان23                 |                                     |                                     |                                     |                                     |                                     |           |           |                       |                       |                       |                       |                       |                       |               |               |                    |                    |                    |                    |                    |                    |          |          |                   |                   |                   |                   |                   |                   |  |  |                 |                 |                 |                 |                 |                 |  |  |  |  |  |  |  |  |  |  |  |  |  |  |  |  |  |  |  |  |
| |                  |                             |                             |                             |                             |                             |                             |               |               |                       |                       |                       |                       |                       |                       |           |           |                                     |                                     |                                     |                                     |                                     |                                     |           |           |                       |                       |                       |                       |                       |                       |               |               |                    |                    |                    |                    |                    |                    |          |          |                   |                   |                   |                   |                   |                   |  |  |                 |                 |                 |                 |                 |                 |  |  |  |  |  |  |  |  |  |  |  |  |  |  |  |  |  |  |  |  |
| |                  |                             |                             |                             |                             |                             |                             |               |               |                       |                       |                       |                       |                       |                       |           |           | محمد الرابع24                       |                                     |                                     |                                     |                                     |                                     |           |           |                       |                       |                       |                       |                       |                       |               |               |                    |                    |                    |                    |                    |                    |          |          |                   |                   |                   |                   |                   |                   |  |  |                 |                 |                 |                 |                 |                 |  |  |  |  |  |  |  |  |  |  |  |  |  |  |  |  |  |  |  |  |
| |                  |                             |                             |                             |                             |                             |                             |               |               |                       |                       |                       |                       |                       |                       |           |           |                                     |                                     |                                     |                                     |                                     |                                     |           |           |                       |                       |                       |                       |                       |                       |               |               |                    |                    |                    |                    |                    |                    |          |          |                   |                   |                   |                   |                   |                   |  |  |                 |                 |                 |                 |                 |                 |  |  |  |  |  |  |  |  |  |  |  |  |  |  |  |  |  |  |  |  |
| |                  |                             |                             |                             |                             |                             |                             |               |               |                       |                       |                       |                       |                       |                       |           |           | الحسن الأول25                       |                                     |                                     |                                     |                                     |                                     |           |           |                       |                       |                       |                       |                       |                       |               |               |                    |                    |                    |                    |                    |                    |          |          |                   |                   |                   |                   |                   |                   |  |  |                 |                 |                 |                 |                 |                 |  |  |  |  |  |  |  |  |  |  |  |  |  |  |  |  |  |  |  |  |
| |                  |                             |                             |                             |                             |                             |                             |               |               |                       |                       |                       |                       |                       |                       |           |           |                                     |                                     |                                     |                                     |                                     |                                     |           |           |                       |                       |                       |                       |                       |                       |               |               |                    |                    |                    |                    |                    |                    |          |          |                   |                   |                   |                   |                   |                   |  |  |                 |                 |                 |                 |                 |                 |  |  |  |  |  |  |  |  |  |  |  |  |  |  |  |  |  |  |  |  |
| |                  |                             |                             |                             |                             |                             |                             |               |               |                       |                       |                       |                       |                       |                       |           |           |                                     |                                     |                                     |                                     |                                     |                                     |           |           |                       |                       |                       |                       |                       |                       |               |               |                    |                    |                    |                    |                    |                    |          |          |                   |                   |                   |                   |                   |                   |  |  |                 |                 |                 |                 |                 |                 |  |  |  |  |  |  |  |  |  |  |  |  |  |  |  |  |  |  |  |  |
| |                  |                             |                             |                             |                             |                             |                             |               |               | يوسف بن الحسن28       | يوسف بن الحسن28       | يوسف بن الحسن28       | يوسف بن الحسن28       | يوسف بن الحسن28       | يوسف بن الحسن28       |           |           | عبد الحفيظ بن الحسن27               | عبد الحفيظ بن الحسن27               | عبد الحفيظ بن الحسن27               | عبد الحفيظ بن الحسن27               | عبد الحفيظ بن الحسن27               | عبد الحفيظ بن الحسن27               |           |           | عبد العزيز بن الحسن26 | عبد العزيز بن الحسن26 | عبد العزيز بن الحسن26 | عبد العزيز بن الحسن26 | عبد العزيز بن الحسن26 | عبد العزيز بن الحسن26 |               |               |                    |                    |                    |                    |                    |                    |          |          |                   |                   |                   |                   |                   |                   |  |  |                 |                 |                 |                 |                 |                 |  |  |  |  |  |  |  |  |  |  |  |  |  |  |  |  |  |  |  |  |
| |                  |                             |                             |                             |                             |                             |                             |               |               | يوسف بن الحسن28       | يوسف بن الحسن28       | يوسف بن الحسن28       | يوسف بن الحسن28       | يوسف بن الحسن28       | يوسف بن الحسن28       |           |           | عبد الحفيظ بن الحسن27               | عبد الحفيظ بن الحسن27               | عبد الحفيظ بن الحسن27               | عبد الحفيظ بن الحسن27               | عبد الحفيظ بن الحسن27               | عبد الحفيظ بن الحسن27               |           |           | عبد العزيز بن الحسن26 | عبد العزيز بن الحسن26 | عبد العزيز بن الحسن26 | عبد العزيز بن الحسن26 | عبد العزيز بن الحسن26 | عبد العزيز بن الحسن26 |               |               |                    |                    |                    |                    |                    |                    |          |          |                   |                   |                   |                   |                   |                   |  |  |                 |                 |                 |                 |                 |                 |  |  |  |  |  |  |  |  |  |  |  |  |  |  |  |  |  |  |  |  |
| |                  |                             |                             |                             |                             |                             |                             |               |               | محمد الخامس29         |                       |                       |                       |                       |                       |           |           |                                     |                                     |                                     |                                     |                                     |                                     |           |           |                       |                       |                       |                       |                       |                       |               |               |                    |                    |                    |                    |                    |                    |          |          |                   |                   |                   |                   |                   |                   |  |  |                 |                 |                 |                 |                 |                 |  |  |  |  |  |  |  |  |  |  |  |  |  |  |  |  |  |  |  |  |
| |                  |                             |                             |                             |                             |                             |                             |               |               |                       |                       |                       |                       |                       |                       |           |           |                                     |                                     |                                     |                                     |                                     |                                     |           |           |                       |                       |                       |                       |                       |                       |               |               |                    |                    |                    |                    |                    |                    |          |          |                   |                   |                   |                   |                   |                   |  |  |                 |                 |                 |                 |                 |                 |  |  |  |  |  |  |  |  |  |  |  |  |  |  |  |  |  |  |  |  |
| |                  | للا فاطمة بنت القائد أمهروق | للا فاطمة بنت القائد أمهروق | للا فاطمة بنت القائد أمهروق | للا فاطمة بنت القائد أمهروق | للا فاطمة بنت القائد أمهروق | للا فاطمة بنت القائد أمهروق |               |               | الحسن الثاني30        | الحسن الثاني30        | الحسن الثاني30        | الحسن الثاني30        | الحسن الثاني30        | الحسن الثاني30        |           |           |                                     |                                     |                                     |                                     | لطيفة حمو                           | لطيفة حمو                           | لطيفة حمو | لطيفة حمو | لطيفة حمو             | لطيفة حمو             |                       |                       |                       |                       |               |               |                    |                    |                    |                    |                    |                    |          |          |                   |                   |                   |                   |                   |                   |  |  |                 |                 |                 |                 |                 |                 |  |  |  |  |  |  |  |  |  |  |  |  |  |  |  |  |  |  |  |  |
| |                  | للا فاطمة بنت القائد أمهروق | للا فاطمة بنت القائد أمهروق | للا فاطمة بنت القائد أمهروق | للا فاطمة بنت القائد أمهروق | للا فاطمة بنت القائد أمهروق | للا فاطمة بنت القائد أمهروق |               |               | الحسن الثاني30        | الحسن الثاني30        | الحسن الثاني30        | الحسن الثاني30        | الحسن الثاني30        | الحسن الثاني30        |           |           |                                     |                                     |                                     |                                     | لطيفة حمو                           | لطيفة حمو                           | لطيفة حمو | لطيفة حمو | لطيفة حمو             | لطيفة حمو             |                       |                       |                       |                       |               |               |                    |                    |                    |                    |                    |                    |          |          |                   |                   |                   |                   |                   |                   |  |  |                 |                 |                 |                 |                 |                 |  |  |  |  |  |  |  |  |  |  |  |  |  |  |  |  |  |  |  |  |
| |                  |                             |                             |                             |                             |                             |                             |               |               |                       |                       |                       |                       |                       |                       |           |           |                                     |                                     |                                     |                                     |                                     |                                     |           |           |                       |                       |                       |                       |                       |                       |               |               |                    |                    |                    |                    |                    |                    |          |          |                   |                   |                   |                   |                   |                   |  |  |                 |                 |                 |                 |                 |                 |  |  |  |  |  |  |  |  |  |  |  |  |  |  |  |  |  |  |  |  |
| |                  |                             |                             |                             |                             |                             |                             |               |               |                       |                       |                       |                       |                       |                       |           |           |                                     |                                     |                                     |                                     |                                     |                                     |           |           |                       |                       |                       |                       |                       |                       |               |               |                    |                    |                    |                    |                    |                    |          |          |                   |                   |                   |                   |                   |                   |  |  |                 |                 |                 |                 |                 |                 |  |  |  |  |  |  |  |  |  |  |  |  |  |  |  |  |  |  |  |  |
| سلمى بناني | سلمى بناني       | سلمى بناني                  | سلمى بناني                  | سلمى بناني                  | سلمى بناني                  |                             |                             | محمد السادس31 | محمد السادس31 | محمد السادس31         | محمد السادس31         | محمد السادس31         | محمد السادس31         |                       |                       | للا أسماء | للا أسماء | للا أسماء                           | للا أسماء                           | للا أسماء                           | للا أسماء                           |                                     |                                     | للا حسناء | للا حسناء | للا حسناء             | للا حسناء             | للا حسناء             | للا حسناء             |                       |                       | رشيد بن الحسن | رشيد بن الحسن | رشيد بن الحسن      | رشيد بن الحسن      | رشيد بن الحسن      | رشيد بن الحسن      |                    |                    | للا مريم | للا مريم | للا مريم          | للا مريم          | للا مريم          | للا مريم          |                   |                   |  |  |                 |                 |                 |                 |                 |                 |  |  |  |  |  |  |  |  |  |  |  |  |  |  |  |  |  |  |  |  |
| سلمى بناني | سلمى بناني       | سلمى بناني                  | سلمى بناني                  | سلمى بناني                  | سلمى بناني                  |                             |                             | محمد السادس31 | محمد السادس31 | محمد السادس31         | محمد السادس31         | محمد السادس31         | محمد السادس31         |                       |                       | للا أسماء | للا أسماء | للا أسماء                           | للا أسماء                           | للا أسماء                           | للا أسماء                           |                                     |                                     | للا حسناء | للا حسناء | للا حسناء             | للا حسناء             | للا حسناء             | للا حسناء             |                       |                       | رشيد بن الحسن | رشيد بن الحسن | رشيد بن الحسن      | رشيد بن الحسن      | رشيد بن الحسن      | رشيد بن الحسن      |                    |                    | للا مريم | للا مريم | للا مريم          | للا مريم          | للا مريم          | للا مريم          |                   |                   |  |  |                 |                 |                 |                 |                 |                 |  |  |  |  |  |  |  |  |  |  |  |  |  |  |  |  |  |  |  |  |
| |                  |                             |                             |                             |                             |                             |                             |               |               |                       |                       |                       |                       |                       |                       |           |           |                                     |                                     |                                     |                                     |                                     |                                     |           |           |                       |                       |                       |                       |                       |                       |               |               |                    |                    |                    |                    |                    |                    |          |          |                   |                   |                   |                   |                   |                   |  |  |                 |                 |                 |                 |                 |                 |  |  |  |  |  |  |  |  |  |  |  |  |  |  |  |  |  |  |  |  |
| |                  |                             |                             |                             |                             |                             |                             |               |               |                       |                       |                       |                       |                       |                       |           |           |                                     |                                     |                                     |                                     |                                     |                                     |           |           |                       |                       |                       |                       |                       |                       |               |               |                    |                    |                    |                    |                    |                    |          |          |                   |                   |                   |                   |                   |                   |  |  |                 |                 |                 |                 |                 |                 |  |  |  |  |  |  |  |  |  |  |  |  |  |  |  |  |  |  |  |  |
| الأمير مولاي حسن | الأمير مولاي حسن | الأمير مولاي حسن            | الأمير مولاي حسن            | الأمير مولاي حسن            | الأمير مولاي حسن            |                             |                             | للا خديجة     | للا خديجة     | للا خديجة             | للا خديجة             | للا خديجة             | للا خديجة             |                       |                       |           |           |                                     |                                     |                                     |                                     |                                     |                                     |           |           |                       |                       |                       |                       |                       |                       |               |               |                    |                    |                    |                    |                    |                    |          |          |                   |                   |                   |                   |                   |                   |  |  |                 |                 |                 |                 |                 |                 |  |  |  |  |  |  |  |  |  |  |  |  |  |  |  |  |  |  |  |  |